# Hà Nội
Hà Nội là thủ đô của nước Cộng hòa xã hội chủ nghĩa Việt Nam. Đây là thành phố trực thuộc trung ương lớn thứ hai về quy mô dân số, được xếp loại đô thị đặc biệt, có vị trí là trung tâm văn hóa, chính trị, một trong hai trung tâm kinh tế, giáo dục quan trọng tại Việt Nam. Hà Nội nằm về phía Tây Bắc của trung tâm vùng đồng bằng châu thổ sông Hồng, với địa hình bao gồm vùng đồng bằng trung tâm và vùng đồi núi ở phía Bắc và phía Tây thành phố. Với diện tích 3.359,82 km², và dân số xấp xỉ 8,5 triệu người, Hà Nội là thành phố trực thuộc trung ương có diện tích lớn thứ năm tại Việt Nam, đồng thời cũng là thành phố đông dân thứ hai và có mật độ dân số cao nhất trong 34 đơn vị hành chính cấp tỉnh của Việt Nam nhưng phân bố dân số không đồng đều. Hà Nội có 126 đơn vị hành chính cấp xã, gồm 51 phường và 75 xã.
Hà Nội đã sớm trở thành trung tâm chính trị, kinh tế và văn hóa ngay từ những buổi đầu của lịch sử Việt Nam. Với vai trò thủ đô, Hà Nội là nơi tập trung nhiều địa điểm văn hóa giải trí, công trình thể thao quan trọng của đất nước, đồng thời cũng là địa điểm được lựa chọn để tổ chức nhiều sự kiện chính trị và thể thao quốc tế. Đây là nơi tập trung nhiều làng nghề truyền thống, đồng thời cũng là 1 trong 3 vùng tập trung nhiều hội lễ của miền Bắc Việt Nam. Thành phố có chỉ số phát triển con người ở mức cao, dẫn đầu trong số các đơn vị hành chính của Việt Nam. Nền ẩm thực Hà Nội với nhiều nét riêng biệt cũng là một trong những yếu tố thu hút khách du lịch tới thành phố. Năm 2019, Hà Nội là đơn vị hành chính Việt Nam xếp thứ 2 về tổng sản phẩm trên địa bàn (GRDP), xếp thứ 8 về GRDP bình quân đầu người và đứng thứ 41 về tốc độ tăng trưởng GRDP. Thành phố được UNESCO trao tặng danh hiệu "Thành phố vì hòa bình" vào ngày 16 tháng 7 năm 1999. Khu Hoàng thành Thăng Long cũng được tổ chức UNESCO công nhận là di sản văn hóa thế giới.

## Tên gọi
Trước khi có tên gọi như hiện nay, Hà Nội đã trải qua nhiều tên gọi khác nhau. Tên gọi "Hà Nội" bắt đầu được dùng làm địa danh ở Việt Nam từ năm Minh Mạng thứ 12 (1831) khi có 1 tỉnh có tên là tỉnh Hà Nội được thành lập ở Bắc Thành. "Hà Nội" viết bằng chữ Hán là "河內", nghĩa là "bao quanh bởi các con sông", tên gọi này phản ánh vị trí địa lý của tỉnh Hà Nội. Tỉnh này nằm giữa hai con sông là sông Nhị ở phía Đông Bắc và sông Thanh Quyết ở phía Tây Nam.
Tỉnh Hà Nội gồm có 4 phủ là Hoài Đức, Thường Tín, Ứng Hoà và Lý Nhân. Toà thành nơi có đặt trị sở của tỉnh Hà Nội, tức tỉnh lị của tỉnh Hà Nội, được gọi là thành Hà Nội theo tên tỉnh. Thành Hà Nội nằm trên địa phận 2 huyện Thọ Xương và Vĩnh Thuận. Cả 2 huyện Thọ Xương và Vĩnh Thuận đều cùng thuộc phủ Hoài Đức. Ngày 1 tháng 10 năm 1888, vua Đồng Khánh ký chỉ dụ cắt toàn bộ huyện Thọ Xương và 1 phần huyện Vĩnh Thuận của tỉnh Hà Nội làm nhượng địa cho Pháp để Pháp thành lập thành phố Hà Nội. Trước đó, ngày 19 tháng 7, tổng thống Pháp Marie François Sadi Carnot ký sắc lệnh thành lập thành phố Hà Nội trước khi có sự công nhận của Triều đình Việt Nam. Năm 1890, phủ Lý Nhân bị tách khỏi tỉnh Hà Nội, đổi thành tỉnh Hà Nam.
Năm 1896, tỉnh lị của tỉnh Hà Nội được dời ra làng Cầu Đơ thuộc tổng Thanh Oai Thượng, huyện Thanh Oai. Để tránh trùng tên với thành phố Hà Nội, năm 1902, tỉnh Hà Nội được đổi tên thành tỉnh Cầu Đơ theo tên của tỉnh lị. Ngày 6 tháng 12 năm 1904, quan toàn quyền Đông Dương ra nghị định đổi tên tỉnh Cầu Đơ và tỉnh lị của tỉnh này thành "Hà Đông". Tên gọi "Hà Đông" là do quan đốc học tỉnh Cầu Đơ Vũ Phạm Hàm đề xuất, lấy từ một câu nói của Lương Huệ Vương được ghi trong sách Mạnh Tử là "河內凶，則移其民於河東，移其粟於河內" (âm Hán Việt: Hà Nội hung, tắc di kỳ dân ư Hà Đông, di kỳ túc ư Hà Nội), có nghĩa là Hà Nội bị mất mùa thì chuyển dân ở Hà Nội sang Hà Đông, chuyển lương thực ở Hà Đông sang Hà Nội. "Hà Nội" trong câu nói trên của Lương Huệ Vương là chỉ vùng phía Bắc sông Hoàng Hà, còn "Hà Đông" là chỉ vùng phía Đông sông Hoàng Hà, thuộc Tây Nam Bộ tỉnh Sơn Tây của Trung Quốc ngày nay.

## Lịch sử

### Thời kỳ tiền Thăng Long

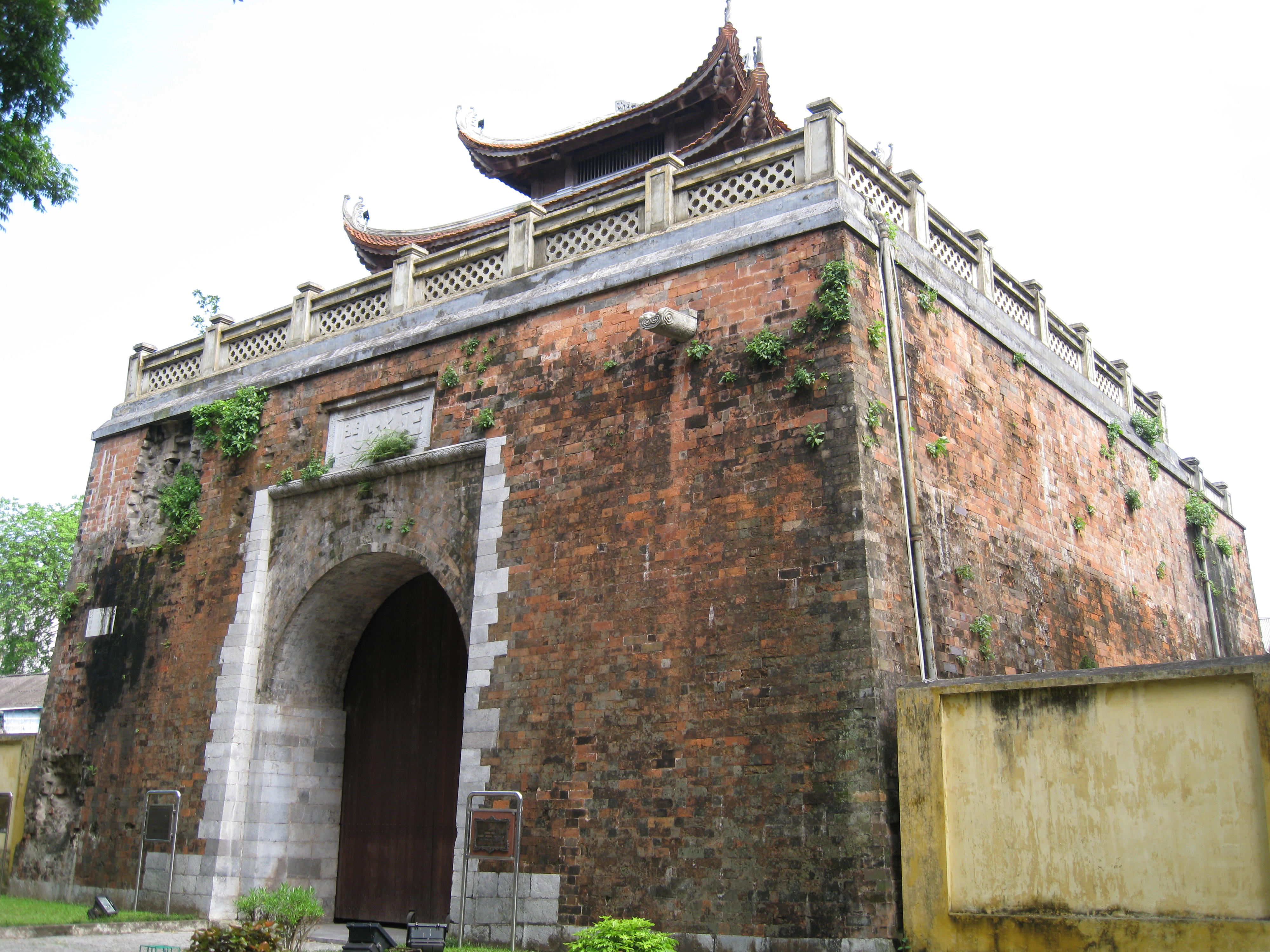
Cửa Bắc thành Hà Nội.

Những di chỉ khảo cổ tại Cổ Loa cho thấy con người đã xuất hiện ở khu vực Hà Nội từ cách đây 2 vạn năm, giai đoạn của nền văn hóa Sơn Vi. Nhưng đến thời kỳ băng tan, biển tiến sâu vào đất liền, các cư dân của thời đại đồ đá mới bị đẩy lùi lên vùng núi. Phải tới khoảng 4 hoặc 5 ngàn năm trước Công Nguyên, con người mới quay lại sinh sống ở nơi đây. Các hiện vật khảo cổ giai đoạn tiếp theo, từ đầu thời đại đồ đồng đến đầu thời đại đồ sắt, minh chứng cho sự hiện diện của Hà Nội ở cả 4 thời đại văn hóa: Phùng Nguyên, Đồng Đậu, Gò Mun và Đông Sơn. Những cư dân Hà Nội thời kỳ đó sinh sống nhờ trồng trọt, chăn nuôi và chài lưới. Giai đoạn tiền sử này tương ứng với thời kỳ của các Vua Hùng trong truyền thuyết. Thế kỷ III TCN, trong cuộc chiến với quân Tần từ phương Bắc, Thục Phán quyết định đóng đô ở Cổ Loa, nay là huyện Đông Anh, cách trung tâm Hà Nội khoảng 15 km. Sự xuất hiện của thành Cổ Loa ghi dấu Hà Nội lần đầu tiên trở thành 1 đô thị trung tâm về chính trị và xã hội.
Thất bại của Thục Phán đầu thế kỷ II TCN đã kết thúc giai đoạn độc lập của Âu Lạc, bắt đầu giai đoạn 1000 năm do các triều đại phong kiến Trung Hoa thống trị. Thời kỳ nhà Hán, Âu Lạc cũ được chia thành 3 quận Giao Chỉ, Cửu Chân và Nhật Nam, Hà Nội khi đó thuộc quận Giao Chỉ. Vắng bóng trong sử sách suốt 5 thế kỷ đầu, đến khoảng năm 454–456 thời Lưu Tống, Hà Nội mới được ghi lại là trung tâm của huyện Tống Bình. Năm 226 Nhà Hán khi cai trị Giao Châu đã đổi tên Tống Bình thành Long Uyên (hoặc Long Biên). Năm 544, Lý Bí nổi dậy chống lại nhà Lương, tự xưng hoàng đế, đặt quốc hiệu là Vạn Xuân, đóng đô ở Long Uyên. Người cháu của Lý Bí là Lý Phật Tử tới đóng đô ở Cổ Loa, nhưng nền độc lập này chỉ kéo dài tới năm 602. Thời kỳ Nhà Đường, An Nam được chia thành 12 châu với 50 huyện, Long Uyên lại được đổi thành Tống Bình, là trung tâm của An Nam đô hộ phủ. Năm 866, viên tướng nhà Đường Cao Biền xây dựng một thành trì mới, Tống Bình được đổi tên thành "Đại La" – thủ phủ của Tĩnh Hải quân. Theo truyền thuyết, khi đắp thành, Cao Biền thấy một vị thần hiện lên tự xưng là thần Long Đỗ. Vì vậy, sử sách còn gọi Thăng Long là đất "Long Đỗ". Thế kỷ X, sau chiến thắng của Ngô Quyền trước quân Nam Hán, Cổ Loa 1 lần nữa trở thành kinh đô của nước Việt.

### Thăng Long, Đông Đô, Đông Quan, Đông Kinh

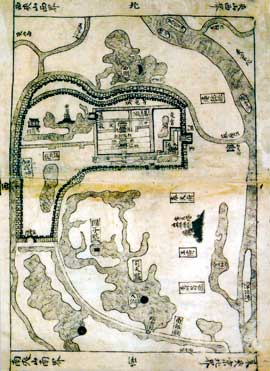
Bản đồ kinh thành Thăng Long thời Hồng Đức.

Sau khi lên ngôi năm 1009 tại Hoa Lư, năm 1010, Lý Thái Tổ quyết định dời đô về Đại La. Theo 1 truyền thuyết phổ biến, khi tới Đại La, Lý Thái Tổ nhìn thấy 1 con rồng bay lên, vì vậy đặt tên kinh thành mới là "Thăng Long". Kinh thành Thăng Long khi đó giới hạn bởi 3 con sông: sông Hồng ở phía Đông, sông Tô phía Bắc và sông Kim Ngưu phía Nam. Khu hoàng thành được xây dựng gần hồ Tây với cung điện hoàng gia cùng các công trình chính trị. Phần còn lại của đô thị là những khu dân cư, bao gồm các phường cả nông nghiệp, công nghiệp và thương nghiệp. Ngay trong thế kỷ X, nhiều công trình tôn giáo nhanh chóng được xây dựng như chùa Diên Hựu phía Tây hoàng thành xây năm 1049, chùa Báo Thiên xây năm 1057, Văn Miếu xây năm 1070, Quốc Tử Giám dựng năm 1076. Chỉ sau một thế kỷ, Thăng Long trở thành trung tâm văn hóa, chính trị và kinh tế của cả quốc gia.

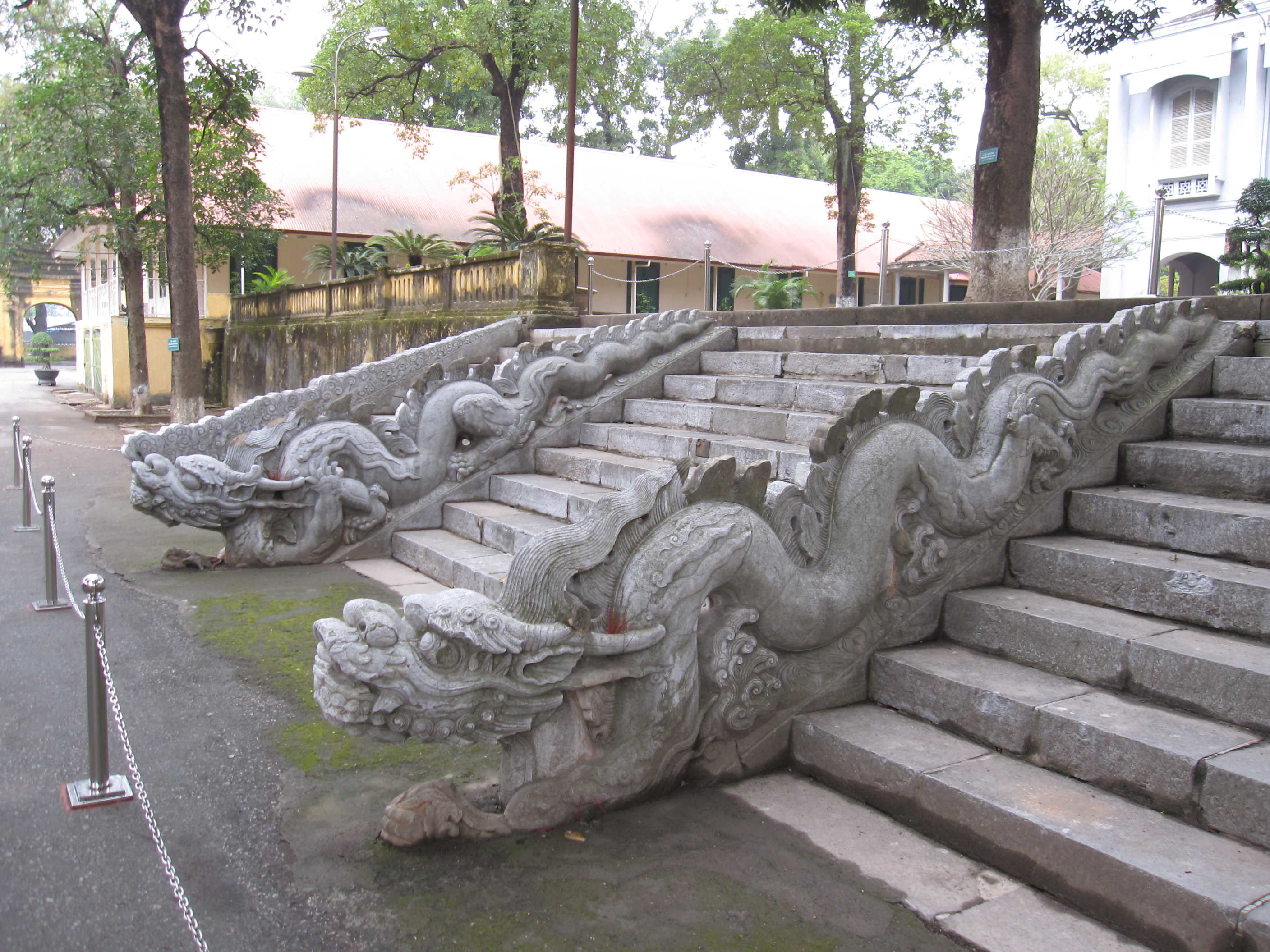
Nền điện Kính Thiên trong quần thể di tích Hoàng thành Thăng Long.

Nhà Trần nối bước nhà Lý cai trị Đại Việt, coi Thăng Long là kinh đô thứ nhất và Thiên Trường là kinh đô thứ 2, nơi các Thượng hoàng ở. Kinh thành Thăng Long tiếp tục được xây dựng. Hoàng thành được củng cố và xuất hiện thêm những cung điện. Năm 1230, Thăng Long được chia thành 61 phường, kinh thành đông đúc hơn dù địa giới không thay đổi. Giai đoạn này cũng ghi nhận sự xuất hiện của những cư dân ngoại quốc, như người Hoa, người Java và người Ấn Độ. Nền kinh tế công thương nghiệp cũng sản sinh tầng lớp thị dân và Thăng Long còn là nơi quy tụ của nhiều học giả, trí thức như Hàn Thuyên, Lê Văn Hưu và Chu Văn An. Trong cuộc chiến tranh với nhà Nguyên, kinh thành Thăng Long 3 lần bị chiếm giữ nhưng đều kết thúc trong chiến thắng của Đại Việt. Cuối thế kỷ XIV, thời kỳ nhà Trần suy vi, một quý tộc ngoại thích là Hồ Quý Ly thâu tóm quyền lực, ép vua Trần dời kinh đô về Thanh Hóa. Khi Hồ Quý Ly chính thức lên ngôi, lập nên nước Đại Ngu năm 1400, kinh đô mới mang tên Tây Đô, Thăng Long được đổi thành "Đông Đô". Nhưng vương triều của nhà Hồ chỉ tồn tại trong thời gian ngắn ngủi. Năm 1406, nhà Minh đưa quân xâm lược Đại Ngu, Thăng Long bị chiếm đóng và đổi tên thành "Đông Quan". Thời kỳ Bắc thuộc thứ 4 bắt đầu từ năm 1407 và kéo dài tới năm 1428. Các nho sĩ và người dân Thăng Long thời ấy cũng thường tự nhận Thăng Long là "Tràng An", mang ý nghĩa "bình yên lâu dài" hoặc "phồn thịnh mãi mãi". Tuy nhiên một số nhà nghiên cứu cho rằng Tràng An là để chỉ vùng đất của Ninh Bình chứ không phải Thăng Long .

Đền Ngọc Sơn, 1884.

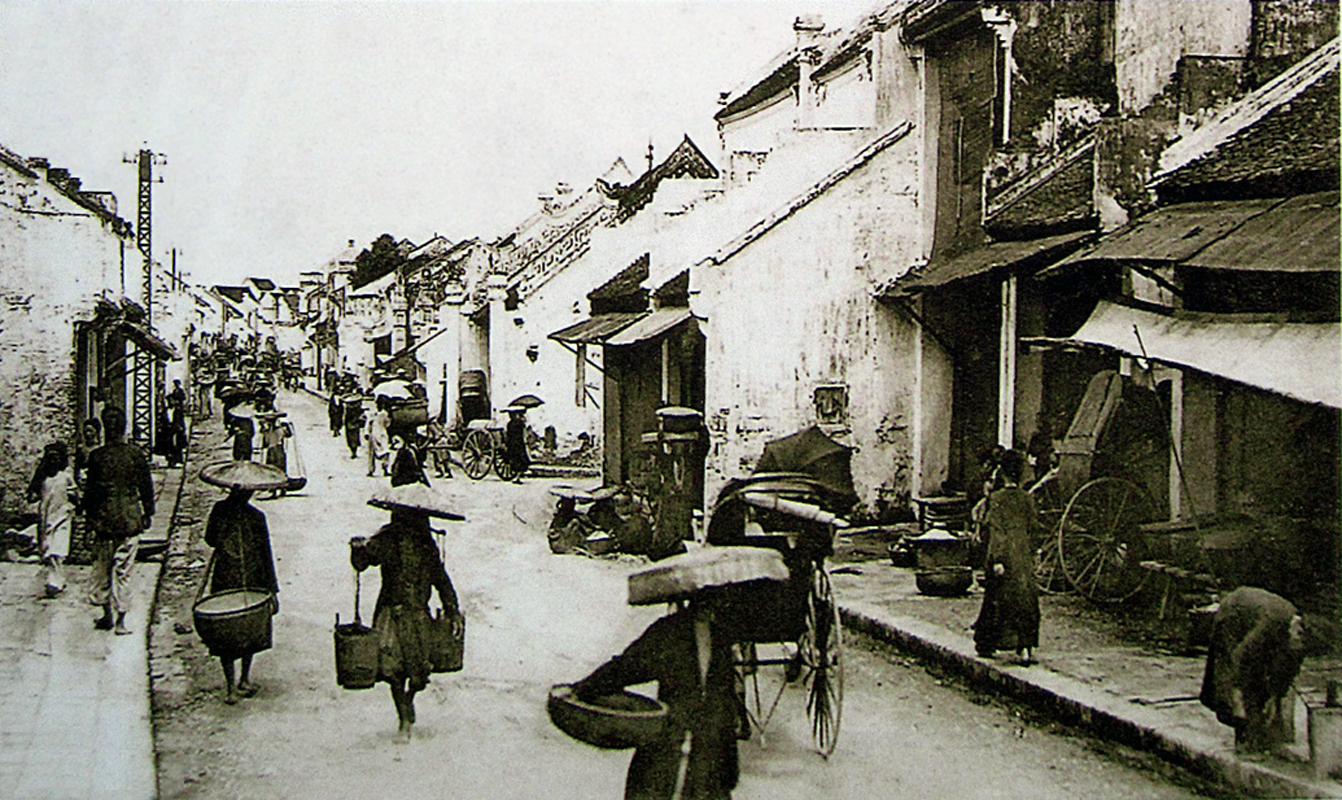
Phố Hàng Mắm, khoảng năm 1902.

Sau chiến thắng của khởi nghĩa Lam Sơn, Lê Lợi thành lập nhà Lê và Đông Đô cũng lấy lại vị thế kinh thành. Năm 1430, thành phố được đổi tên thành "Đông Kinh", đến 1466 được gọi là phủ Trung Đô. Hoàng thành Thăng Long dưới thời nhà Lê tiếp tục được mở rộng. Bên cạnh, khu vực dân cư được chia thành 2 huyện Vĩnh Xương và Quảng Đức, mỗi huyện 18 phường. Thời kỳ này, đứng đầu bộ máy hành chính là chức Phủ doãn. Thành phố tiếp tục một thời kỳ của những phường hội buôn bán, tuy bị hạn chế bởi tư tưởng ức thương của nhà Lê. Trong giai đoạn tranh giành quyền lực giữa nhà Lê, nhà Mạc và chúa Trịnh, Thăng Long vẫn duy trì vị trí kinh đô. Sự phức tạp của chính trị thời kỳ này cũng đem lại cho thành phố 1 điểm đặc biệt: Bên cạnh hoàng thành của vua Lê, phủ Chúa Trịnh được xây dựng và là trung tâm quyền lực thực sự. Nhờ nền kinh tế hàng hóa và sự phát triển của ngoại thương, đô thị Thăng Long bước vào thời kỳ phồn vinh, thu hút thêm nhiều cư dân tới sinh sống. Câu ca "Thứ nhất Kinh kỳ, thứ nhì Phố Hiến" nói lên sự sầm uất giàu có của thành phố, giai đoạn này còn có tên gọi khác là "Kẻ Chợ". Nhà truyền giáo người Pháp Alexandre de Rhodes ước tính dân số Thăng Long khi đó khoảng 1 triệu người. William Dampier, nhà phiêu lưu người Anh, đưa ra con số thường được xem hợp lý hơn, khoảng 2 vạn nóc nhà.

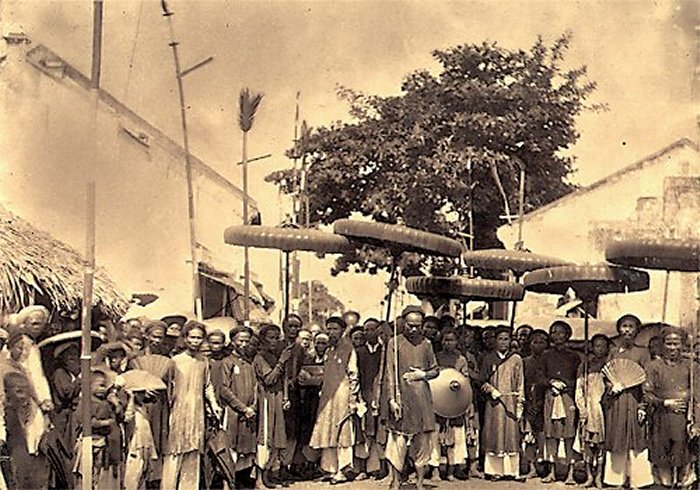
Người Hà Nội, 1884

Mùa hè năm 1786, quân Tây Sơn tiến ra miền Bắc lật đổ chính quyền chúa Trịnh, chấm dứt 2 thế kỷ chia cắt Đàng Trong – Đàng Ngoài. Sau khi Nguyễn Huệ cùng quân Tây Sơn quay về miền Nam, năm 1788, nhà Thanh đưa quân xâm lược Đại Việt. Tại Phú Xuân, Nguyễn Huệ lên ngôi ngày 22 tháng 12 năm 1788 rồi đưa quân ra Bắc. Sau chiến thắng ở trận Ngọc Hồi – Đống Đa, nhà Tây Sơn trị vì Đại Việt với kinh đô mới ở Phú Xuân. Hoàng đế Quang Trung đổi tên Thăng Long thành "Bắc Thành".

### Thờinhà NguyễnvàPháp thuộc

Biểu trưng Hà Nội giai đoạn Liên bang Đông Dương và Quốc gia Việt Nam.

Triều đại Tây Sơn sụp đổ sau 1 thời gian ngắn ngủi, Gia Long lên ngôi năm 1802 lấy kinh đô ở Phú Xuân, bắt đầu nhà Nguyễn. Năm 1805, Gia Long cho phá tòa thành cũ của Thăng Long, xây dựng thành mới mà dấu vết còn lại tới ngày nay, bao bọc bởi các con đường Phan Đình Phùng, Hùng Vương, Trần Phú và Phùng Hưng. Năm 1831, trong cuộc cải cách hành chính của Minh Mạng, toàn quốc được chia thành 29 tỉnh, Thăng Long thuộc tỉnh "Hà Nội". Với hàm nghĩa "nằm trong sông", tỉnh Hà Nội khi đó gồm 4 phủ, 15 huyện, nằm giữa sông Hồng và Sông Đáy. Tỉnh Hà Nội gồm thành Thăng Long, phủ Hoài Đức của trấn Sơn Tây, và 3 phủ Ứng Hoà, Thường Tín, Lý Nhân của trấn Sơn Nam; trong đó Phủ Hoài Đức gồm 3 huyện: Thọ Xương, Vĩnh Thuận, Từ Liêm; phủ Thường Tín gồm 3 huyện: Thượng Phúc, Thanh Trì, Phú Xuyên; phủ Ứng Hoà gồm 4 huyện: Sơn Minh (nay là Ứng Hòa), Hoài An (nay là phía Nam Ứng Hòa và một phần Mỹ Đức), Chương Đức (nay là Chương Mỹ – Thanh Oai); và phủ Lý Nhân gồm 5 huyện: Nam Xang (nay là Lý Nhân), Kim Bảng, Duy Tiên, Thanh Liêm, Bình Lục. Hà Nội có tên gọi bắt đầu từ đây.

Rue Paul Bert (nay là Phố Tràng Tiền) và Nhà hát Lớn thời Liên bang Đông Dương.

Nền kinh tế Hà Nội nửa đầu thế kỷ XIX cũng khác biệt so với Thăng Long trước đó. Các phường, thôn phía Tây và Nam chuyên về nông nghiệp, còn phía Đông, những khu dân cư sinh sống nhờ thương mại, thủ công làm nên bộ mặt của đô thị Hà Nội. Bên cạnh một số cửa ô được xây dựng lại, Hà Nội thời kỳ này còn xuất hiện thêm những công trình tín ngưỡng, tôn giáo như đền Ngọc Sơn, chùa Báo Ân.

Nhà Đấu xảo được xây dựng cho hội chợ quốc tế 1902 khi Hà Nội trở thành thủ đô của Liên bang Đông Dương

Năm 1858, Pháp bắt đầu nổ súng xâm chiếm Đông Dương. Sau khi chiếm 3 tỉnh Đông Nam Kỳ, quân đội Pháp dưới sự chỉ đạo của Francis Garnier tiến đến Hà Nội đầu tháng 11 năm 1873. Mặc dù triều đình nhà Nguyễn chủ hòa, nhưng dân chúng Hà Nội vẫn tiếp tục chống lại người Pháp dưới sự chỉ huy của Nguyễn Tri Phương và Hoàng Diệu. Năm 1884, nhà Nguyễn ký hòa ước công nhận sự bảo hộ của Pháp trên toàn bộ lãnh thổ Việt Nam, Hà Nội cũng bước vào thời kỳ thuộc địa.
Ngày 19 tháng 7 năm 1888, Tổng thống Pháp Sadi Carnot ký sắc lệnh thành lập thành phố Hà Nội. Thành phố Hà Nội lúc này có diện tích nhỏ bao gồm 2 huyện Thọ Xương và huyện Vĩnh Thuận thuộc phủ Hoài Đức. Phạm vi thành phố bó hẹp nằm trong khu vực thành Đại La mở rộng thời nhà Mạc. 3 phủ Hoài Đức, Thường Tín, Ứng Hòa thuộc về tỉnh Hà Đông. Phủ Lý Nhân tách ra tạo thành tỉnh Hà Nam. Một thời gian ngắn sau, khu vực phía Tây vườn bách thảo và khu vực tương ứng với các quận Đống Đa, Tây Hồ ngày nay được tách ra thành huyện Hoàn Long, trực thuộc tỉnh Hà Đông, đến khoảng năm 1940 thì sáp nhập trở lại.
Đến năm 1902, Hà Nội trở thành thủ đô của toàn Liên bang Đông Dương. Nhờ sự quy hoạch của người Pháp, thành phố dần có được bộ mặt mới. Lũy thành thời Nguyễn đã bị triệt hạ, chỉ còn lại Cột Cờ, Cửa Bắc với vết đạn năm 1873, Đoan Môn và lan can rồng đá ở trong hoàng thành cũ; đến năm 1897 thì lũy thành hầu như bị phá hủy hoàn toàn. Năm 1901, các công trình phủ Thống sứ, Nhà bưu điện, Kho bạc, Nhà đốc lý, Nhà hát lớn, cầu Long Biên, Ga Hà Nội, những quảng trường, bệnh viện... được xây dựng. Hà Nội cũng có thêm trường đua ngựa, các nhà thờ Cơ Đốc giáo, trường Đại học Y khoa, Đại học Đông Dương, Đại học Mỹ thuật, các trường Cao đẳng Pháp lý, Nông lâm cùng những nhà máy sản xuất rượu bia, diêm, hàng dệt, điện, nước... Khi những nhà tư bản người Pháp tới Hà Nội ngày một nhiều hơn, các rạp chiếu phim, nhà hát, khách sạn... dần xuất hiện, những con phố cũng thay đổi để phù hợp với tầng lớp dân cư mới. Vào năm 1921, toàn thành phố có khoảng 4.000 dân châu Âu và 100.000 dân bản địa.
Sự xuất hiện của tầng lớp tư sản Việt Nam khiến văn hóa Hà Nội cũng thay đổi. Nền văn hóa phương Tây theo chân người Pháp du nhập vào Việt Nam kéo theo những xáo trộn trong xã hội. Không còn là một kinh thành thời phong kiến, Hà Nội ít nhiều mang dáng dấp của một đô thị châu Âu. Thành phố vẫn tiếp tục giữ vai trò trung tâm tri thức, nghệ thuật của cả quốc gia, nơi tập trung các nhà thơ mới, những nhạc sĩ tân nhạc cùng những trí thức, học giả nổi tiếng.

### Trong hai cuộcchiến tranh

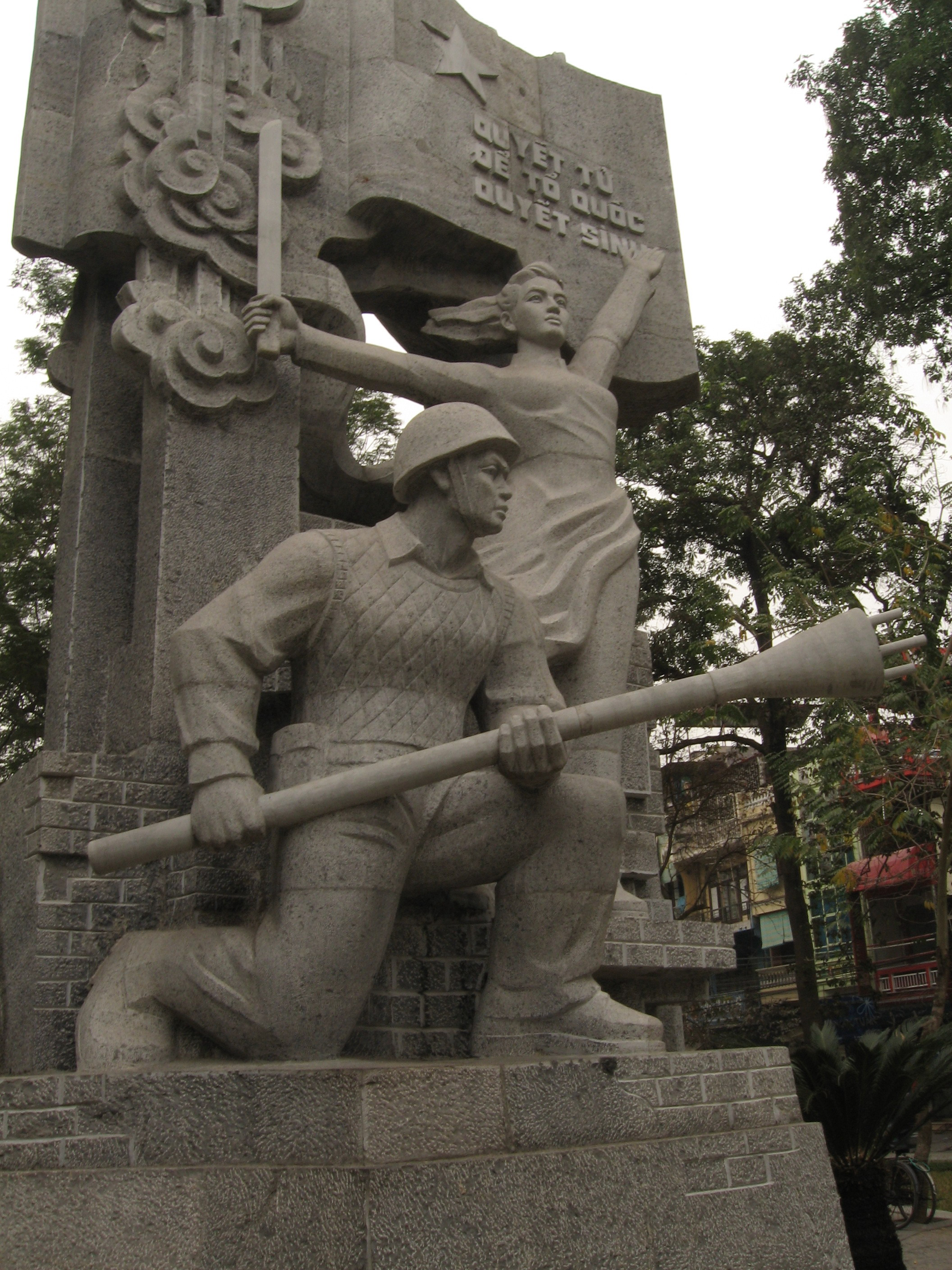
Tượng "Quyết tử để Tổ quốc quyết sinh", tưởng nhớ những ngày đêm chiến đấu bảo vệ Hà Nội mùa đông năm 1946 (Vườn hoa Hàng Đậu, Quán Thánh)

Giữa thế kỷ XX, Hà Nội chịu những biến cố phức tạp của lịch sử. Sự kiện Nhật Bản tấn công Đông Dương năm 1940 khiến Việt Nam phải nằm dưới sự cai trị của cả đế quốc Pháp và Nhật. Ngày 9 tháng 3 năm 1945, tại Hà Nội, quân đội Nhật đảo chính Pháp. Nhưng chỉ 5 tháng sau, quốc gia này phải đầu hàng quân Đồng Minh, kết thúc cuộc Chiến tranh thế giới thứ hai. Vào thời điểm thuận lợi đó, lực lượng Việt Minh tổ chức cuộc Cách mạng tháng Tám thành công, lật đổ nhà nước Đế quốc Việt Nam, buộc vua Bảo Đại thoái vị, giành lấy quyền lực ở Việt Nam. Ngày 2 tháng 9 năm 1945, Hồ Chí Minh đọc tuyên ngôn độc lập tại quảng trường Ba Đình, khai sinh nước Việt Nam Dân chủ Cộng hòa với thủ đô Hà Nội. Sau độc lập, thành phố chia thành các khu phố, đổi tên nhiều vườn hoa, đường phố, như đại lộ (Avenue) Paul Doumer đổi tên là Nhân quyền, đường (Rue de la) République đổi tên là Dân Quyền, đại lộ Puginier đổi tên là Dân Chủ Cộng Hòa, đường Ollivier đổi là Hạnh Phúc, đường Dr Morel đổi là Tự Do...

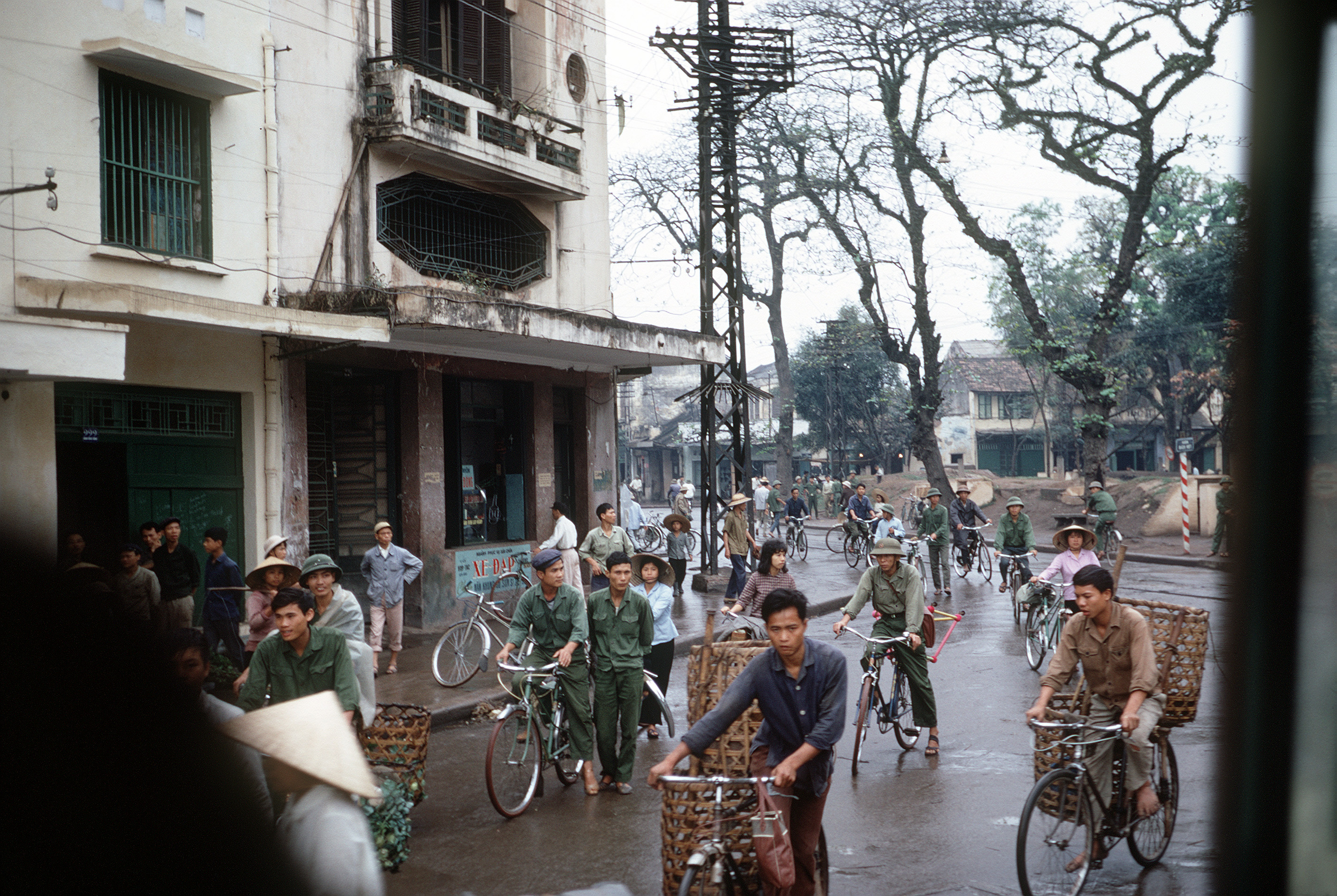
Hà Nội, Tết dương lịch 1974

Cuối năm 1945, quân đội Pháp quay lại Đông Dương. Sau những thương lượng không thành, Chiến tranh Đông Dương bùng nổ vào tháng 12 năm 1946 và thành phố Hà Nội nằm trong vùng kiểm soát của người Pháp. Sau khi Quốc gia Việt Nam được thành lập năm 1949, Hà Nội được Pháp chuyển giao cho Quốc gia Việt Nam quản lý. Quốc trưởng Quốc gia Việt Nam khi đó là Bảo Đại đã bổ nhiệm dược sĩ Thẩm Hoàng Tín làm Thị trưởng thành phố. Năm 1954, chiến thắng Điện Biên Phủ giúp Việt Minh kiểm soát toàn bộ miền Bắc Việt Nam, Hà Nội tiếp tục giữ vị trí thủ đô của Việt Nam Dân chủ Cộng hòa. Ngày 30 tháng 9 năm 1954, Việt Nam Dân chủ Cộng hòa và Pháp ký Hiệp định chuyển giao Hà Nội về quân sự; ngày 2 tháng 10, ký Hiệp định chuyển giao Hà Nội về hành chính. Vào thời điểm được tiếp quản, thành phố gồm 4 quận nội thành với 34 khu phố, 37.000 dân và 4 quận ngoại thành với 45 xã, 16.000 dân. Cuối thập niên 1950 và đầu thập niên 1960, Hà Nội nhiều lần thay đổi về hành chính và địa giới. Năm 1958, 4 quận nội thành bị xóa bỏ và thay bằng 12 khu phố. Năm 1959, khu vực nội thành được chia lại thành 8 khu phố, Hà Nội cũng có thêm 4 huyện ngoại thành. Tháng 4 năm 1961, Quốc hội quyết định mở rộng địa giới Hà Nội, sáp nhập thêm một số xã của Hà Đông, Bắc Ninh, Vĩnh Phúc và Hưng Yên. Toàn thành phố có diện tích 584 km², dân số 91.000 người. Ngày 31 tháng 5 năm 1961, 4 khu phố nội thành Hoàn Kiếm, Hai Bà Trưng, Ba Đình, Đống Đa và 4 huyện ngoại thành Đông Anh, Gia Lâm, Thanh Trì, Từ Liêm được thành lập.
Khi cuộc Chiến tranh Việt Nam leo thang, Hà Nội phải hứng chịu những cuộc tấn công trực tiếp từ Hoa Kỳ. Riêng trong chiến dịch Linebacker II năm 1972, trong khoảng 2.200 người dân bị thiệt mạng ở miền Bắc, số nạn nhân ở Hà Nội được thống kê là 1.318 người. Nhiều cơ quan, trường học phải sơ tán tới các tỉnh lân cận.

### Hà Nội ngày nay
Sau chiến tranh, Hà Nội tiếp tục giữ vai trò thủ đô của quốc gia Việt Nam thống nhất. Hà Nội đã được UNESCO trao danh hiệu "Thành phố vì hòa bình" vào ngày 16 tháng 7 năm 1999. Năm 2000, Chủ tịch nước Trần Đức Lương đã tặng thưởng thành phố Hà Nội danh hiệu "Thủ đô anh hùng" vào ngày 4 tháng 10. Với tuổi đời hơn 1000 năm, Hà Nội chính là thủ đô lâu đời nhất trong 11 thủ đô của các quốc gia thuộc khu vực Đông Nam Á.
Ngày 21 tháng 12 năm 1978, Quốc hội Việt Nam phê chuẩn mở rộng địa giới Hà Nội, sáp nhập thêm 5 huyện Ba Vì, Thạch Thất, Phúc Thọ, Đan Phượng, Hoài Đức và thị xã Sơn Tây của tỉnh Hà Sơn Bình cùng 2 huyện của tỉnh Vĩnh Phú là Mê Linh, Sóc Sơn. Dân số Hà Nội lúc này đã lên tới con số 2,5 triệu người. Bên cạnh lượng dân cư các tỉnh tới định cư ở thành phố, trong khoảng thời gian từ 1977 tới 1984, Hà Nội cũng đưa 12.861 hộ, 21.587 nhân khẩu tới Lâm Đồng theo chính sách xây dựng kinh tế mới. Ngày 12 tháng 8 năm 1991, ranh giới Hà Nội lại được điều chỉnh, chuyển lại 5 huyện và 1 thị xã đã lấy của Hà Sơn Bình năm 1978 cho Hà Tây và Mê Linh được nhập vào tỉnh Vĩnh Phúc. Hà Nội còn lại 4 quận nội thành và 5 huyện ngoại thành, với diện tích đất tự nhiên 924 km².
Ngày 28 tháng 10 năm 1995, quận Tây Hồ được thành lập trên cơ sở toàn bộ diện tích tự nhiên và dân số của 3 phường Bưởi, Thụy Khuê, Yên Phụ thuộc quận Ba Đình và 5 xã Tứ Liên, Nhật Tân, Quảng An, Xuân La, Phú Thượng thuộc huyện Từ Liêm. Ngày 26 tháng 11 năm 1996, quận Thanh Xuân được thành lập trên cơ sở toàn bộ diện tích tự nhiên và dân số của 5 phường Thanh Xuân Bắc, Thanh Xuân, Thượng Đình, Kim Giang, Phương Liệt cùng một phần phường Nguyễn Trãi và Khương Thượng thuộc quận Đống Đa, với toàn bộ diện tích tự nhiên và dân số của xã Nhân Chính thuộc huyện Từ Liêm và xã Khương Đình thuộc huyện Thanh Trì. Cùng lúc đó, quận Cầu Giấy cũng được thành lập trên cơ sở toàn bộ diện tích tự nhiên và dân số của 4 thị trấn Cầu Giấy, Nghĩa Đô, Nghĩa Tân, Mai Dịch và 3 xã Dịch Vọng, Yên Hòa, Trung Hòa thuộc huyện Từ Liêm.
Ngày 6 tháng 11 năm 2003, thành lập quận Long Biên trên cơ sở toàn bộ diện tích tự nhiên và dân số của 10 xã Thượng Thanh, Giang Biên, Ngọc Thụy, Việt Hưng, Hội Xá, Gia Thụy, Bồ Đề, Long Biên, Thạch Bàn, Cự Khối và 3 thị trấn Gia Lâm, Đức Giang, Sài Đồng thuộc huyện Gia Lâm. Cùng lúc đó, quận Hoàng Mai cũng được thành lập trên cơ sở toàn bộ diện tích tự nhiên và dân số của 9 xã Định Công, Đại Kim, Hoàng Liệt, Thịnh Liệt, Thanh Trì, Vĩnh Tuy, Lĩnh Nam, Trần Phú, Yên Sở cùng một phần diện tích xã Tứ Hiệp thuộc huyện Thanh Trì, và toàn bộ diện tích tự nhiên và dân số của 5 phường Mai Động, Tương Mai, Tân Mai, Giáp Bát, Hoàng Văn Thụ thuộc quận Hai Bà Trưng.

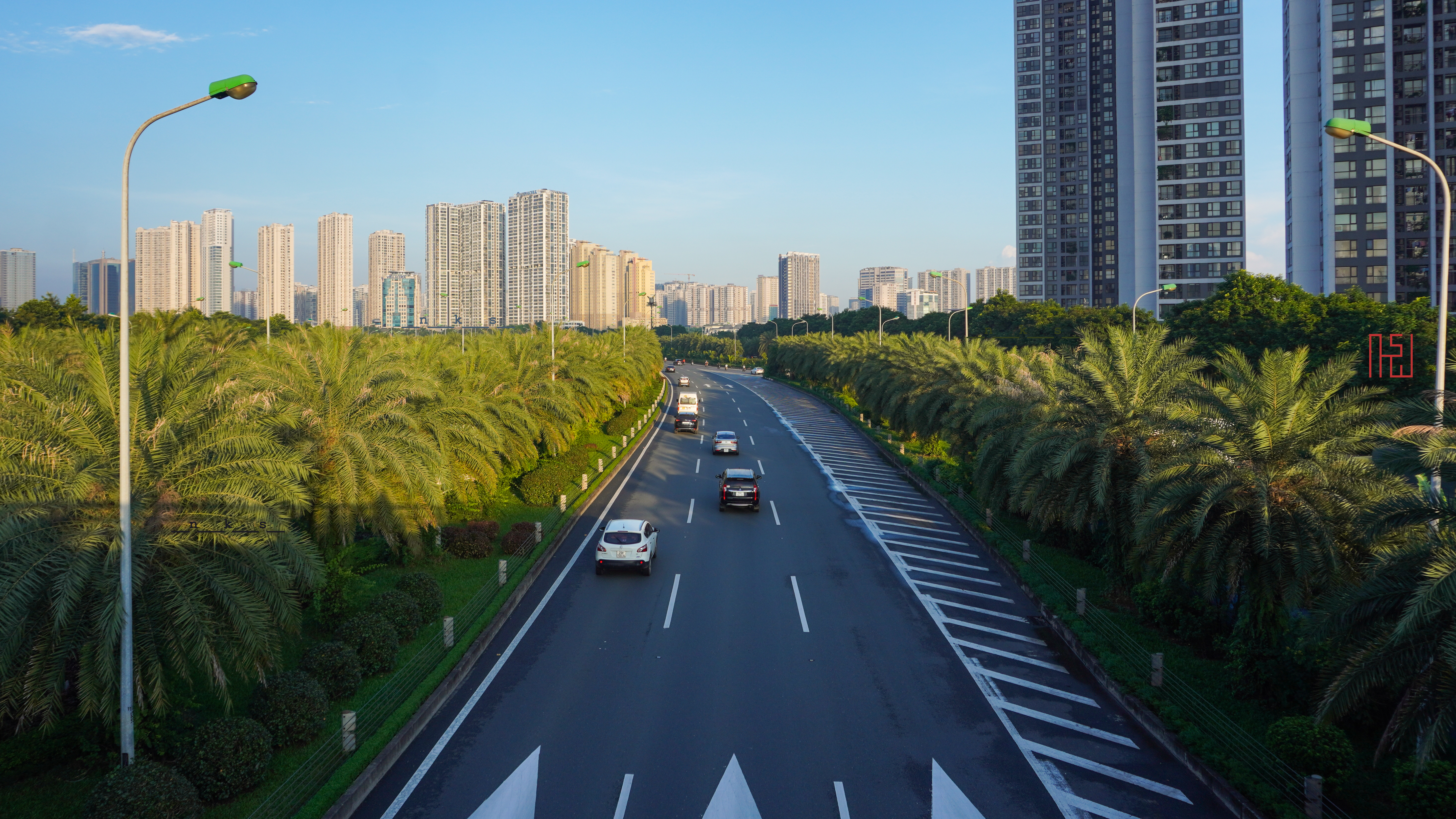
Hà Nội nhìn từ Đại lộ Thăng Long

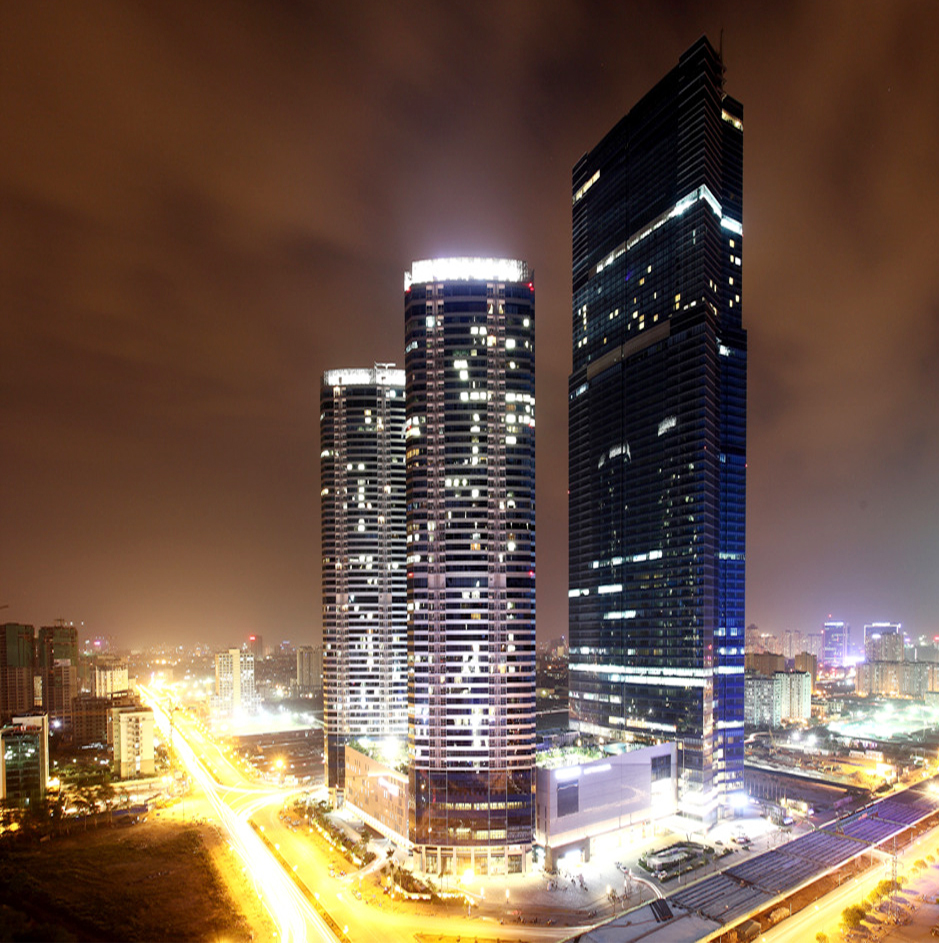
Với độ cao 336 m, Keangnam Hanoi Landmark Tower, quận Nam Từ Liêm, là một trong những tòa nhà cao nhất Việt Nam.

Sau thời kỳ bao cấp, từ cuối thập niên 1990, sự phát triển về kinh tế dẫn đến các khu vực ngoại ô Hà Nội nhanh chóng được đô thị hóa. Những cao ốc mọc lên ở khu vực nội đô và các trung tâm công nghiệp cũng được xây dựng ở những huyện ngoại thành. Sự phát triển cũng kéo theo những hệ lụy. Do không được quy hoạch tốt, giao thông thành phố thường xuyên ùn tắc khi số lượng xe máy tăng cao. Nhiều khu phố phải chịu tình trạng ngập úng mỗi khi mưa lớn. Mật độ dân số quá cao khiến những dân cư nội ô phải sống trong tình trạng chật chội và thiếu tiện nghi. Vào năm 2003, 30% dân số Hà Nội sống dưới mức 3 m²/người. Mật độ cây xanh của thành phố chỉ khoảng 1–2 m²/người, thuộc hàng rất thấp so với các thành phố trên thế giới. Song việc tăng dân số quá nhanh cùng quá trình đô thị hóa thiếu quy hoạch tốt đã khiến Hà Nội trở nên chật chội, ô nhiễm và giao thông nội ô thường xuyên ùn tắc. Nhiều di sản kiến trúc đang dần biến mất, thay vào đó là những ngôi nhà ống nằm lộn xộn trên các con phố. Hà Nội còn là một thành phố phát triển không đồng đều với giữa các khu vực như giữa các quận nội thành và huyện ngoại thành, nhiều nơi người dân vẫn chưa có được những điều kiện sinh hoạt thiết yếu. Năm 2012, Hà Nội được đánh giá là một trong những thành phố ô nhiễm nhất khu vực Đông Nam Á, với hàm lượng bụi cao gấp nhiều lần mức cho phép.
Ngày 29 tháng 5 năm 2008, Quốc hội Việt Nam thông qua nghị quyết điều chỉnh địa giới hành chính thủ đô Hà Nội và các tỉnh, có hiệu lực từ 1 tháng 8 cùng năm. Theo nghị quyết, toàn bộ tỉnh Hà Tây, huyện Mê Linh của tỉnh Vĩnh Phúc và 4 xã Đông Xuân, Tiến Xuân, Yên Bình, Yên Trung thuộc huyện Lương Sơn, tỉnh Hòa Bình được sáp nhập về Hà Nội. Từ diện tích gần 1.000 km² và dân số khoảng 3,4 triệu người, Hà Nội sau khi mở rộng có diện tích 3.324,92 km² và dân số 6.232.940 người, nằm trong 17 thủ đô lớn nhất thế giới. Ngày 8 tháng 5 năm 2009, địa giới các huyện Thạch Thất và Quốc Oai được điều chỉnh lại. Cũng trong cùng thời điểm này, quận Hà Đông được thành lập từ thành phố Hà Đông trước đây và thành phố Sơn Tây được chuyển thành thị xã Sơn Tây như cũ.
Năm 2010, Hà Nội đã tổ chức thành công Đại lễ 1000 năm Thăng Long – Hà Nội để lại dấu ấn trong lòng người dân và bạn bè quốc tế. Hoàng thành Thăng Long, văn bia tại Văn Miếu – Quốc Tử Giám và Lễ hội Thánh Gióng đã được UNESCO công nhận là di sản văn hóa thế giới. Nhiều công trình quan trọng như cầu Vĩnh Tuy, Bảo tàng Hà Nội, công viên Hòa Bình đã được khánh thành. Ngày 27 tháng 12 năm 2013, huyện Từ Liêm được chia thành hai quận là Bắc Từ Liêm và Nam Từ Liêm.

## Địa lý

### Vị trí và lãnh thổ

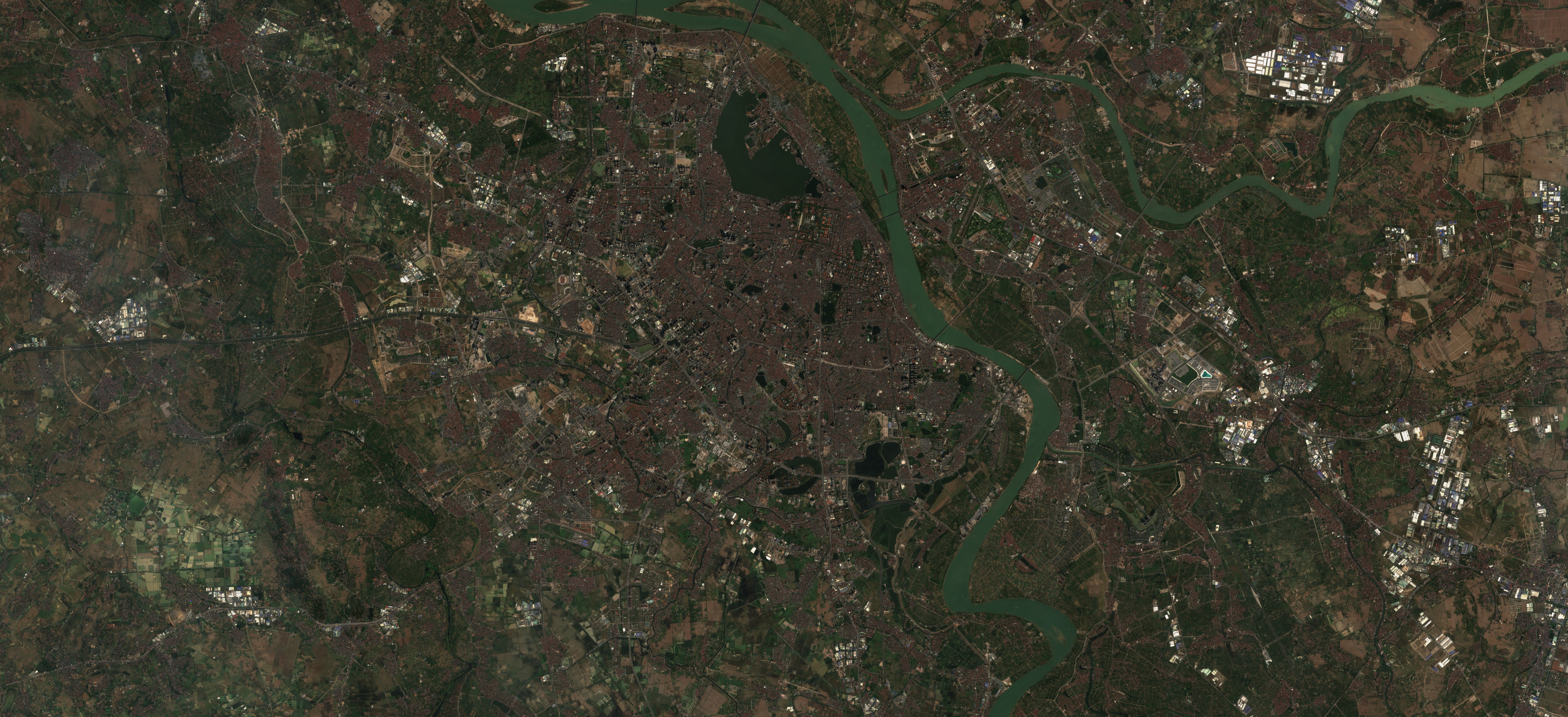
Ảnh chụp vệ tinh khu vực trung tâm Hà Nội

Thủ đô Hà Nội nằm về phía Tây Bắc của trung tâm vùng đồng bằng châu thổ sông Hồng, trong phạm vi từ 20°34' đến 21°18' vĩ độ Bắc và từ 105°17' đến 106°02' kinh độ Đông, có vị trí địa lý:
- Phía đông giáp tỉnh Bắc Ninh và tỉnh Hưng Yên
- Phía tây giáp tỉnh Phú Thọ
- Phía nam giáp tỉnh Ninh Bình
- Phía bắc giáp tỉnh Thái Nguyên.

Hà Nội cách thành phố cảng Hải Phòng 102 km, cách thành phố Nam Định 84 km tạo thành 3 cực chính của Đồng bằng sông Hồng. Hiện nay, thành phố có diện tích 3.358,6 km², chiếm khoảng 1% diện tích tự nhiên của cả nước, đứng hàng thứ 41 về diện tích trong 63 tỉnh, thành phố ở Việt Nam, và là 1 trong 17 thủ đô có diện tích trên 3000 km².
Các điểm cực của thủ đô Hà Nội là:
- Điểm cực Bắc tại: thôn Đô Lương, xã Trung Giã.
- Điểm cực Tây tại: thôn Lương Khê, xã Bất Bạt.
- Điểm cực Nam tại: khu danh thắng Hương Sơn, xã Hương Sơn.
- Điểm cực Đông tại: thôn Cổ Giang, xã Thuận An

### Địa hình
Đại bộ phận diện tích Hà Nội nằm trong vùng đồng bằng châu thổ sông Hồng với độ cao trung bình từ 5 đến 20 m so với mực nước biển. Địa hình của Hà Nội thấp dần theo hướng từ Bắc xuống Nam và từ Tây sang Đông phản ánh rõ nét qua hướng dòng chảy tự nhiên của các con sông chính chảy qua Hà Nội, và có thể chia ra làm hai vùng.

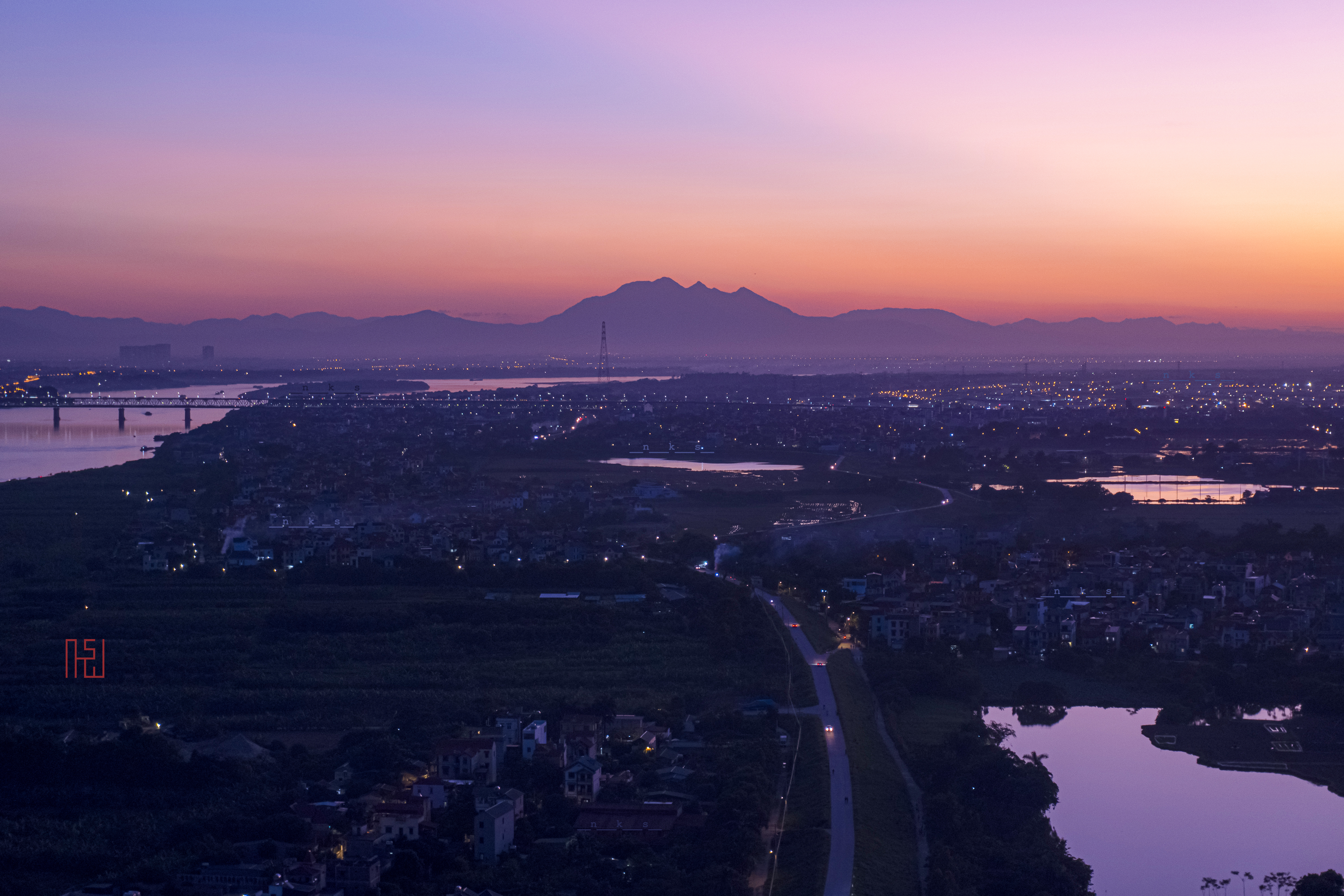
Đê tả sông Hồng và núi Ba Vì

Vùng đồng bằng thấp và khá bằng phẳng, chiếm đại bộ phận diện tích của các xã và các phường nội đô, được bồi đắp bởi các dòng sông với các bãi bồi hiện đại, bãi bồi cao và các bậc thềm. Xen giữa các bãi bồi hiện đại và các bãi bồi cao còn có các vùng trũng với các hồ, đầm (dấu vết của các dòng sông cổ). Đó là các ô trũng tự nhiên rất dễ bị úng ngập trong mùa mưa lũ và khi có mưa lớn ở các huyện Đông Anh, Gia Lâm, Thanh Trì, Thanh Oai, Quốc Oai, Chương Mỹ, Ứng Hòa, Mỹ Đức. Do được khai phá và canh tác từ lâu đời nên hiện nay ở Hà Nội có hệ thống đê điều ngăn lũ chạy dọc những triền sông. Hệ thống đê điều này khiến cho các cánh đồng trong đê không được bồi đắp phù sa hằng năm và phải xây dựng nhiều công trình thủy lợi để tưới và tiêu nước.
Vùng đồi núi tập trung ở ngoại thành phía Bắc và phía Tây thành phố, thuộc các huyện Sóc Sơn, Thạch Thất, Ba Vì, Quốc Oai và Mỹ Đức, với các đỉnh núi cao như Ba Vì (1296 m) , Viên Nam (1031 m), Hàm Lợn (462 m); trong đó đỉnh Ba Vì là điểm cao nhất của thành phố Hà Nội. Khu vực nội thành có một số gò đồi thấp như gò Đống Đa, núi Nùng, núi Sưa.

### Thủy văn

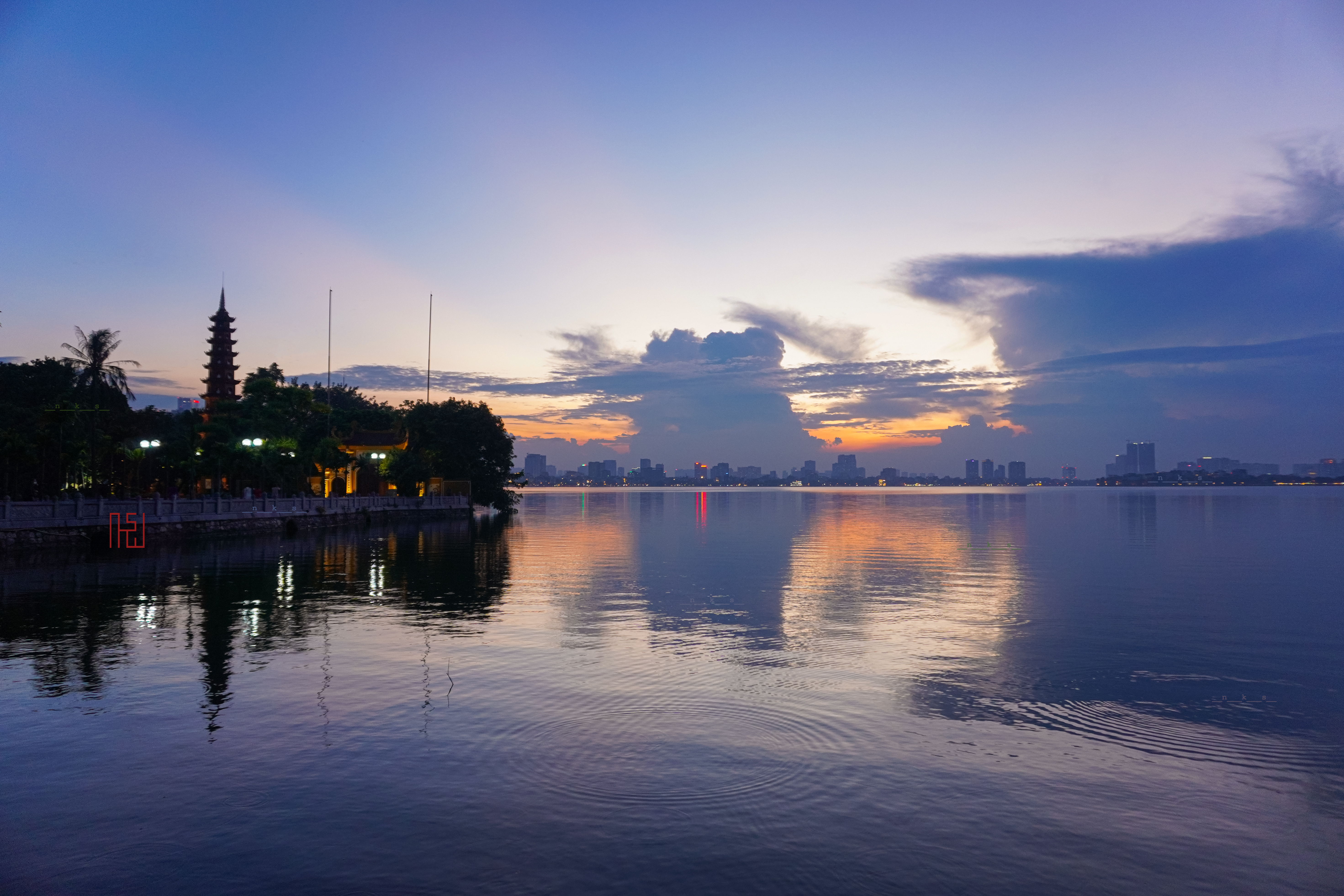
Hồ Tây

Sông Hồng là con sông chính của thành phố, bắt đầu chảy vào Hà Nội ở huyện Ba Vì và ra khỏi thành phố ở khu vực huyện Phú Xuyên tiếp giáp Hưng Yên rồi xuôi về Nam Định, đã có nhiều gắn kết với Thăng Long từ thời nhà Trần. Sông Hồng đoạn chảy qua Hà Nội dài 163 km, chiếm khoảng 1/3 chiều dài của con sông này trên đất Việt Nam. Hà Nội còn có sông Đà là ranh giới giữa Hà Nội với Phú Thọ, hợp lưu với sông Hồng ở phía Bắc thành phố tại huyện Ba Vì. Ngoài ra, trên địa phận Hà Nội còn nhiều sông khác như sông Đáy, sông Đuống, sông Cầu, sông Cà Lồ... Các sông nhỏ chảy trong khu vực nội thành như sông Tô Lịch, sông Kim Ngưu... là những đường tiêu thoát nước của Hà Nội.[a]
Hà Nội cũng là một thành phố đặc biệt nhiều đầm hồ, là dấu vết còn lại của các dòng sông cổ. Trong khu vực nội thành, hồ Tây có diện tích lớn nhất, khoảng 500 ha, đóng vai trò quan trọng trong khung cảnh đô thị, ngày nay được bao quanh bởi nhiều khách sạn, biệt thự. Hồ Gươm nằm ở trung tâm lịch sử của thành phố, khu vực sầm uất nhất, luôn giữ một vị trí đặc biệt đối với Hà Nội. Trong khu vực nội thành có thể kể tới những hồ khác như Trúc Bạch, Thiền Quang, Thủ Lệ... Ngoài ra, còn nhiều đầm hồ lớn nằm trên địa phận Hà Nội như Đồng Mô, Suối Hai, Đồng Quan, Mèo Gù, Xuân Khanh, Đồng Đò, Tuy Lai - Quan Sơn.

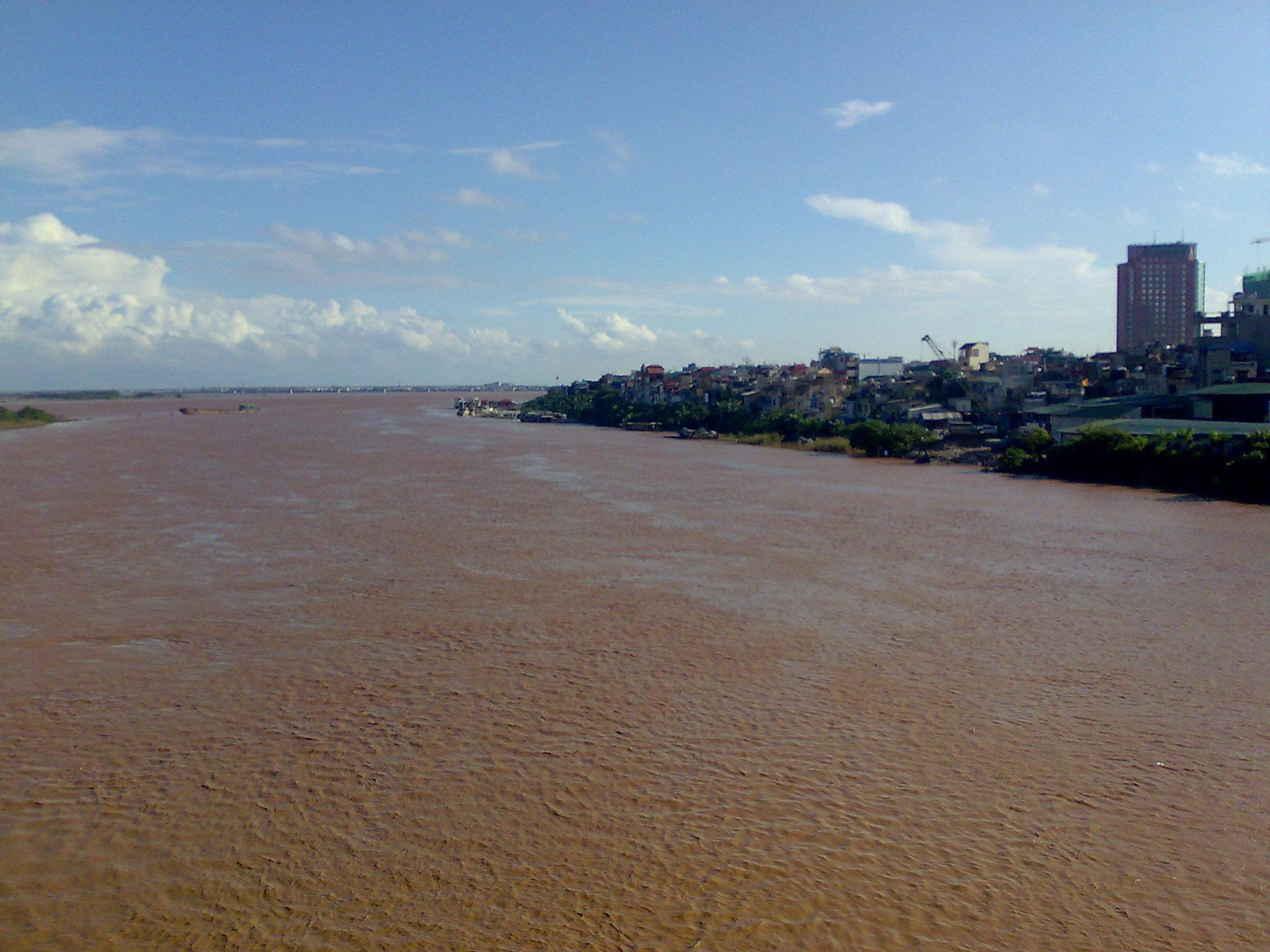
Sông Hồng, nhìn từ Cầu Chương Dương

Do quá trình đô thị hóa mạnh mẽ từ năm 1990 đến nay, phần lớn các sông hồ Hà Nội đều rơi vào tình trạng ô nhiễm nghiêm trọng. Theo PGS–TS Trần Đức Hạ – Phó viện trưởng Viện Nghiên cứu Cấp thoát nước và Môi trường thuộc Hội Cấp thoát nước Việt Nam, lượng nước thải chưa qua xử lý xả thẳng ra môi trường quá lớn. Chỉ tính riêng trong khu vực nội đô, mỗi ngày lượng nước thải xả thẳng ra hệ thống sông hồ vào khoảng 650.000 m³/ngày (2015). Sông Tô Lịch, trục tiêu thoát nước thải chính của thành phố, hàng ngày phải tiếp nhận khoảng 250.000 m³ nước thải xả thẳng xuống dòng sông mà không hề qua xử lý. Nó bị ô nhiễm nặng nề: nước sông càng lúc càng cạn, màu nước càng ngày càng đen và bốc mùi hôi thối nặng. Với chiều dài gần 20 km chảy qua địa bàn thủ đô, nhiều khúc của sông Nhuệ nước đen kịt, đặc quánh, mùi hôi thối bốc lên nồng nặc và gần như không còn xuất hiện sự sống dưới lòng sông. Tương tự, sông Kim Ngưu nhận khoảng 125.000 m³ nước thải sinh hoạt mỗi ngày. Sông Lừ và sông Sét trung bình mỗi ngày cũng đổ vào sông Kim Ngưu khoảng 110.000 m³. Lượng nước thải sinh hoạt và công nghiệp này đều có hàm lượng hóa chất độc hại cao. Các sông mương nội và ngoại thành, ngoài vai trò tiêu thoát nước còn phải nhận thêm một phần rác thải của người dân và chất thải công nghiệp. Những làng nghề thủ công cũng góp phần vào gây nên tình trạng ô nhiễm này.

### Khí hậu

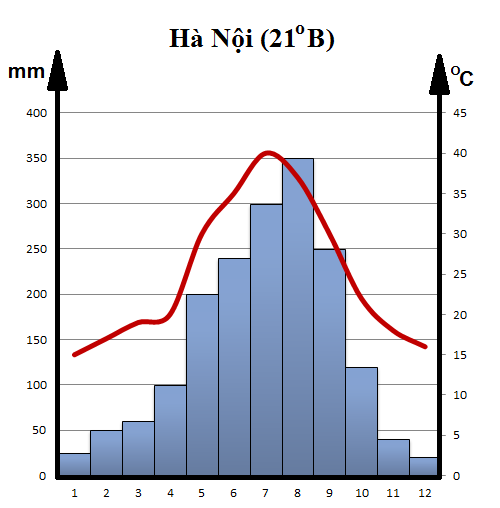
Biểu đồ nhiệt độ, lượng mưa ở Hà Nội

Khí hậu Hà Nội mang đặc điểm của khí hậu nhiệt đới gió mùa, được nêu trên trang web chính thức của Hà Nội. Tuy nhiên, dựa theo Phân loại khí hậu Köppen, trang web ClimaTemps.com lại xếp Hà Nội mang khí hậu cận nhiệt đới ẩm với mã Cwa.
Thời tiết có sự khác biệt rõ ràng giữa mùa nóng và mùa lạnh, do nằm khá sâu trong nội địa và gần như không có một vùng nước lớn nào giúp điều hoà khí hậu. Mặc dù thời tiết được chia làm hai mùa chính là mùa mưa – từ tháng 4 tới tháng 10 – và mùa khô – từ tháng 11 tới tháng 3, nhưng Hà Nội vẫn được tận hưởng thời tiết bốn mùa nhờ các tháng giao mùa. Mùa nóng bắt đầu từ tháng 5 đến hết tháng 8, khí hậu nóng ẩm vào đầu mùa và cuối mùa mưa nhiều rồi mát mẻ, khô ráo vào tháng 9 và tháng 10. Mùa lạnh bắt đầu từ cuối tháng 11 đến hết tháng 3 năm sau. Từ cuối tháng 11 đến nửa đầu tháng 2 rét và hanh khô, từ nửa cuối tháng 2 đến hết tháng 3 lạnh ẩm và mưa phùn kéo dài từng đợt. Đôi khi mưa phùn còn có thể kéo dài đến tận cuối tháng 4. Trong khoảng tháng 9 đến giữa tháng 11, Hà Nội có những ngày thu với tiết trời mát mẻ (rõ rệt hơn Hải Phòng, Nam Định và nhiều tỉnh phía Bắc khác) do đón vài đợt không khí lạnh yếu tràn về. Tuy nhiên, do chịu sự tác động mạnh mẽ của gió mùa nên thời gian bắt đầu và kết thúc của mỗi mùa thường không đồng đều nhau giữa các năm, nên sự phân chia các tháng chỉ mang tính tương đối.

Nhiệt độ trung bình mùa đông của thành phố từ tháng 11 đến tháng 3 không vượt quá 22 °C, với tháng lạnh nhất là tháng 1 với nhiệt độ trung bình 16,4 °C, lúc thấp xuống tới 2,7 °C. Nhiệt độ trung bình mùa hạ của Hà Nội từ tháng 5 đến tháng 9 đều vượt 27 °C, với tháng nóng nhất là tháng 7 với nhiệt độ trung bình đạt 29,2 °C, lúc cao nhất lên tới 42,8 °C. Nhiệt độ trung bình cả năm là 23,6 °C, lượng mưa trung bình hàng năm vào mức 1.500mm đến 1.900mm. Vào tháng 5 năm 1926, nhiệt độ tại thành phố được ghi lại ở mức kỷ lục 42,8 °C. Tháng 1 năm 1955, nhiệt độ xuống mức thấp nhất, 2,7 °C do chịu ảnh hưởng của La Niña. Vào đầu tháng 6 năm 2017 với việc bị ảnh hưởng bởi El Niño trên toàn thế giới, Hà Nội phải hứng chịu đợt nóng dữ dội trong 1 tuần với nhiệt độ lên tới 42,5 °C, là nhiệt độ kỷ lục ghi nhận trong lịch sử. Hơn nữa, do chịu ảnh hưởng của hiệu ứng đô thị và là vùng khí hậu có độ ẩm cao nên những đợt nắng nóng, nhiệt độ cảm nhận thực tế luôn cao hơn mức đo đạc, có thể lên tới 50 °C. Nơi có tuyết vào mùa đông ở Hà Nội là đỉnh núi Ba Vì ngày 24 tháng 1 năm 2016 với mức nhiệt đo được là 0 °C.
| Dữ liệu khí hậu của Hà Nội                                                                                | Dữ liệu khí hậu của Hà Nội | Dữ liệu khí hậu của Hà Nội | Dữ liệu khí hậu của Hà Nội | Dữ liệu khí hậu của Hà Nội | Dữ liệu khí hậu của Hà Nội | Dữ liệu khí hậu của Hà Nội | Dữ liệu khí hậu của Hà Nội | Dữ liệu khí hậu của Hà Nội | Dữ liệu khí hậu của Hà Nội | Dữ liệu khí hậu của Hà Nội | Dữ liệu khí hậu của Hà Nội | Dữ liệu khí hậu của Hà Nội | Dữ liệu khí hậu của Hà Nội |
| Tháng | 1                          | 2                          | 3                          | 4                          | 5                          | 6                          | 7                          | 8                          | 9                          | 10                         | 11                         | 12                         | Năm                        |
| --- | -------------------------- | -------------------------- | -------------------------- | -------------------------- | -------------------------- | -------------------------- | -------------------------- | -------------------------- | -------------------------- | -------------------------- | -------------------------- | -------------------------- | -------------------------- |
| Cao kỉ lục °C (°F)                                                                                        | 33.1 (91.6)                | 35.1 (95.2)                | 37.2 (99.0)                | 38.9 (102.0)               | 42.8 (109.0)               | 42.5 (108.5)               | 40.8 (105.4)               | 38.7 (101.7)               | 37.1 (98.8)                | 36.6 (97.9)                | 35.5 (95.9)                | 31.9 (89.4)                | 42.8 (109.0)               |
| Trung bình ngày tối đa °C (°F)                                                                            | 19.7 (67.5)                | 20.1 (68.2)                | 22.9 (73.2)                | 27.2 (81.0)                | 31.4 (88.5)                | 32.9 (91.2)                | 33.1 (91.6)                | 32.3 (90.1)                | 31.2 (88.2)                | 28.8 (83.8)                | 25.3 (77.5)                | 22.0 (71.6)                | 27.2 (81.0)                |
| Trung bình ngày °C (°F)                                                                                   | 16.4 (61.5)                | 17.2 (63.0)                | 20.0 (68.0)                | 23.9 (75.0)                | 27.4 (81.3)                | 28.9 (84.0)                | 29.2 (84.6)                | 28.6 (83.5)                | 27.5 (81.5)                | 24.9 (76.8)                | 21.5 (70.7)                | 18.2 (64.8)                | 23.6 (74.5)                |
| Tối thiểu trung bình ngày °C (°F)                                                                         | 14.3 (57.7)                | 15.3 (59.5)                | 18.1 (64.6)                | 21.7 (71.1)                | 24.6 (76.3)                | 26.1 (79.0)                | 26.3 (79.3)                | 26.0 (78.8)                | 24.9 (76.8)                | 22.3 (72.1)                | 18.9 (66.0)                | 15.6 (60.1)                | 21.2 (70.2)                |
| Thấp kỉ lục °C (°F)                                                                                       | 2.7 (36.9)                 | 5.0 (41.0)                 | 7.0 (44.6)                 | 9.8 (49.6)                 | 15.4 (59.7)                | 20.0 (68.0)                | 21.0 (69.8)                | 20.9 (69.6)                | 16.1 (61.0)                | 12.4 (54.3)                | 6.8 (44.2)                 | 3.6 (38.5)                 | 2.7 (36.9)                 |
| Lượng mưa trung bình mm (inches)                                                                          | 18 (0.7)                   | 19 (0.7)                   | 34 (1.3)                   | 105 (4.1)                  | 165 (6.5)                  | 266 (10.5)                 | 253 (10.0)                 | 274 (10.8)                 | 243 (9.6)                  | 156 (6.1)                  | 59 (2.3)                   | 20 (0.8)                   | 1.611 (63.4)               |
| Số ngày mưa trung bình                                                                                    | 10.3                       | 12.4                       | 16.0                       | 14.4                       | 14.5                       | 14.6                       | 15.6                       | 16.9                       | 13.6                       | 10.9                       | 7.9                        | 5.0                        | 152.1                      |
| Độ ẩm tương đối trung bình (%)                                                                            | 80.9                       | 83.4                       | 87.9                       | 89.4                       | 86.5                       | 82.9                       | 82.2                       | 85.9                       | 87.2                       | 84.2                       | 81.9                       | 81.3                       | 82.0                       |
| Số giờ nắng trung bình tháng                                                                              | 74                         | 47                         | 47                         | 90                         | 183                        | 172                        | 195                        | 174                        | 176                        | 167                        | 137                        | 124                        | 1.585                      |
| Nguồn 1: Vietnam Institute for Building Science and Technology                                            |                            |                            |                            |                            |                            |                            |                            |                            |                            |                            |                            |                            |                            |
| Nguồn 2: Pogoda.ru.net (cực độ), (Kỷ lục nhiệt độ cao nhất tháng 5 năm 1926, thấp nhất tháng 1 năm 1955), |                            |                            |                            |                            |                            |                            |                            |                            |                            |                            |                            |                            |                            |

### Môi trường

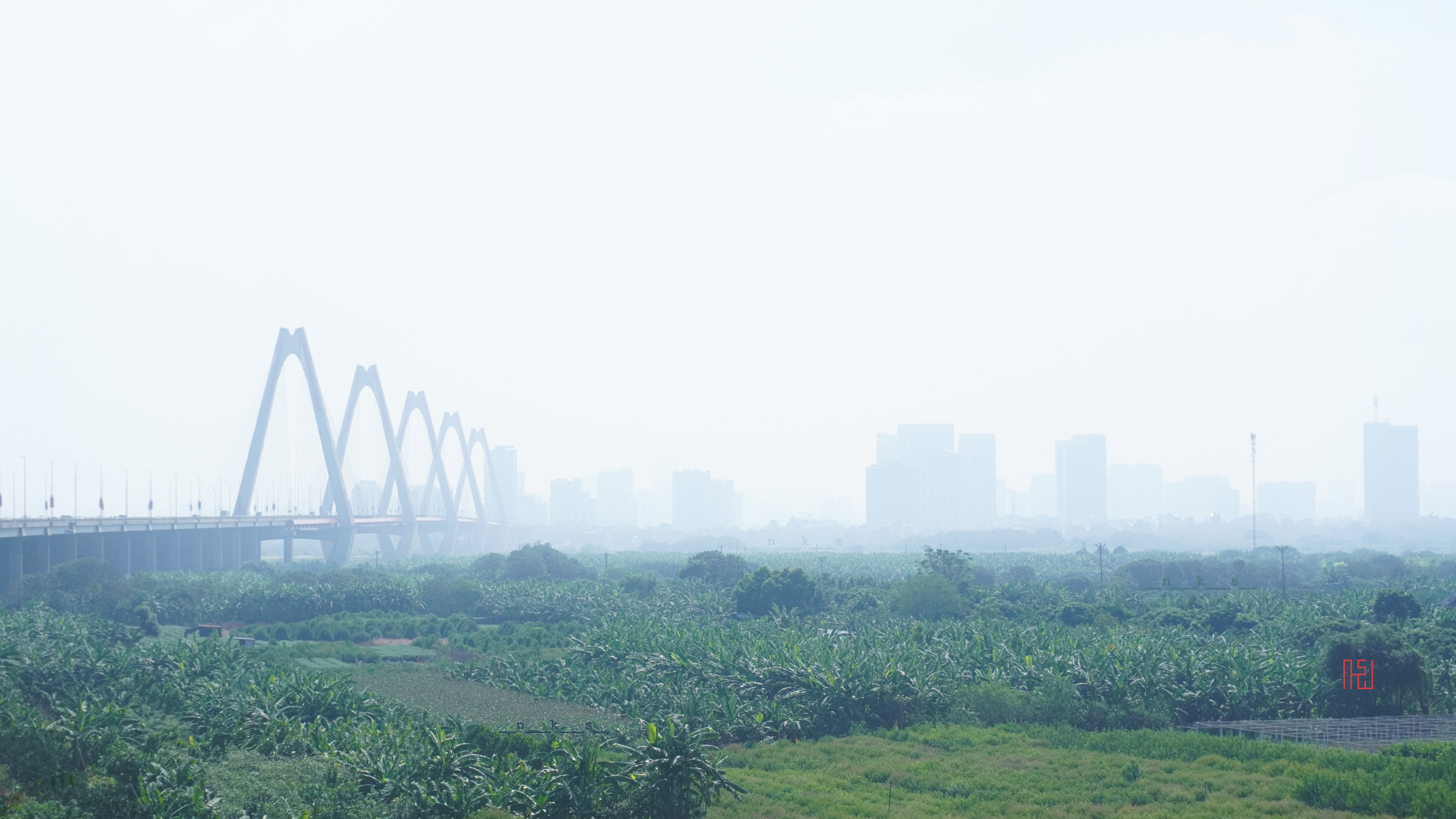
Hà Nội mù mịt giữa trưa do ô nhiễm không khí

Hà Nội thường xuyên nằm ở top đầu các thành phố ô nhiễm, thậm chí nhiều ngày trong năm là thành phố ô nhiễm không khí nhất thế giới, với chỉ số bụi mịn ở mức nguy hiểm cho sức khỏe con người. Theo Báo cáo chất lượng không khí toàn cầu 2018, Hà Nội có hàm lượng bụi mịn cao gấp 4 lần mức khuyến cáo của WHO (40,8 mg/m³, mức khuyến cáo: 10 mg/m³). Theo báo cáo của Bộ Tài nguyên và Môi trường Việt Nam thì Hà Nội là thành phố ô nhiễm không khí nhất với số ngày chất lượng không khí lên mức kém, xấu, nguy hại chiếm tỷ lệ cao. Ngoài ra, các con sông chảy qua Hà Nội (sông Nhuệ, sông Tô Lịch, sông Kim Ngưu, sông Lừ, sông Sét) và các hồ cũng bị ô nhiễm rất nặng do 78% nước thải của Hà Nội xả thẳng trực tiếp ra sông, hồ mà không qua xử lý, trong đó mỗi con sông của Hà Nội tiếp nhận hàng vạn m³ nước thải đổ vào mỗi ngày.

## Tổ chức hành chính và chính quyền

### Tổ chức hành chính
Hà Nội là một trong sáu thành phố trực thuộc trung ương của Việt Nam, cùng với Thành phố Hồ Chí Minh, Hải Phòng, Huế, Đà Nẵng và Cần Thơ. Riêng Hà Nội và Thành phố Hồ Chí Minh được xếp vào đơn vị hành chính cấp tỉnh loại đặc biệt và cũng đồng thời là đô thị loại đặc biệt, thỏa mãn các tiêu chuẩn như tỷ lệ lao động phi nông nghiệp trong tổng số lao động trên 90%, quy mô dân số trên 5 triệu, mật độ dân số bình quân từ 15.000 người/km² trở lên, cơ sở hạ tầng hoàn chỉnh.
Sau những thay đổi về địa giới hành chính, từ tháng 7 năm 2025, Hà Nội có 126 đơn vị hành chính cấp xã, gồm 51 phường và 75 xã.
| Tên          | Diện tích (km²) | Dân số (người) |
| ------------ | --------------- | -------------- |
| Phường (51)  |                 |                |
| Ba Đình      | 2,97            | 65.023         |
| Bạch Mai     | 2,95            | 129.571        |
| Bồ Đề        | 12,94           | 120.028        |
| Cầu Giấy     | 3,74            | 74.516         |
| Chương Mỹ    | 38,92           | 87.913         |
| Cửa Nam      | 1,68            | 52.751         |
| Dương Nội    | 7,90            | 56.091         |
| Đại Mỗ       | 8,10            | 80.462         |
| Định Công    | 5,34            | 85.502         |
| Đống Đa      | 2,07            | 81.358         |
| Đông Ngạc    | 8,85            | 83.544         |
| Giảng Võ     | 2,60            | 97.034         |
| Hà Đông      | 9,00            | 185.205        |
| Hai Bà Trưng | 2,65            | 87.801         |
| Hoàn Kiếm    | 1,91            | 105.301        |
| Hoàng Liệt   | 4,04            | 55.820         |
| Hoàng Mai    | 9,04            | 98.502         |
| Hồng Hà      | 15,09           | 123.282        |
| Khương Đình  | 3,10            | 86.286         |
| Kiến Hưng    | 6,65            | 70.833         |
| Kim Liên     | 2,45            | 109.107        |
| Láng         | 1,88            | 61.135         |
| Lĩnh Nam     | 10,86           | 20.706         |
| Long Biên    | 19,04           | 62.887         |
| Nghĩa Đô     | 4,34            | 125.568        |
| Ngọc Hà      | 2,67            | 93.536         |
| Ô Chợ Dừa    | 1,89            | 71.293         |
| Phú Diễn     | 6,29            | 74.603         |
| Phú Lương    | 9,40            | 52.024         |
| Phú Thượng   | 7,20            | 39.322         |
| Phúc Lợi     | 10,41           | 66.790         |
| Phương Liệt  | 3,20            | 81.977         |

| Tên                     | Diện tích (km²) | Dân số (người) |
| ----------------------- | --------------- | -------------- |
| Sơn Tây                 | 23,08           | 71.301         |
| Tây Hồ                  | 10,72           | 100.122        |
| Tây Mỗ                  | 5,56            | 46.894         |
| Tây Tựu                 | 7,54            | 39.436         |
| Thanh Liệt              | 6,44            | 76.238         |
| Thanh Xuân              | 3,24            | 106.316        |
| Thượng Cát              | 14,77           | 24.692         |
| Tùng Thiện              | 32,34           | 42.052         |
| Từ Liêm                 | 10,18           | 119.997        |
| Tương Mai               | 3,56            | 136.292        |
| Văn Miếu – Quốc Tử Giám | 1,92            | 105.604        |
| Việt Hưng               | 12,91           | 83.188         |
| Vĩnh Hưng               | 4,47            | 67.561         |
| Vĩnh Tuy                | 2,33            | 90.583         |
| Xuân Đỉnh               | 5,46            | 48.658         |
| Xuân Phương             | 10,81           | 104.947        |
| Yên Hòa                 | 4,10            | 77.029         |
| Yên Nghĩa               | 13,18           | 49.643         |
| Yên Sở                  | 5,61            | 40.913         |
| Xã (75)                 |                 |                |
| An Khánh                | 28,69           | 102.136        |
| Ba Vì                   | 81,27           | 26.651         |
| Bát Tràng               | 20,67           | 48.987         |
| Bất Bạt                 | 56,43           | 40.066         |
| Bình Minh               | 29,86           | 80.066         |
| Chuyên Mỹ               | 35,54           | 44.859         |
| Chương Dương            | 28,89           | 59.973         |
| Cổ Đô                   | 53,26           | 70.706         |
| Dân Hòa                 | 38,44           | 62.755         |
| Dương Hòa               | 17,41           | 58.830         |
| Đa Phúc                 | 55,32           | 83.649         |
| Đại Thanh               | 18,92           | 92.557         |

| Tên         | Diện tích (km²) | Dân số (người) |
| ----------- | --------------- | -------------- |
| Đại Xuyên   | 51,66           | 74.906         |
| Đan Phượng  | 15,30           | 47.629         |
| Đoài Phương | 57,10           | 39.828         |
| Đông Anh    | 48,68           | 118.183        |
| Gia Lâm     | 25,72           | 90.498         |
| Hạ Bằng     | 32,14           | 38.721         |
| Hát Môn     | 37,67           | 72.227         |
| Hòa Lạc     | 35,37           | 20.815         |
| Hòa Phú     | 29,88           | 49.948         |
| Hòa Xá      | 40,42           | 69.428         |
| Hoài Đức    | 16,73           | 69.239         |
| Hồng Sơn    | 54,39           | 63.130         |
| Hồng Vân    | 24,53           | 58.685         |
| Hưng Đạo    | 24,90           | 49.357         |
| Hương Sơn   | 69,11           | 52.634         |
| Kiều Phú    | 34,54           | 60.885         |
| Kim Anh     | 52,80           | 48.564         |
| Liên Minh   | 23,57           | 47.769         |
| Mê Linh     | 24,07           | 69.107         |
| Minh Châu   | 10,35           | 6.646          |
| Mỹ Đức      | 52,73           | 53.640         |
| Nam Phù     | 13,74           | 42.772         |
| Ngọc Hồi    | 13,34           | 43.864         |
| Nội Bài     | 51,64           | 70.469         |
| Ô Diên      | 32,06           | 97.506         |
| Phú Cát     | 51,21           | 43.339         |
| Phù Đổng    | 41,62           | 111.484        |
| Phú Nghĩa   | 40,24           | 71.048         |
| Phú Xuyên   | 60,02           | 96.635         |
| Phúc Lộc    | 41,15           | 61.457         |
| Phúc Sơn    | 49,31           | 54.084         |
| Phúc Thịnh  | 42,63           | 95.951         |
| Phúc Thọ    | 39,66           | 75.425         |

| Tên         | Diện tích (km²) | Dân số (người) |
| ----------- | --------------- | -------------- |
| Phượng Dực  | 44,69           | 60.281         |
| Quảng Bị    | 37,14           | 62.968         |
| Quang Minh  | 32,17           | 69.623         |
| Quảng Oai   | 49,26           | 59.001         |
| Quốc Oai    | 24,00           | 63.344         |
| Sóc Sơn     | 68,24           | 117.876        |
| Sơn Đồng    | 21,57           | 63.267         |
| Suối Hai    | 52,55           | 35.201         |
| Tam Hưng    | 29,45           | 39.087         |
| Tây Phương  | 31,06           | 99.874         |
| Thạch Thất  | 31,93           | 57.645         |
| Thanh Oai   | 26,86           | 54.475         |
| Thanh Trì   | 10,15           | 55.378         |
| Thiên Lộc   | 27,96           | 74.597         |
| Thuận An    | 29,67           | 68.292         |
| Thư Lâm     | 43,84           | 102.580        |
| Thượng Phúc | 28,91           | 45.464         |
| Thường Tín  | 28,29           | 70.739         |
| Tiến Thắng  | 36,34           | 64.246         |
| Trần Phú    | 44,36           | 47.528         |
| Trung Giã   | 77,52           | 61.315         |
| Ứng Hòa     | 67,81           | 63.750         |
| Ứng Thiên   | 38,41           | 53.962         |
| Vân Đình    | 41,60           | 60.828         |
| Vật Lại     | 51,76           | 58.579         |
| Vĩnh Thanh  | 22,52           | 64.698         |
| Xuân Mai    | 50,72           | 67.310         |
| Yên Bài     | 68,19           | 21.416         |
| Yên Lãng    | 44,81           | 71.339         |
| Yên Xuân    | 78,01           | 29.375         |

### Chính quyền
Cũng như các tỉnh và thành phố khác của Việt Nam, Hội đồng Nhân dân Thành phố Hà Nội do người dân thành phố trực tiếp bầu lên, là cơ quan quyền lực Nhà nước ở thành phố. Hội đồng Nhân dân Hà Nội hiện nay, nhiệm kỳ 2021–2026, gồm 95 đại biểu. Chủ tịch HĐND Hà Nội hiện nay là ông Nguyễn Ngọc Tuấn.

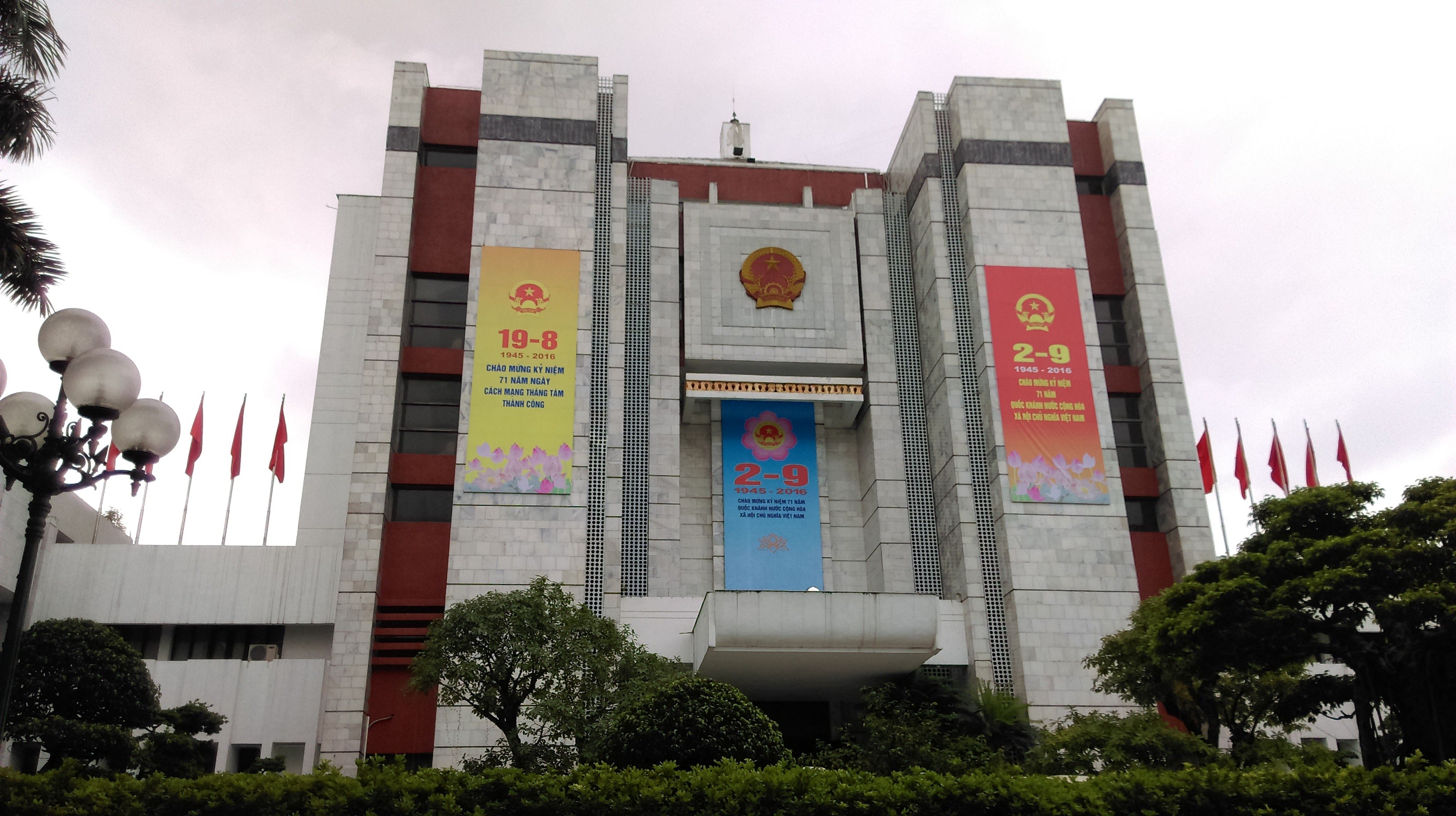
Trụ sở UBND, HĐND thành phố Hà Nội.

Ủy ban nhân dân thành phố Hà Nội là cơ quan chấp hành của hội đồng nhân dân và là cơ quan hành chính nhà nước ở thành phố, chịu trách nhiệm chấp hành hiến pháp, pháp luật, các văn bản của Chính phủ và các nghị quyết của hội đồng nhân dân thành phố. Chủ tịch UBND Hà Nội hiện nay là ông Trần Sỹ Thanh. Ngoài các sở, ban như những tỉnh khác, thuộc Ủy ban nhân dân thành phố Hà Nội còn có thêm báo Hà Nội mới, báo Kinh tế và Đô thị, Đài Phát thanh – Truyền hình Hà Nội, Ban Chỉ đạo 1000 năm Thăng Long, Ban quản lý khu phố cổ... và một số tổng công ty trên địa bàn thành phố. Hội đồng nhân dân và Ủy ban nhân dân Hà Nội có trụ sở nằm ở số 12 phố Lê Lai, bên cạnh hồ Hoàn Kiếm. Tòa án nhân dân thành phố Hà Nội là cơ quan xét xử ở thành phố. Chánh án TAND Hà Nội hiện nay là ông Nguyễn Hữu Chính.
Về phía Đảng ủy, Ban chấp hành Đảng bộ Thành phố Hà Nội – thường gọi tắt là Thành ủy Hà Nội – là cơ quan lãnh đạo cao nhất của Đảng bộ Thành phố Hà Nội giữa hai kỳ đại hội đại biểu của Đảng bộ Thành phố. Ban chấp hành Đảng bộ Hà Nội khóa XVII nhiệm kỳ 2020-2025 gồm có 71 người, bầu ra Ban Thường vụ Thành ủy Hà Nội 2020–2025 gồm 16 ủy viên. Đứng đầu Đảng ủy Thành phố là Bí thư Thành ủy và phải là ủy viên Bộ Chính trị Đảng Cộng sản Việt Nam. Bí thư Thành ủy hiện tại là Bùi Thị Minh Hoài.
Ủy ban Mặt trận Tổ quốc Việt Nam thành phố Hà Nội nhiệm kỳ XVII (2019–2024) được Đại hội đại biểu MTTQ Việt Nam TP Hà Nội lần thứ XVII (2019–2024) bầu ngày 25 tháng 7 năm 2019 gồm 132 ủy viên, bầu ra Ban thường trực UBMTTQ Thành phố gồm 12 thành viên. Chủ tịch UBMTTQ TP Hà Nội đương nhiệm là bà Nguyễn Lan Hương (được bầu ngày 14 tháng 3 năm 2019 thay thế ông Vũ Hồng Khanh đã nhận quyết định nghỉ hưu từ ngày 1 tháng 2 năm 2019.).

## Kiến trúc và quy hoạch đô thị
Lịch sử lâu đời cùng nền văn hóa phong phú đã giúp Hà Nội có được kiến trúc đa dạng và mang dấu ấn riêng. Nhưng sau một thời gian phát triển thiếu quy hoạch, thành phố hiện nay tràn ngập những ngôi nhà ống trên các con phố lắt léo, những công trình tôn giáo nằm sâu trong các khu dân cư, những cao ốc bên các khu phố cũ, những cột điện chăng kín dây... Nhưng thiếu vắng không gian công cộng. Năm 2010, Hà Nội lập Đồ án Quy hoạch chung xây dựng Thủ đô Hà Nội đến năm 2030 và tầm nhìn đến năm 2050 cho một thành phố 9,1 triệu dân vào năm 2030 và trên 10 triệu người vào năm 2050. Về mặt kiến trúc, có thể chia Hà Nội ngày nay thành bốn khu vực: khu phố cổ, khu thành cổ, khu phố Pháp và các khu mới quy hoạch.

### Khu phố cổ

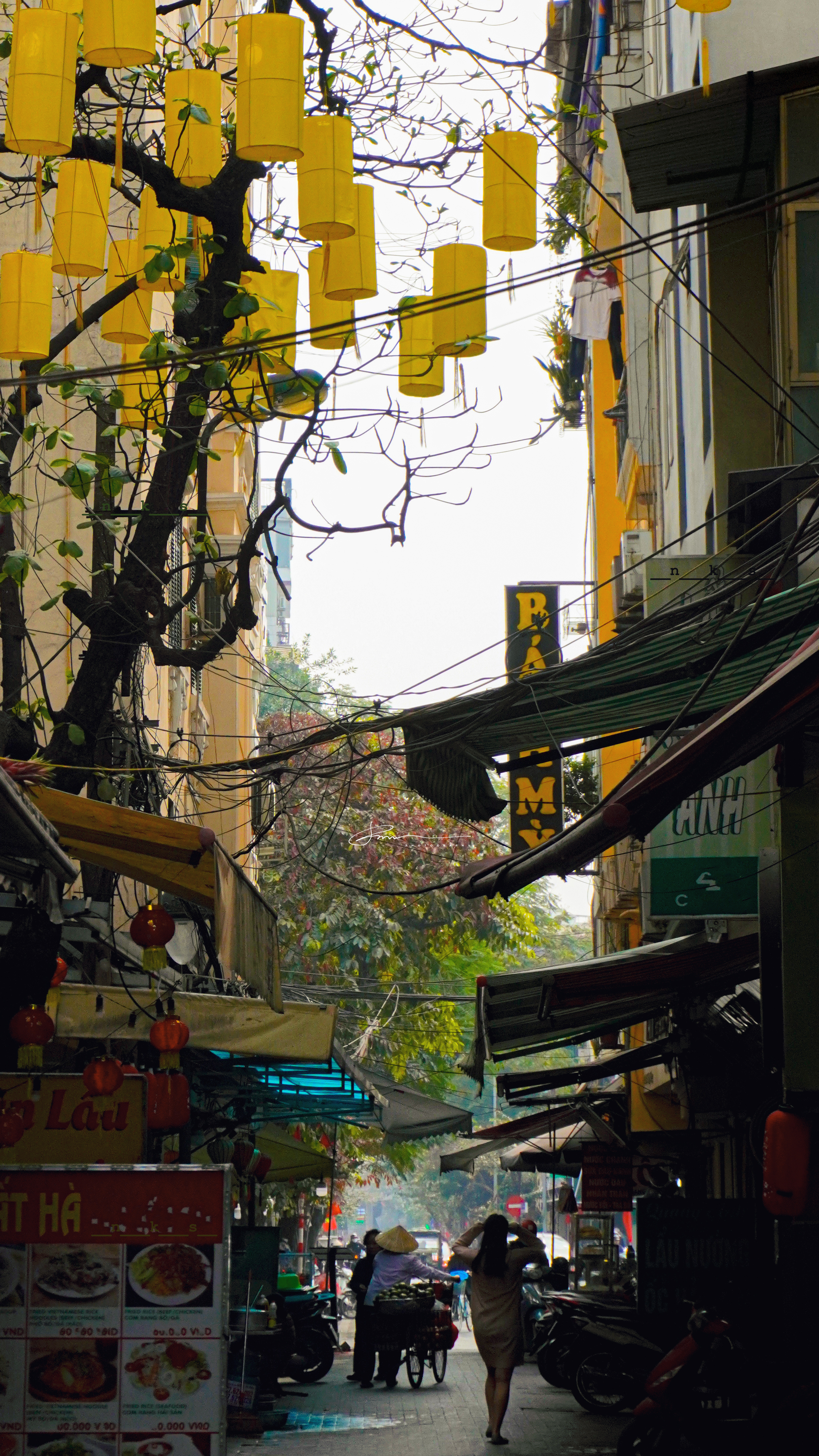
Một góc khu phố cổ Hà Nội (ngõ Hàng Bông)

Khu phố cổ Hà Nội, trung tâm lịch sử và văn hóa của thành phố, hiện nay vẫn là khu vực đông đúc nhất. Địa giới không gian khu phố cổ có thể coi là một hình tam giác cân với đỉnh là phố Hàng Than, cạnh phía Đông là đê sông Hồng, cạnh phía Tây là Hàng Cót, Hàng Điếu, Hàng Da, còn đáy là trục Hàng Bông–Hàng Gai–Cầu Gỗ. Qua nhiều năm, những cư dân sinh sống nhờ các nghề thủ công, buôn bán tiểu thương đã hình thành những con phố nghề đặc trưng mang những cái tên như Hàng Bạc, Hàng Bồ, Hàng Đường, Hàng Thùng...
Tất cả các ngôi nhà hai bên đường khu phố cổ đều theo kiểu nhà ống, mang nét đặc trưng: bề ngang hẹp, chiều dài sâu, đôi khi thông sang phố khác. Bên trong các ngôi nhà này cũng có cách bố trí gần như nhau: gian ngoài là nơi bán hoặc làm hàng, tiếp đó là khoảng sân lộ thiên để lấy ánh sáng, trên sân có bể cạn trang trí, quanh sân là cây cảnh, giàn hoa, gian nhà trong mới là nơi ăn ở và nối tiếp là khu phụ. Những năm gần đây, mật độ dân số cao khiến khu phố cổ Hà Nội xuống cấp khá nghiêm trọng. Một phần cư dân ở đây phải sống trong điều kiện thiếu tiện nghi, thậm chí bất tiện, nguy hiểm. Một vài trường hợp đặc biệt được ghi nhận như ba người sống trong một diện tích 1,5 m² hay bốn người sống trong một căn phòng 10 m² nhưng trên nóc một nhà vệ sinh chung. Trong khu 36 phố phường thuộc dự án bảo tồn, hiện chỉ còn một vài nhà cổ có giá trị, còn lại hầu hết đã được xây mới hoặc cải tạo tùy tiện.

### Khu thành cổ

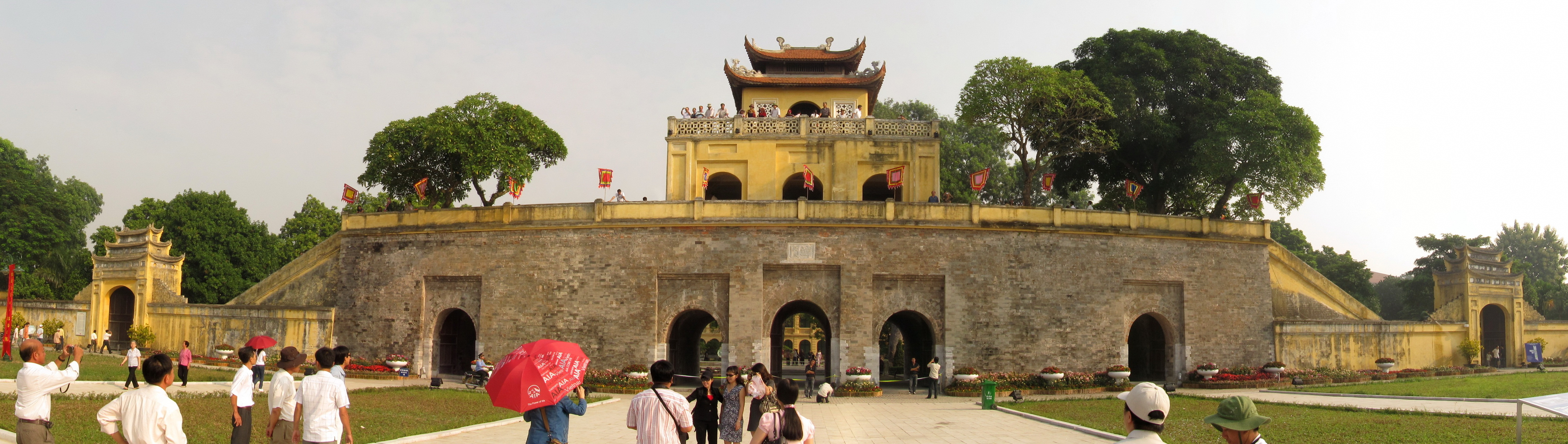
Đoan Môn, Hoàng thành Thăng Long

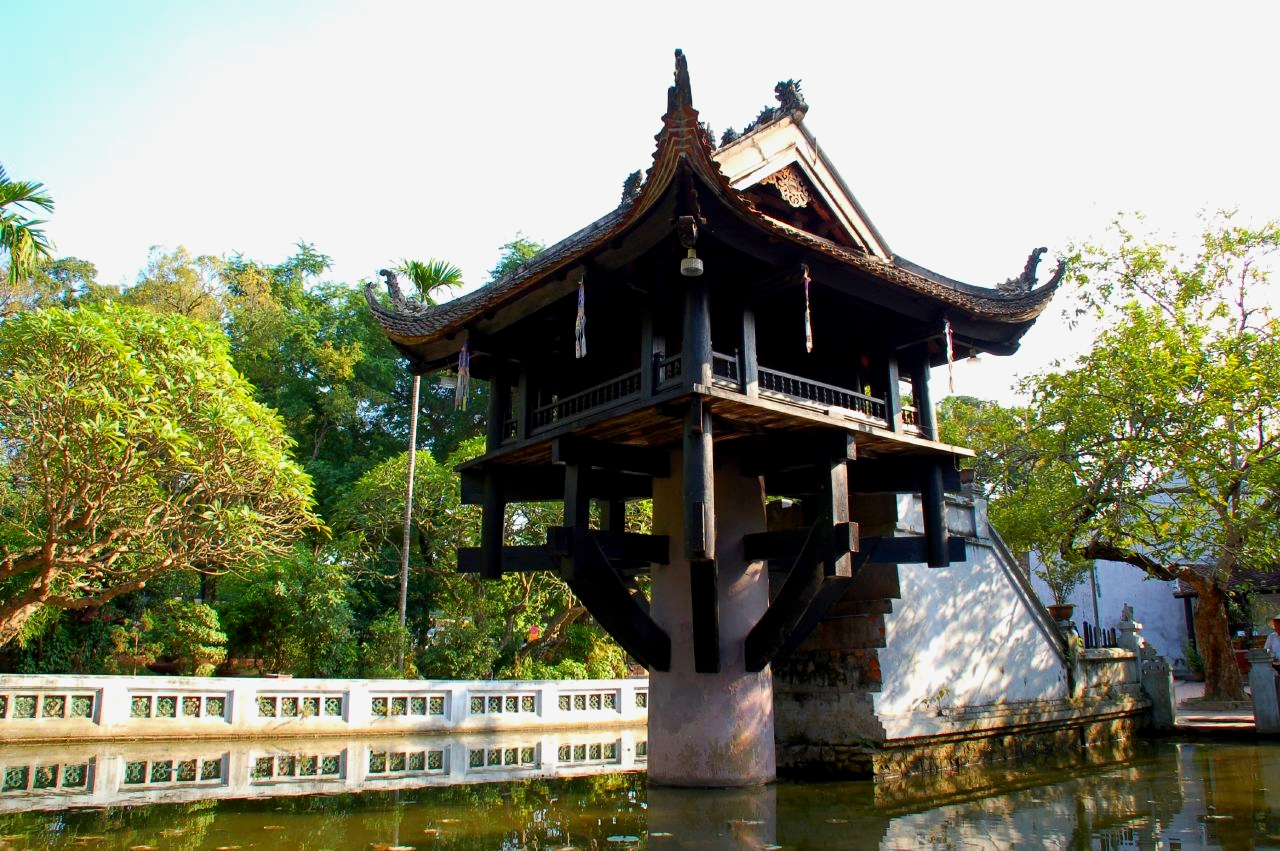
Chùa Một Cột

Khu thành cổ, tức hoàng thành Thăng Long, nằm ở khoảng giữa hồ Tây và hồ Hoàn Kiếm, xuất hiện cùng với kinh đô Thăng Long. Trải qua nhiều lần phá hủy, xây dựng lại rồi tiếp tục bị tàn phá, hoàng thành Thăng Long hiện chỉ lưu lại ở một vài dấu vết. Trên phố Phan Đình Phùng hiện nay còn cửa Bắc của thành được xây bằng đá và gạch rất kiên cố. Cột cờ Hà Nội xây năm 1812 hiện nằm trên đường Điện Biên Phủ. Công trình cao 40 mét này gồm ba nền thềm rộng và tháp cổ hình lăng trụ, bên trong có cầu thang xoắn ốc dẫn lên kỳ đài. Phía Nam thành cổ còn lưu lại được một quần thể di tích đa dạng là Văn Miếu-Quốc Tử Giám, được xây từ đầu thế kỷ XI. Gồm hai di tích chính, Văn Miếu – nơi thờ Khổng Tử, các bậc hiền triết của Nho giáo và Chu Văn An – và Quốc Tử Giám – trường quốc học cao cấp đầu tiên của Việt Nam – công trình không chỉ là điểm du lịch hấp dẫn mà còn là nơi tổ chức nhiều hoạt động văn hóa.
Ngày 31 tháng 7 năm 2010, tại kỳ họp lần thứ 34 tại Brasilia, thủ đô của Brasil, Ủy ban di sản thế giới của UNESCO đã công nhận khu Trung tâm Hoàng thành Thăng Long là di sản văn hóa thế giới dựa trên 3 tiêu chí: Chiều dài lịch sử văn hóa, Tính liên tục của tài sản với tư cách là một trung tâm quyền lực, và Các tầng di tích di vật đa dạng, phong phú. Sáng ngày 1 tháng 10 năm 2010, trong buổi khai mạc Đại lễ 1000 năm Thăng Long – Hà Nội, Tổng Giám đốc UNESCO Irina Bokova đã trao bằng Di sản văn hóa thế giới khu Trung tâm Hoàng thành Thăng Long cho lãnh đạo Thành phố Hà Nội.

### Khu phố Pháp

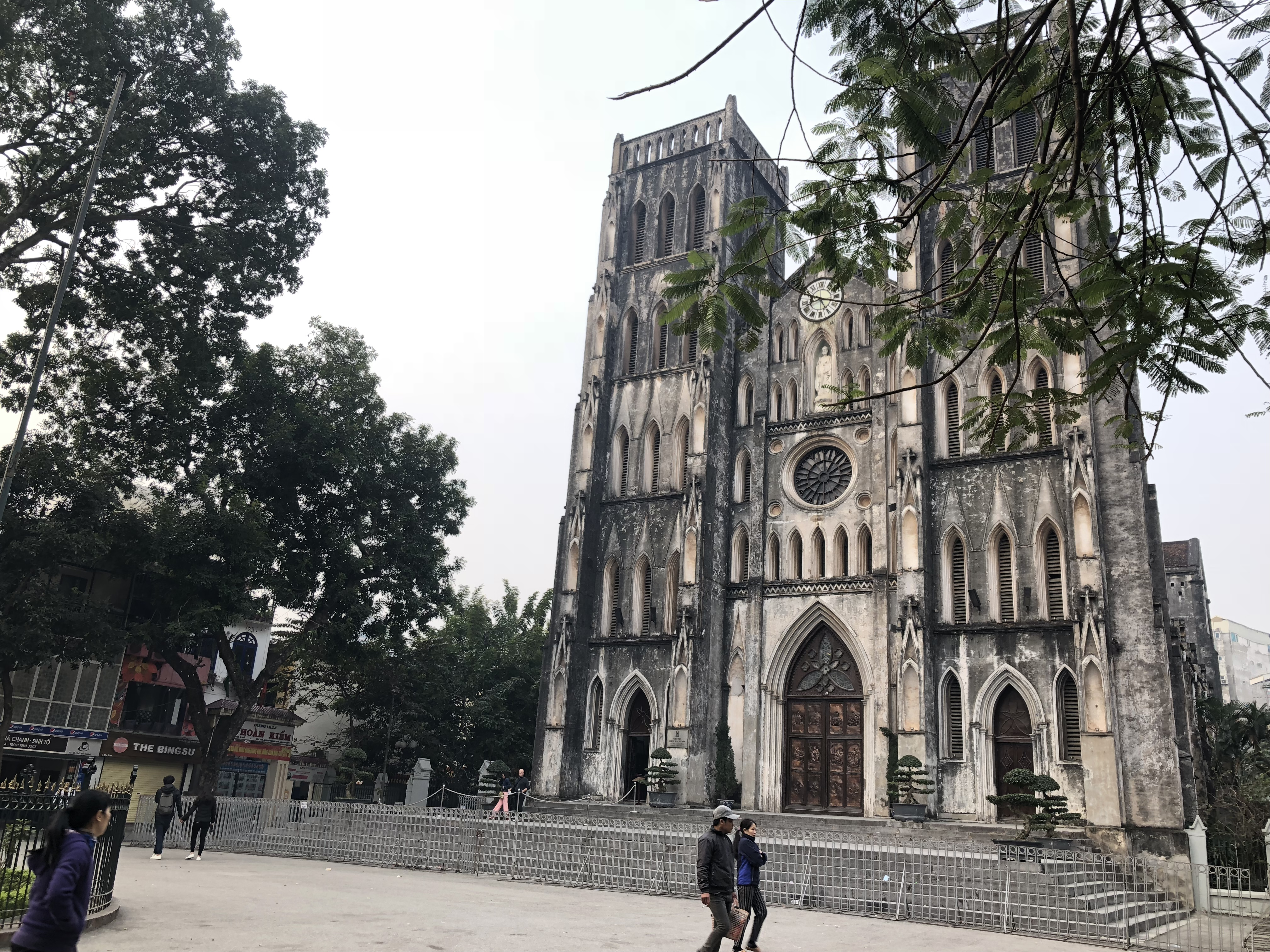
Nhà thờ Lớn Hà Nội

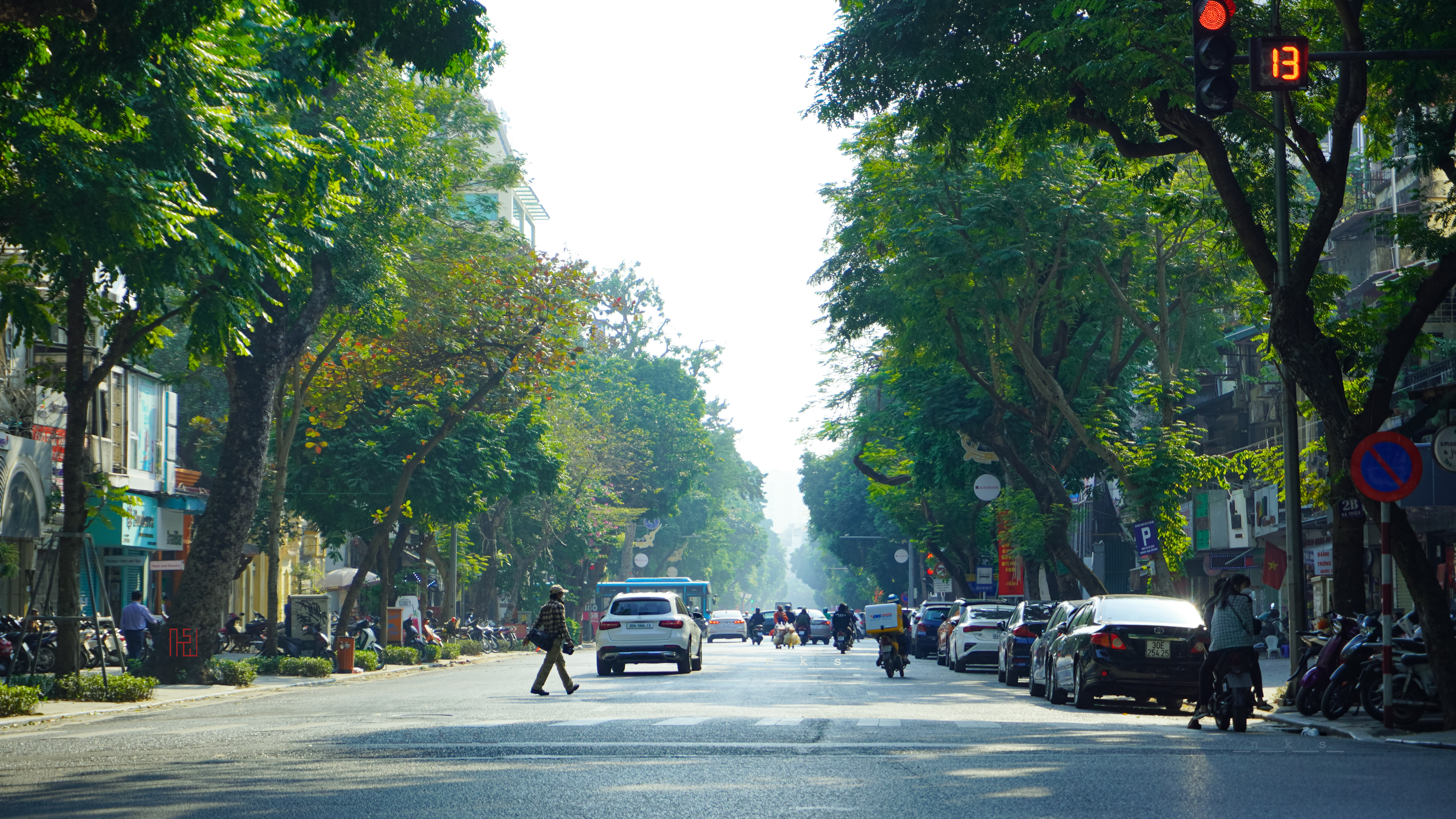
Phố Bà Triệu ngày nắng

Năm 1883, người Pháp bắt đầu lên kế hoạch xây dựng lại thành phố. Dựa trên các khu phố Hà Nội vốn có, những kiến trúc sư người Pháp vạch thêm các con đường mới, xây dựng các công trình theo hướng thích nghi với môi trường sở tại, tạo nên một phong cách ngày nay được gọi là kiến trúc thuộc địa. Khu vực đô thị do người Pháp quy hoạch và xây dựng gồm ba khu: nhượng địa, thành cũ và nam hồ Hoàn Kiếm, ngày nay mang tên chung là khu phố cũ, hay khu phố Pháp.
Khu nhượng địa mang hình chữ nhật được giới hạn bởi các con phố Bạch Đằng, Tràng Tiền, Lê Thánh Tông, Trần Nhân Tông và Nguyễn Huy Tự hiện nay. Vốn là đồn thủy quân của Hà Nội cổ, đến năm 1875, khu vực này được nhượng lại cho quân đội Pháp xây doanh trại, dinh thự và bệnh viện. Những công trình kiến trúc ở đây có mái lợp ngói đá đen, hành lang xung quanh, nhà cuốn hình cung. Dinh thự Tổng tham mưu trưởng quân Pháp, ngày nay là Nhà khách Bộ Quốc phòng xây dựng trong khoảng thời gian 1874 đến 1877. Bệnh viện Lanessan, hiện là Quân y viện 108 và Bệnh viện Hữu Nghị, khánh thành năm 1893. Khu thành cũ gồm các phố Phan Đình Phùng, Hùng Vương, Hoàng Diệu, Điện Biên Phủ, Lê Hồng Phong, Chu Văn An, Trần Phú. Những con đường ở đây rộng, dài và được trồng nhiều cây xanh. Các biệt thự mang kiến trúc miền Bắc nước Pháp với trang trí cầu kỳ, tỷ mỉ. Một công trình kiến trúc tiêu biểu và quan trọng của khu thành cũ là Phủ Toàn quyền, ngày nay là Phủ Chủ tịch, được xây dựng trong khoảng 1900 đến 1902. Khu nam hồ Hoàn Kiếm cũng là một hình chữ nhật với hai cạnh dài là phố Tràng Thi – Tràng Tiền và phố Trần Hưng Đạo, hai cạnh ngang là phố Phan Bội Châu và phố Phan Chu Trinh. Khu vực này được xây dựng đồng thời với khu thành cũ song quy trình quy hoạch có chậm hơn do phải giải tỏa nhiều làng xóm. Một công trình quan trọng của thành phố là Nhà hát Lớn nằm ở đầu phố Tràng Tiền, được xây từ 1902 tới 1911, theo mẫu Opéra Garnier của Paris.

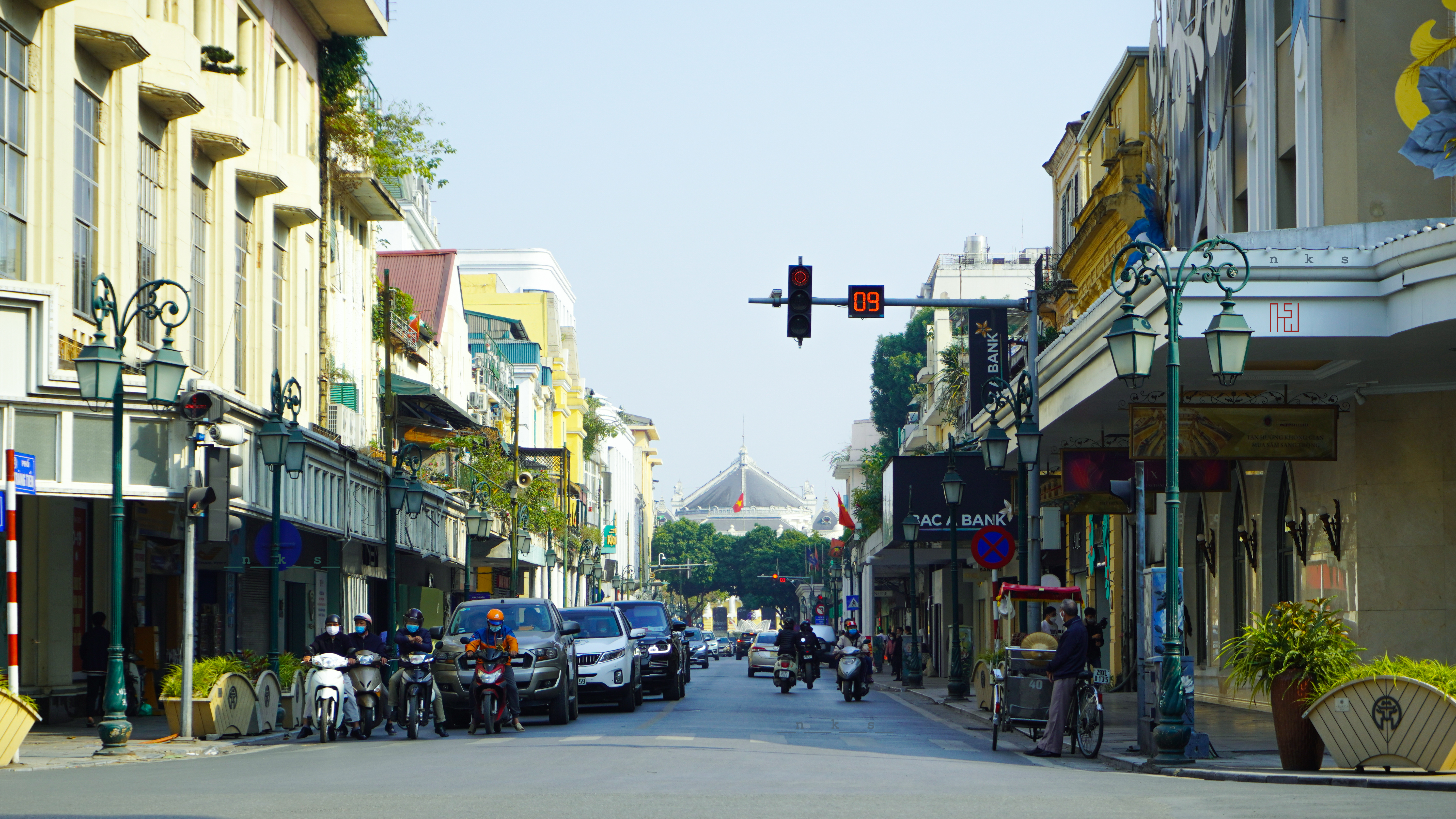
Phố Tràng Tiền

Kiến trúc Pháp thường được xem như một di sản của Hà Nội, nhưng ngày nay đã phải chịu nhiều biến đổi. Những công trình cao tầng và các ngôi nhà giả phong cách Pháp làm khu phố cũ trở nên khó nhận diện. Bên cạnh đó, nhiều thửa đất được sáp nhập để xây dựng các cao ốc khiến cảnh quan bị phá vỡ. Những hàng rào thấp dọc các con phố, những màu sắc tiêu biểu – tường vàng và cửa gỗ màu xanh – cũng bị thay đổi và che lấp bởi các biểu hiệu quảng cáo. Hiện Sở Quy hoạch Kiến trúc Hà Nội với sự giúp đỡ của vùng Île-de-France đang triển khai dự án bảo tồn và phát triển khu phố này.

### Kiến trúc hiện đại

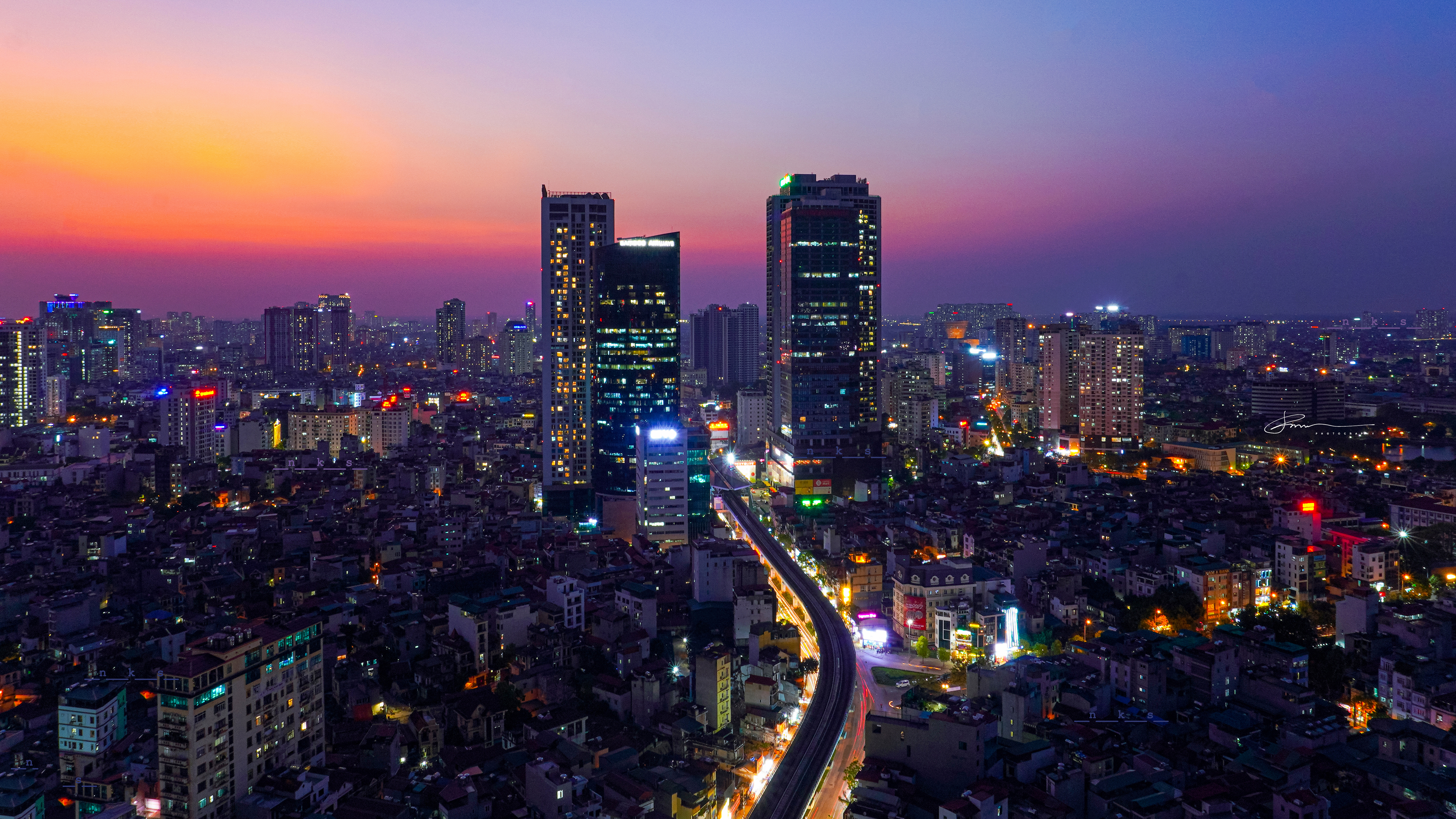
Đường chân trời quận Cầu Giấy với những tòa nhà cao tầng hiện đại về đêm

Vào những năm 1960 và 1970, hàng loạt các khu nhà tập thể theo kiểu lắp ghép xuất hiện ở những khu phố Khương Thượng, Trung Tự, Giảng Võ, Thành Công, Thanh Xuân Bắc... Do sử dụng các cấu kiện bê tông cốt thép sản xuất theo quy trình thủ công, với những dãy nhà 4 tầng đầu tiên ở khu Khương Thượng và sau đó là 5 tầng. Riêng khu Kim Liên xây dựng nhà hộp kiểu Trung Quốc. những công trình này hiện rơi vào tình trạng xuống cấp nghiệm trọng. Không chỉ vậy, do thiếu diện tích sinh hoạt, các cư dân những khu nhà tập thế lắp ghép còn xây dựng thêm những lồng sắt gắn ngoài trời xung quanh các căn hộ – thường được gọi là chuồng cọp – gây mất mỹ quan đô thị. Hiện những nhà tập thể này đang dần được thay thể bởi các chung cư mới.

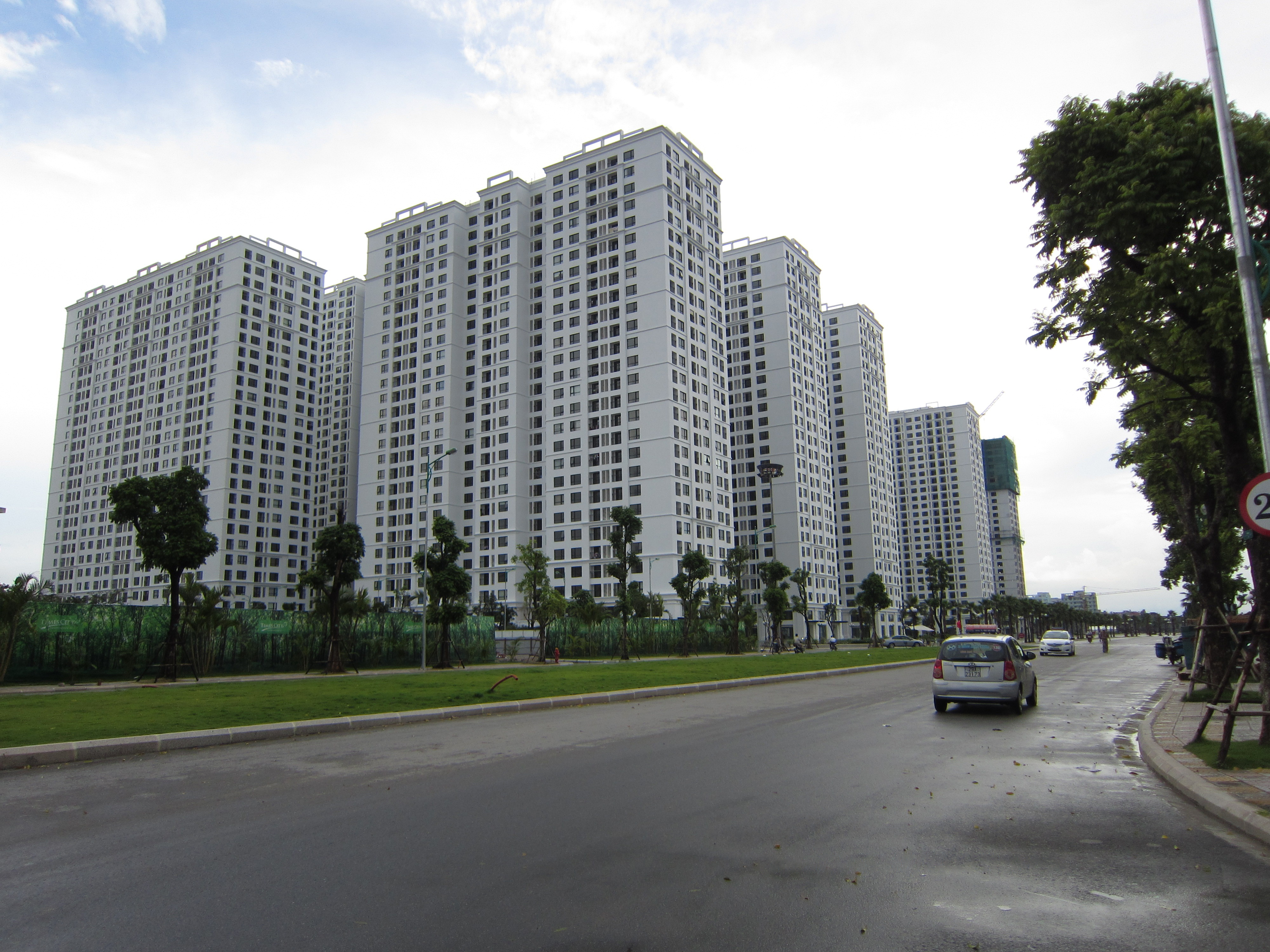
Khu đô thị Times City thuộc địa bàn phường Vĩnh Tuy

Cuối thập niên 1990 và thập niên 2000, nhiều con đường giao thông chính của Hà Nội, như Giải Phóng, Nguyễn Văn Cừ, Láng Hạ, Ngọc Khánh, Thái Hà... được mở rộng. Các khách sạn, cao ốc văn phòng mọc lên, những khu đô thị mới như Khu đô thị mới Nam Thăng Long, Bắc Thăng Long, Du lịch Hồ Tây, Định Công, Bắc Linh Đàm... Cũng dần xuất hiện. Khoảng thời gian gần đây, khu vực Mỹ Đình được đô thị hóa nhanh chóng với hàng loạt những ngôi nhà cao tầng mọc lên. Tuy vậy, các khu đô thị mới này cũng gặp nhiều vấn đề, như công năng không hợp lý, thiếu quy hoạch đồng bộ, không đủ không gian công cộng. Trong trận mưa kỷ lục cuối năm 2008, Mỹ Đình là một trong những khu vực chịu thiệt hại nặng nề vì nước ngập.
Cùng với dự phát triển, đô thị hóa các khu vực Hà Nội mở rộng, nhiều đường phố mới đã được đặt tên: Năm 2010 là 43 và năm 2012 là 34 đường, phố mới. Khoảng thời gian 2010–2012 chứng kiến sự bùng nổ các dự án đầu tư xây dựng các khu đô thị, tòa cao ốc, chung cư bình dân và cao cấp, trung tâm thương mại với giá bán cao hơn giá thành tương đối nhiều. Tính đến giữa năm 2017, cảnh sát phòng cháy và chữa cháy thành phố Hà Nội thống kê được 994 tòa nhà cao tầng.

### Các công trình nổi bật

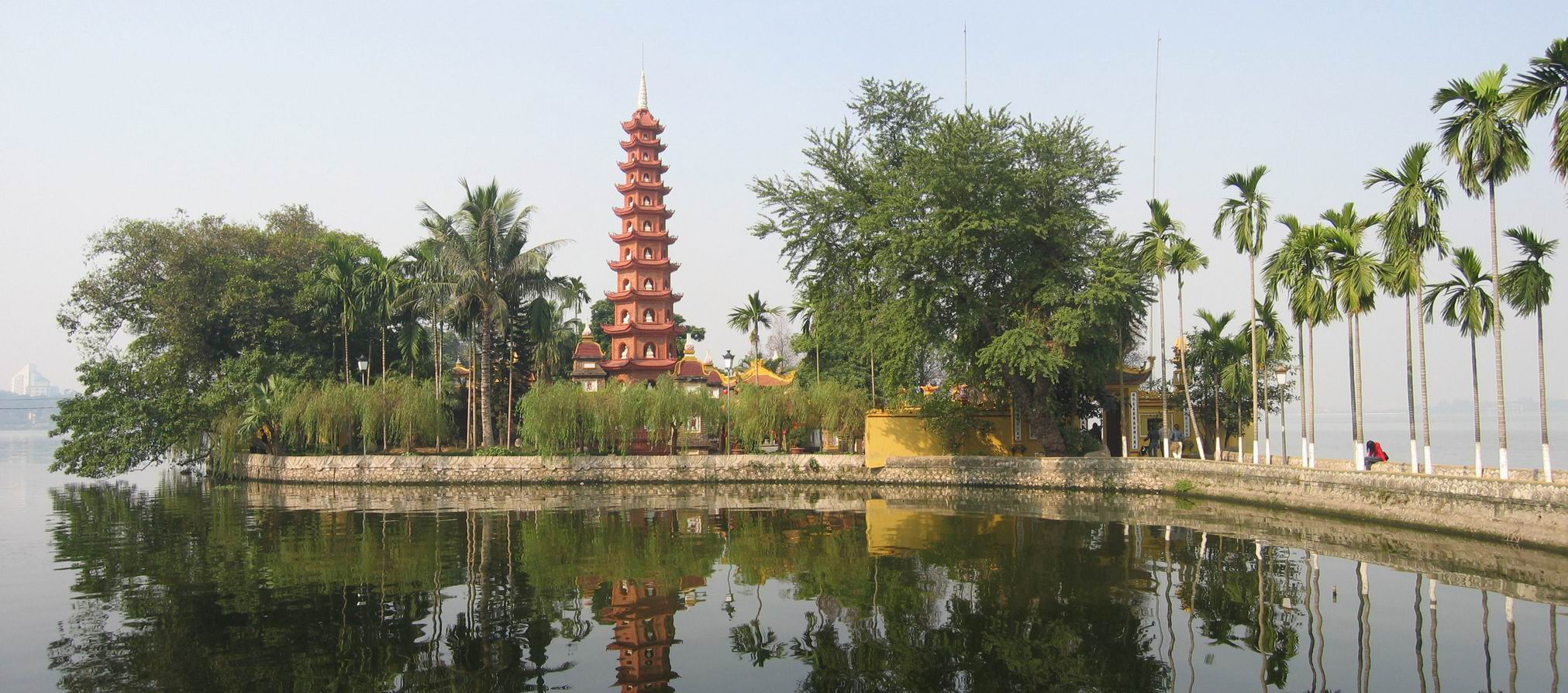
Chùa Trấn Quốc

Trước khi trở thành một trung tâm chính trị – vào thế kỷ V với triều đại nhà Tiền Lý – Hà Nội đã là một trung tâm của Phật giáo với các thiền phái danh tiếng. Theo văn bia, từ giữa thế kỷ VI, chùa Trấn Quốc được xây dựng trên bãi Yên Hoa ngoài sông Hồng, tới 1615 do bãi sông bị lở, chùa mới dời về địa điểm hiện nay. Đến thế kỷ XI, với sự xuất hiện của kinh đô Thăng Long, khi Phật giáo trở thành quốc giáo, các chùa chiền, thiền viện, sư tăng mới phát triển thực sự mạnh mẽ. Trong nhiều thế kỷ, Hà Nội tiếp tục xây dựng các ngôi chùa, trong đó một số vẫn tồn tại tới ngày nay. Có thể kể tới các ngôi chùa như chùa Một Cột xây lần đầu năm 1049, chùa Láng từ thế kỷ XII, chùa Quán Sứ, chùa Kim Liên xuất hiện vào thế kỷ XVII. Tuy vậy, hầu hết các ngôi chùa trong nội ô ngày nay đều được xây dựng lại vào thế kỷ XIX. Những triều đại Lý, Trần, Lê để lại rất ít dấu tích.

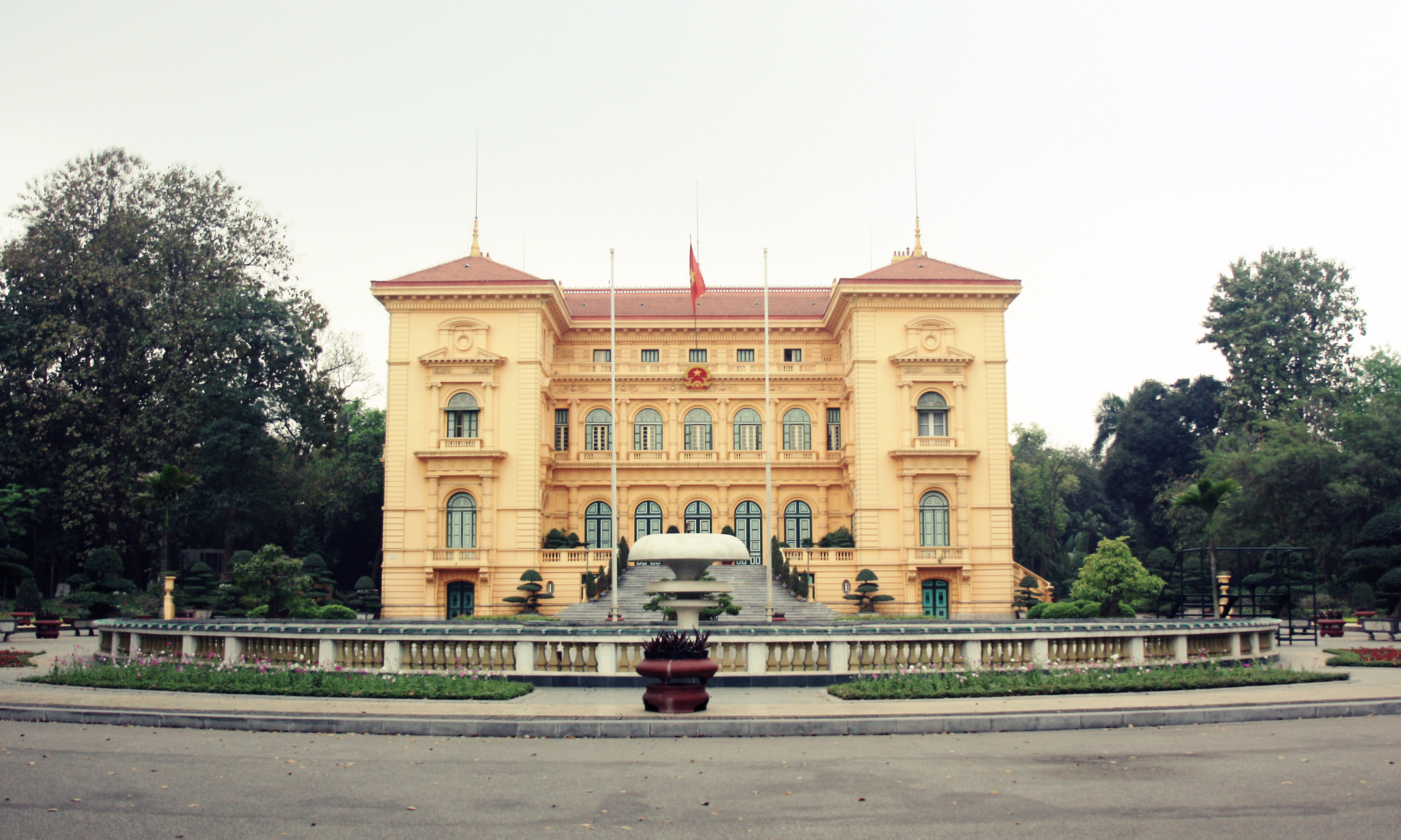
Phủ Chủ tịch

Vùng ngoại thành Hà Nội cũng có nhiều ngôi chùa nổi tiếng. Ở xã Hương Sơn, Mỹ Đức, huyện Mỹ Đức, một quần thể văn hóa–tôn giáo gồm hàng chục ngôi chùa thờ Phật, các ngôi đền thờ thần, các ngôi đình thờ tín ngưỡng nông nghiệp... thường được gọi chung là Chùa Hương. Từ lâu, di tích này đã trở thành một địa điểm du lịch quan trọng, đặc biệt với lễ hội Chùa Hương được tổ chức vào mỗi mùa xuân. Cách trung tâm Hà Nội khoảng 20 km về phía Tây, Chùa Thầy nằm trên địa phận của xã Sài Sơn, huyện Quốc Oai. Ngôi chùa, thường gắn liền với tên tuổi vị thiền sư Từ Đạo Hạnh, là một di sản kiến trúc, văn hóa, lịch sử giá trị. Giống như Chùa Hương, lễ hội Chùa Thầy cũng được tổ chức vào mùa xuân, đầu tháng 3 hàng năm.
Cùng với các ngôi chùa, Hà Nội còn có không ít đền thờ Đạo Lão, Đạo Khổng hay các thần bảo hộ như Thăng Long tứ trấn, Văn Miếu-Quốc Tử Giám, Đền Ngọc Sơn... Trong khu phố cổ còn nhiều ngôi đình vẫn được những người dân thường xuyên tới lui tới bày tỏ lòng thành kính. Kitô giáo theo chân những người châu Âu vào Việt Nam, giúp Hà Nội có được Nhà thờ Lớn, Nhà thờ Cửa Bắc, Nhà thờ Hàm Long... Ngoài ra có thánh đường Hồi Giáo Jamia Al Noor tại Hàng Lược, Thánh thất Cao Đài thủ đô. Các công trình tôn giáo ngày nay là một phần quan trọng của kiến trúc thành phố, nhưng không ít hiện phải nằm trong những khu dân cư đông đúc, thiếu không gian.

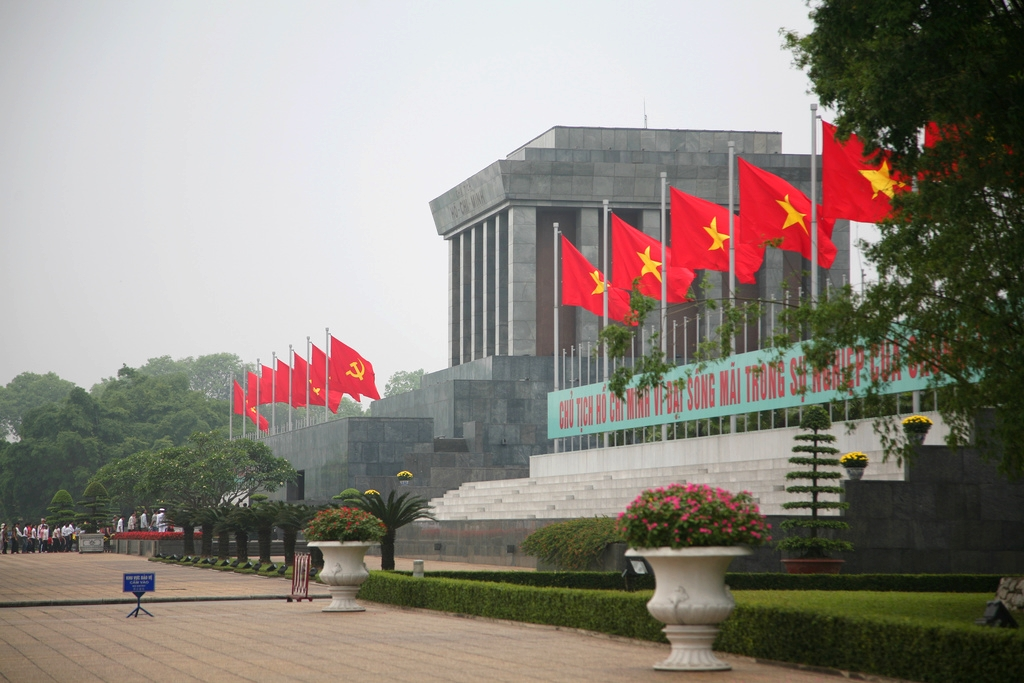
Lăng chủ tịch Hồ Chí Minh

Thời kỳ thuộc địa đã để lại Hà Nội rất nhiều các công trình kiến trúc lớn, hiện vẫn đóng vai trò quan trọng về công năng, như Nhà hát Lớn, Phủ Chủ tịch, Bắc Bộ phủ, trụ sở Bộ Ngoại giao, Bảo tàng Lịch sử, Khách sạn Sofitel Metropole... Một số công trình bị phá bỏ để xây mới – như Tòa thị chính được thay thế bằng trụ sở Ủy ban nhân dân thành phố – hoặc tu sửa nhưng không giữ được kiến trúc cũ – như ga Hàng Cỏ. Thời kỳ tiếp theo, Hà Nội cũng có thêm các công trình mới. Lăng Hồ Chí Minh, Bảo tàng Hồ Chí Minh, Hội trường Ba Đình, ghi đậm dấu ấn của giai đoạn này.
Từ những năm 2000, cùng với sự phát triển về kinh tế, rất nhiều cao ốc và khách sạn như Daewoo, Sofitel Plaza, Melia, tòa nhà Tháp Hà Nội... Mọc lên mang lại cho thành phố dáng vẻ hiện đại. Hà Nội cũng chứng kiến sự ra đời của những công trình quan trọng như Trung tâm Hội nghị Quốc gia, Sân vận động Quốc gia Mỹ Đình... Để kỷ niệm lễ 1.000 năm Thăng Long – Hà Nội, hiện nay rất nhiều công trình được xây dựng, có thể kể đến Keangnam Hanoi Landmark Tower, Lotte Center Hà Nội, Bảo tàng Hà Nội và Tòa nhà Quốc hội.

## Kinh tế

### Tổng quan

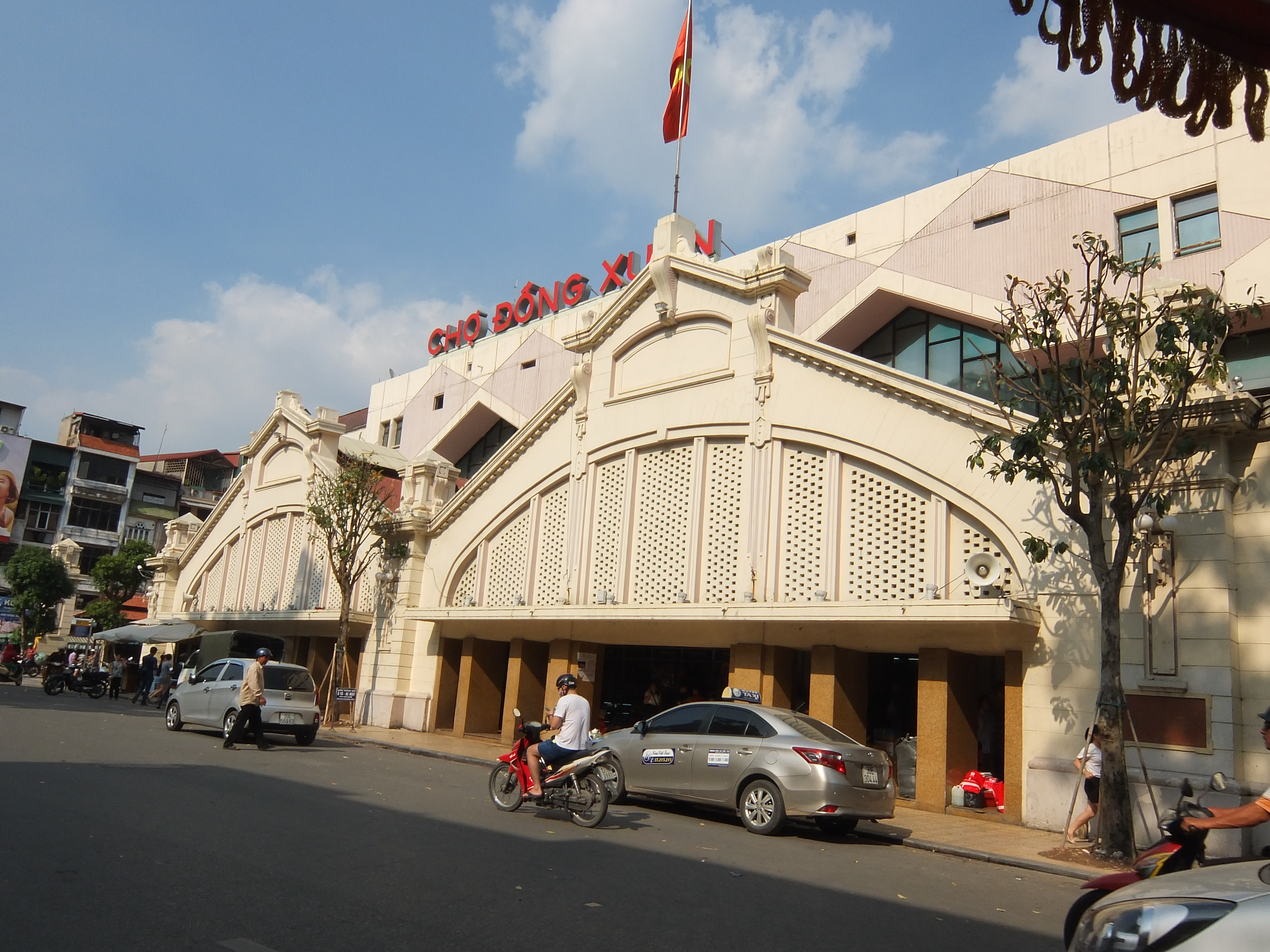
Chợ Đồng Xuân, một trung tâm buôn bán truyền thống của thành phố

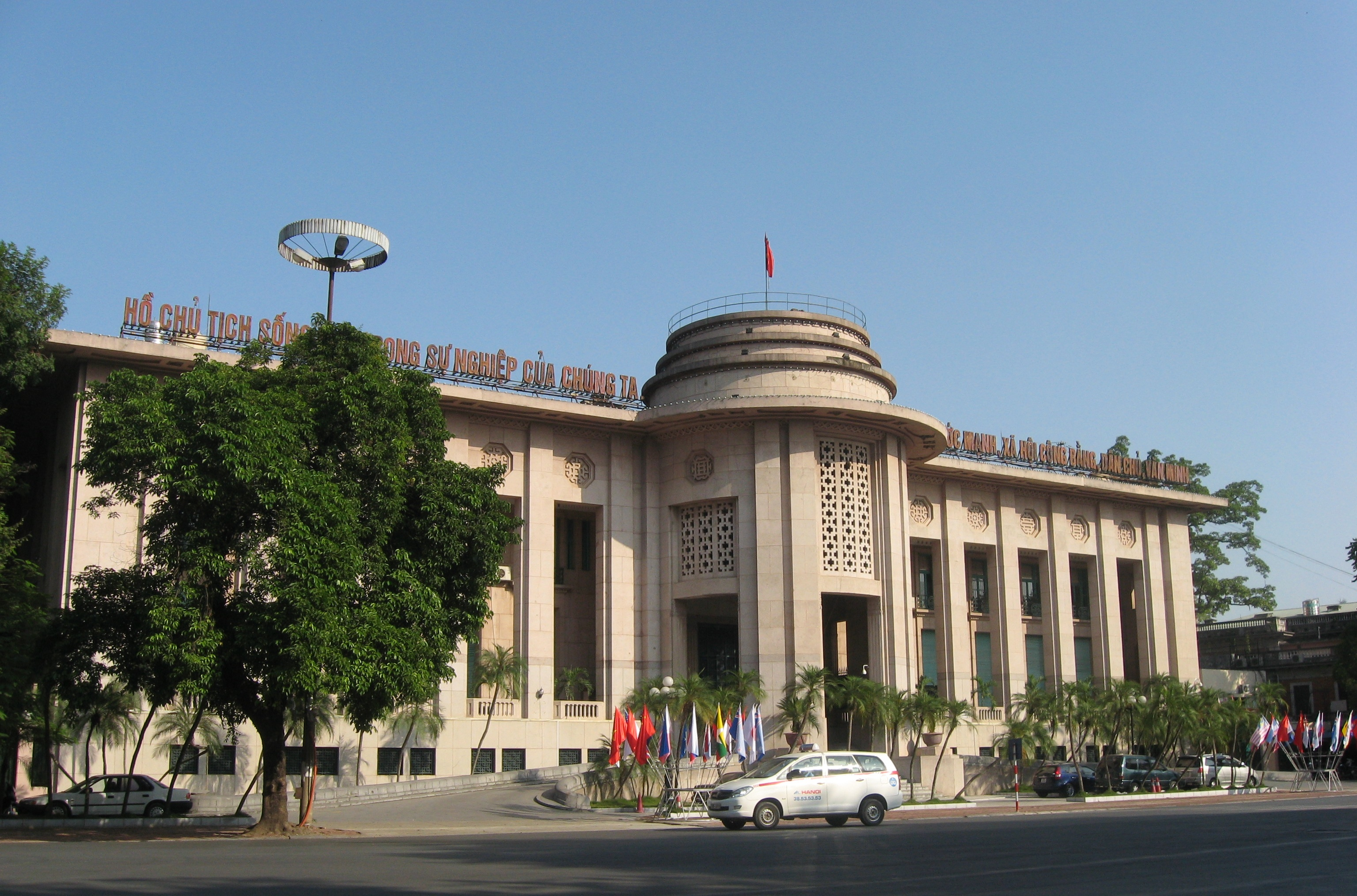
Trụ sở ngân hàng Nhà nước Việt Nam, quận Hoàn Kiếm

Năm 2010, Hà Nội đạt được những kết quả khả quan trọng trong phát triển kinh tế. GDP tăng 11%, thu nhập bình quân đầu người xấp xỉ đạt 2.000 Đô la Mỹ. Tổng thu ngân sách trên địa bàn vượt 100.000 tỷ đồng. Năm 2019, Hà Nội là đơn vị hành chính Việt Nam xếp thứ 2 về tổng sản phẩm trên địa bàn (GRDP), xếp thứ 8 về GRDP bình quân đầu người, đứng thứ 41 về tốc độ tăng trưởng GRDP. GRDP của thành phố đạt 971.700 tỷ đồng (41,85 tỷ USD), GRDP bình quân đầu người đạt 120,6 triệu đồng (5.200 USD), tốc độ tăng trưởng GRDP đạt 7,62%. Quy mô GRDP năm 2020 theo giá hiện hành ước đạt 1.016 nghìn tỷ đồng, xếp thứ hai các tỉnh thành cả nước; GRDP bình quân đầu người đạt 122,7 triệu đồng (5.285 USD, xếp hạng 7), GRDP theo giá so sánh năm 2010 ước tăng 3,94%, cao gấp khoảng 1,5 lần mức tăng của cả nước (xếp hạng 26) (báo cáo của địa phương, Tổng cục Thống kê sẽ công bố số liệu đánh giá lại). Thu nhập bình quân đầu người sơ bộ năm 2019 là 6,403 triệu đồng/tháng (xếp hạng 3). 
Năm 2020, GRDP của Thành phố tăng 3,98% so với năm 2019 (quý 1 tăng 4,13%; quý II tăng 1,76%; quý III tăng 3,95%; quỷ IV tăng 3,77%), đạt mức thấp so với kế hoạch và mức tăng trưởng của năm 2019, chủ yếu do ảnh hưởng nặng nề từ đại dịch Covid-19. 
Khu vực nông, lâm nghiệp và thủy sản năm 2020 ước tính tăng 4.2% so với năm 2019, đóng góp 0,09% vào mức tăng GRDP. Đây là khu vực ghi nhận tốc độ tăng cao hơn mức tăng chung và cao hơn mức tăng của nhiều năm qua. Nguyên nhân chủ yếu do dịch tả lợn châu Phi cơ bản được kiểm soát, công tác tái đàn được quan tâm, quy mô đàn lợn hiện có 1,36 triệu con, tăng 26,2% so với cùng kỳ; chăn nuôi gia cầm và hoạt động thủy sản phát triển tốt (quy mô đàn gia cầm hiện có 39,9 triệu con, tăng 9,3%; sản lượng thịt gia cầm xuất chuồng năm 2020 tăng 25,3%; sản lượng thủy sản tăng 3,5%). Bên cạnh đó, thời tiết giai đoạn lúa trỗ bông khá thuận lợi, cùng với công tác bảo vệ thực vật được chú trọng đã góp phần tăng năng suất lúa; sản lượng lúa vụ mùa 2020 toàn Thành phố ước đạt 447,2 nghìn tắn, tăng 2,4% so với vụ mùa 2019. 
Khu vực công nghiệp và xây dựng ước tính năm 2020 tăng 6,39% so với năm 2019, đóng góp 1,43% vào mức tăng GRDP. Trong đó: Ngành công nghiệp cả năm tăng 4,91%, đóng góp 0,69% vào mức tăng chung. Năm 2020, ngành công nghiệp Hà Nội đang dần chuyển dịch theo hướng phát triển các khu vực công nghiệp hiện đại có giá trị xuất khẩu lớn như: Điều khiển kỹ thuật số, tự động hóa, rô-bốt, nano, plasma, laser, công nghệ sinh học. Tuy nhiên, ngành này cũng chịu ảnh hưởng nặng nề từ đại dịch Covid-19, nhất là các ngành sản xuất, xuất khẩu sản phẩm và sử dụng nhiều nguyên, vật liệu, phụ kiện nhập khẩu; Nghị định 100/2019/NĐ-CP của Chính phủ cũng ảnh hưởng đến ngành sản xuất đồ uống của Thành phố. Ngành xây dựng tiếp tục tăng cao 8,9% so với năm 2019, đóng góp 0,74% vào mức tăng chung, trong đó công tác giải ngân vốn đầu tư công có chuyền biến tích cực; đã khởi công một số công trình lớn và hoàn thành đưa vào sử dụng một số công trình trọng điểm, góp phần phát triển kinh tế – xã hội Thủ đô. 

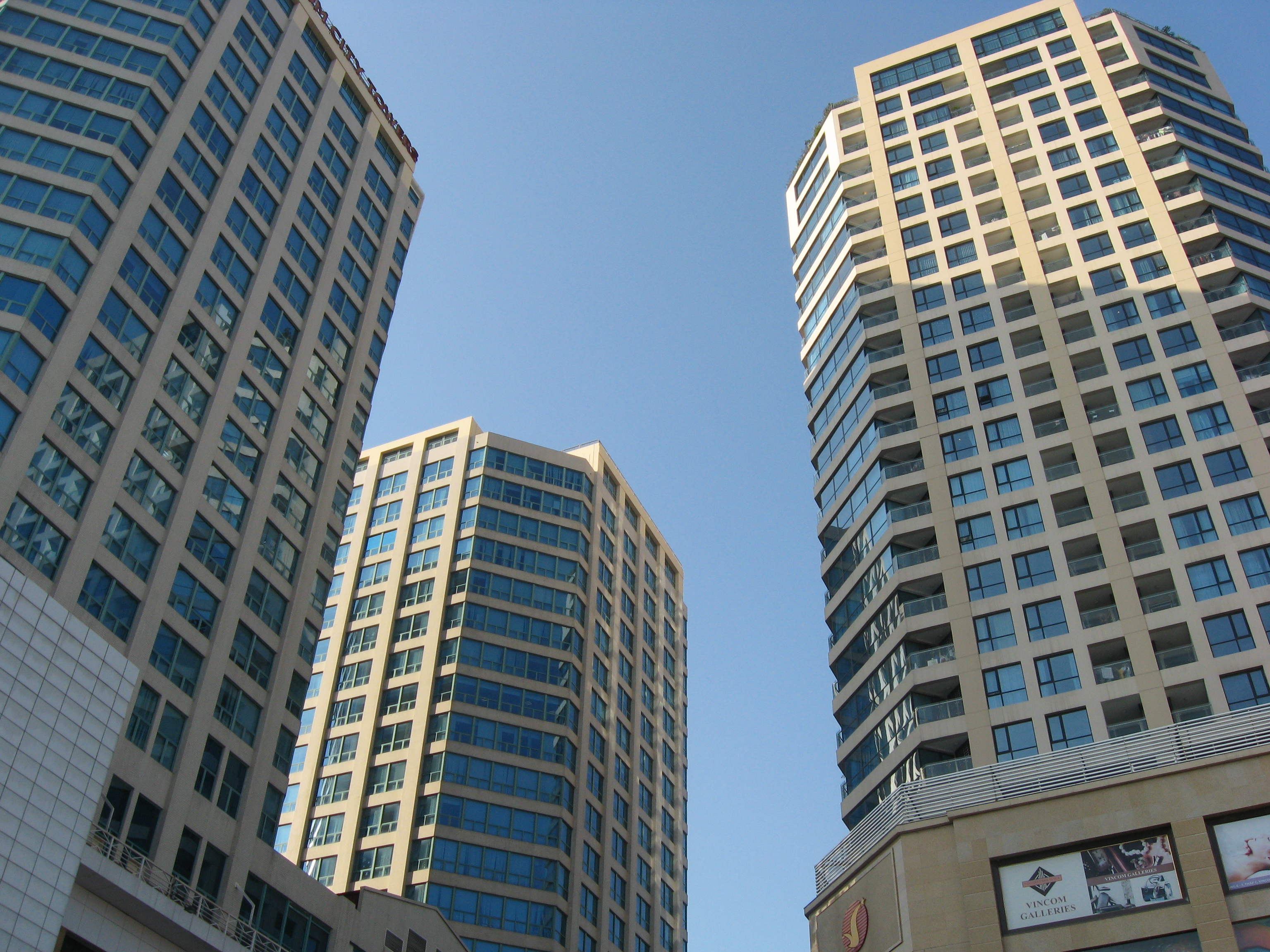
Khu trung tâm thương mại Vincom Center Bà Triệu, quận Hai Bà Trưng

Khu vực dịch vụ năm 2020 tăng 3,29% so với năm trước (đóng góp 2,1% vào mức tăng GRDP), thấp hơn nhiều so với mức tăng 7,27% năm 2018 và 7,59% năm 2019 do chịu ảnh hưởng nặng nề từ đại địch Covid-19, nhất là các ngành, lĩnh vực: Du lịch, khách sạn, nhà hàng, vận tải, xuất nhập khẩu, vui chơi, giải trí... Ngành bán buôn, bán lẻ là điểm sáng trong khu vực dịch vụ năm 2020 với mức tăng 8,84%, là một trong những ngành đóng góp tích cực vào tăng trưởng chung của Thành phố (đóng góp 0,81% vào mức tăng GRDP). Một số ngành duy trì tăng trưởng khá: Tài chính, ngân hàng, bảo hiểm tăng 7,21%; thông tin và truyền thông tăng 6,89%. 
Năm 2020, hoạt động y tế, giáo dục được quan tâm, chú trọng; giá trị tăng thêm ngành y tế và trợ giúp xã hội ước tăng 14,23% so với năm 2019; ngành giáo dục và đào tạo tăng 7,01%. Một số ngành dịch vụ bị ảnh hưởng trực tiếp bởi dịch Covid-19 có mức tăng trưởng âm trong năm nay, trong đó: Dịch vụ lưu trú và ăn uống giảm 18,93% so với 2019; hoạt động hành chính và dịch vụ hỗ trợ (trong đó du lịch, lữ hành chiếm 30%) giảm 16,88%; hoạt động nghệ thuật, vui chơi và giải trí giảm 6,15%; ngành vận tải, kho bãi giảm 1,25%; kinh doanh bất động sản giảm 0,16%. 
Quy mô GRDP năm 2020 theo giá hiện hành ước đạt 1.016 nghìn tỷ đồng; GRDP bình quân đầu người đạt 122,7 triệu đồng (tương đương 5.285 USD), tăng 2,34% so với năm 2019. Cơ cấu khu vực nông, lâm nghiệp và thủy sản chiếm 2,24% GRDP; khu vực công nghiệp và xây dựng chiếm 23,67%; khu vực dịch vụ chiếm 62,79%; thuế sản phẩm trừ trợ cấp sản phẩm chiếm 11,3% (Cơ cầu tương ứng năm 2019 là: 2,02%; 22,9%; 63,73% và 1 1,35%). Tổng thu ngân sách Nhà nước trên địa bàn năm 2020 ước thực hiện 280,5 nghìn tỷ đồng, đạt 100,6% dự toán HĐND Thành phố giao, tăng 3,9% so với thực hiện năm 2019, trong đó: Thu từ hoạt động xuất, nhập khẩu ước thực hiện 18,9 nghìn tỷ đồng, đạt 102,7% dự toán và bằng 99,8% so với thực hiện năm 2019; thu từ dầu thô 2,1 nghìn tỷ đồng, đạt 99,5% và bằng 63,2%; thu nội địa (không kể đầu thô) 259,5 nghìn tỷ, đạt 100,5% và tăng 4,7%.

### Du lịch

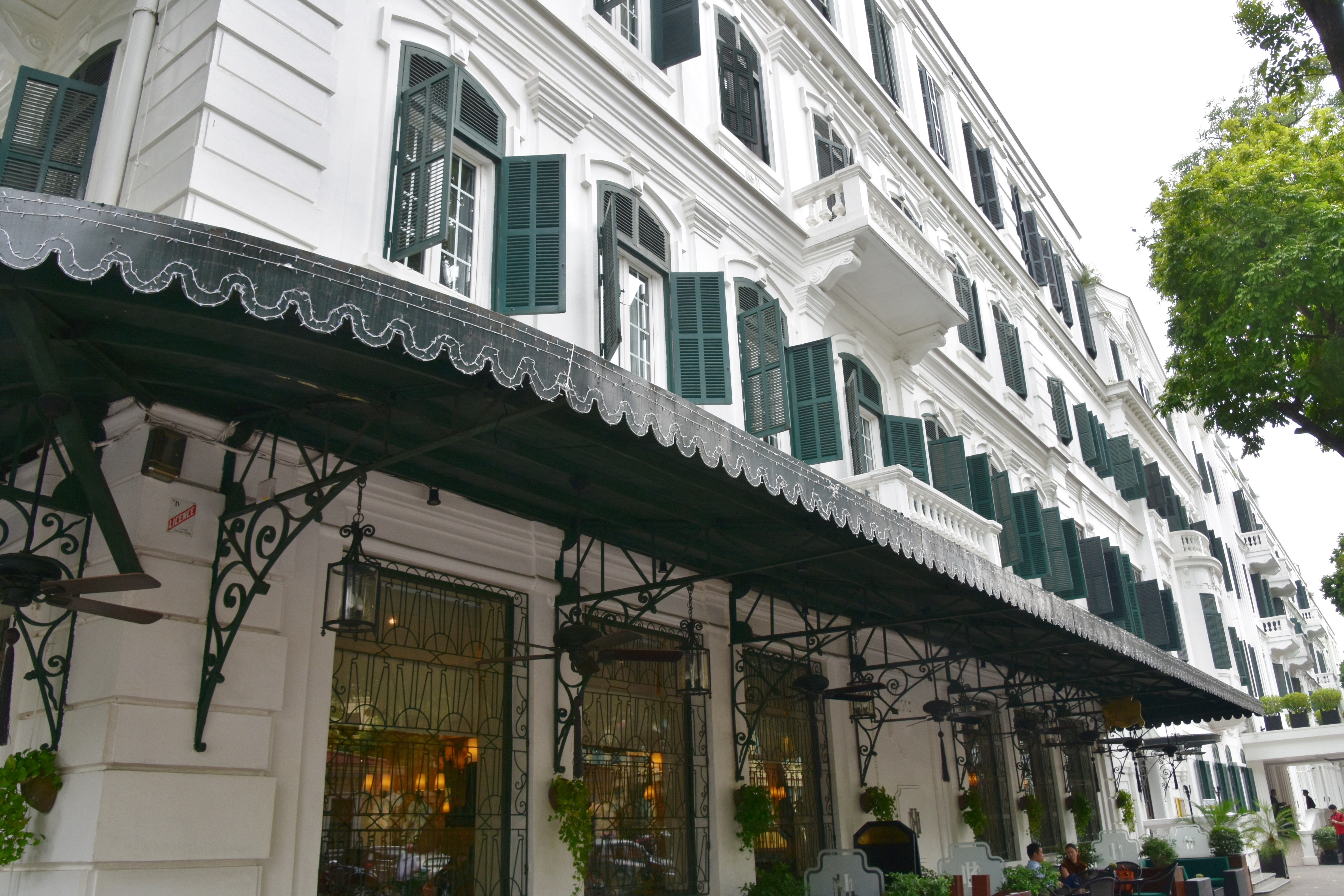
Khách sạn 5 sao Sofitel Metropole nằm trên phố Ngô Quyền, trung tâm thành phố

So với các tỉnh, thành phố khác của Việt Nam, Hà Nội là một thành phố có tiềm năng để phát triển du lịch. Trong nội ô, cùng với các công trình kiến trúc, Hà Nội còn sở hữu một hệ thống bảo tàng đa dạng bậc nhất Việt Nam. Thành phố cũng có nhiều lợi thế trong việc giới thiệu văn hóa Việt Nam với du khách nước ngoài thông qua các nhà hát sân khấu dân gian, các làng nghề truyền thống. Du lịch Hà Nội đang ngày càng trở nên hấp dẫn hơn với các du khách. Năm 2007, Hà Nội đón 1,1 triệu lượt khách du lịch ngoại quốc. Năm 2008, trong 9 triệu lượt khách của thành phố, có 1,3 triệu lượt khách nước ngoài.
Tỷ lệ du khách tới thăm các bảo tàng Hà Nội cũng không cao. Một trong các bảo tàng thu hút nhiều khách tham quan nhất là Bảo tàng dân tộc học. Hàng năm, Bảo tàng Dân tộc học, điểm đến được yêu thích trong các sách hướng dẫn du lịch, có 180.000 khách tới thăm, trong đó một nửa là người nước ngoài.

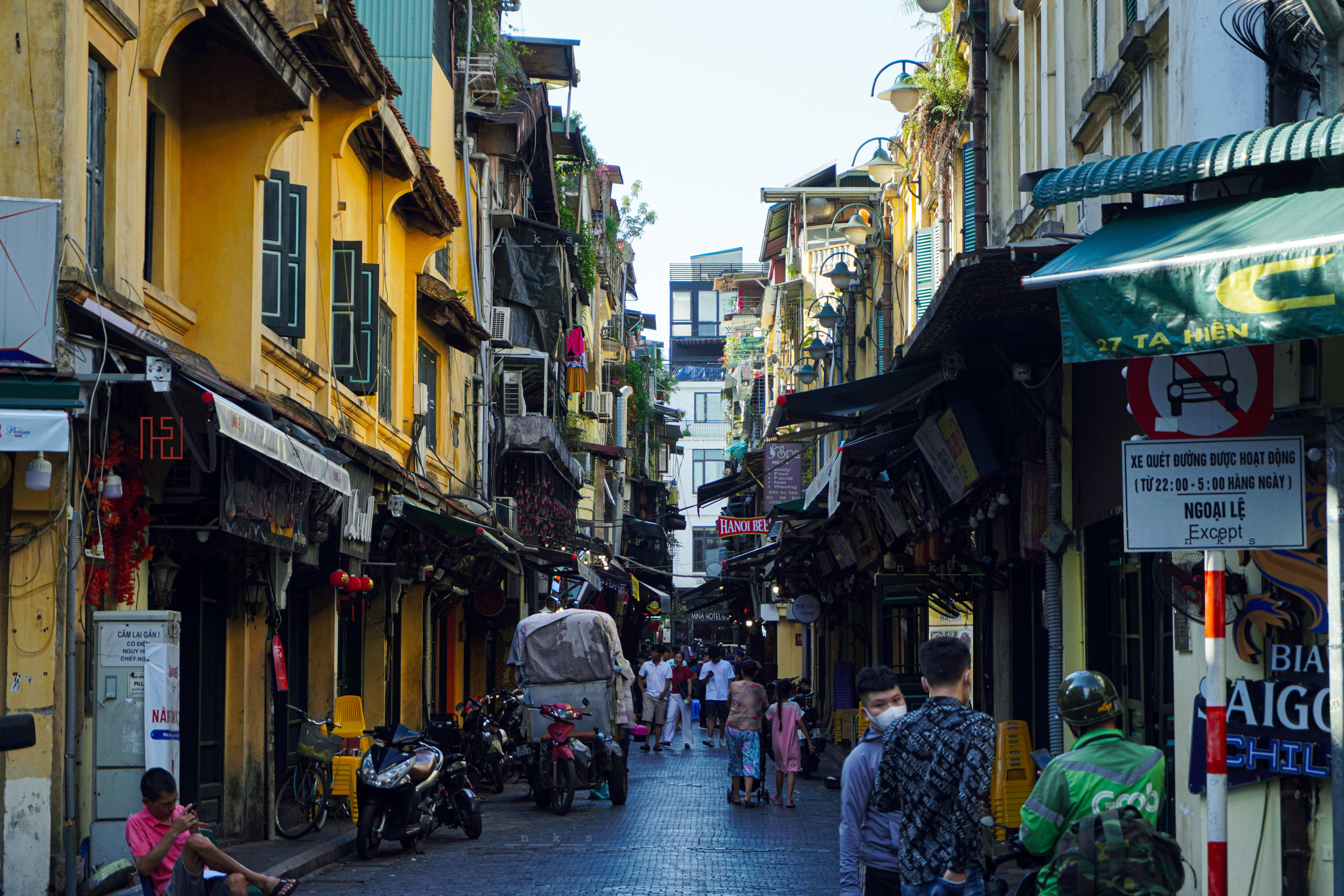
Phố Tạ Hiện - một địa điểm phổ biến đối với du khách nước ngoài

Theo thống kê năm 2019, Hà Nội có 3.499 cơ sở lưu trú với tổng số 60.812 buồng phòng. Trong số này 561 cơ sở lưu trú du lịch đã xếp hạng với 22.749 buồng phòng bao gồm 67 khách sạn được xếp hạng từ 3–5 sao và 7 khu căn hộ du lịch cao cấp từ 4–5 sao. Với mức giá được coi là khá đắt ở Việt Nam, khoảng 126,26 USD một đêm cho phòng khách sạn 5 sao, hiệu suất thuê phòng các khách sạn 3–5 sao ở Hà Nội hiện dao động từ 80% đến 90%. Ngoài 11 khách sạn 5 sao là Daewoo, Horison, Hilton Hanoi Opera, Melia, Nikko, Sofitel Metropole, Sheraton, Sofitel Plaza, và InterContinental, Crown Plaza, Marriot, thành phố còn 6 khách sạn 4 sao và 19 khách sạn 3 sao.
Du lịch ở Hà Nội cũng còn không ít những tệ nạn, tiêu cực. Trang Lonely Planet cảnh báo tình trạng du khách nước ngoài bị taxi và xe buýt lừa đến một số khách sạn giả danh và bị đòi giá cao; ở quanh khu vực hồ Hoàn Kiếm du khách đồng tính nam có thể bị mời mọc vào những quán karaoke, nơi hóa đơn thanh toán cho một vài đồ uống có thể tới 100 USD hoặc hơn.

## Xã hội

### Dân cư
Từ rất lâu, Thăng Long đã trở thành điểm đến của những người dân tứ xứ. Vào thế kỷ XV, dân các trấn về Thăng Long quá đông khiến vua Lê Thánh Tông có ý định buộc tất cả phải về nguyên quán. Nhưng khi nhận thấy họ chính là lực lượng lao động và nguồn thuế quan trọng, triều đình đã cho phép họ ở lại. Tìm đến kinh đô Thăng Long còn có cả những cư dân ngoại quốc, phần lớn là người Hoa. Trong hơn một ngàn năm Bắc thuộc, rất nhiều những người Hoa đã ở lại sinh sống thành phố này. Trải qua các triều đại Lý, Trần, Lê, vẫn có những người Hoa tới xin phép cư ngụ lại Thăng Long. Theo Dư địa chí của Nguyễn Trãi, trong số 36 phường họp thành kinh đô Thăng Long có một phường người Hoa là phường Đường Nhân, nay có thể là khu vực phố Hàng Ngang. Những thay đổi về dân cư vẫn diễn ra liên tục và kéo dài cho tới ngày nay. Cùng với đó, quá trình đổi thay liên tục của địa giới hành chính (đặc biệt là sau khi sát nhập Gia Lâm trong thời gian 1954 – 1961, phần lớn tỉnh Phúc Yên khoảng năm 1980 và toàn bộ tỉnh Hà Tây năm 2008), đã phần nào thay đổi định nghĩa người Hà Nội trong từng thời kỳ lịch sử.

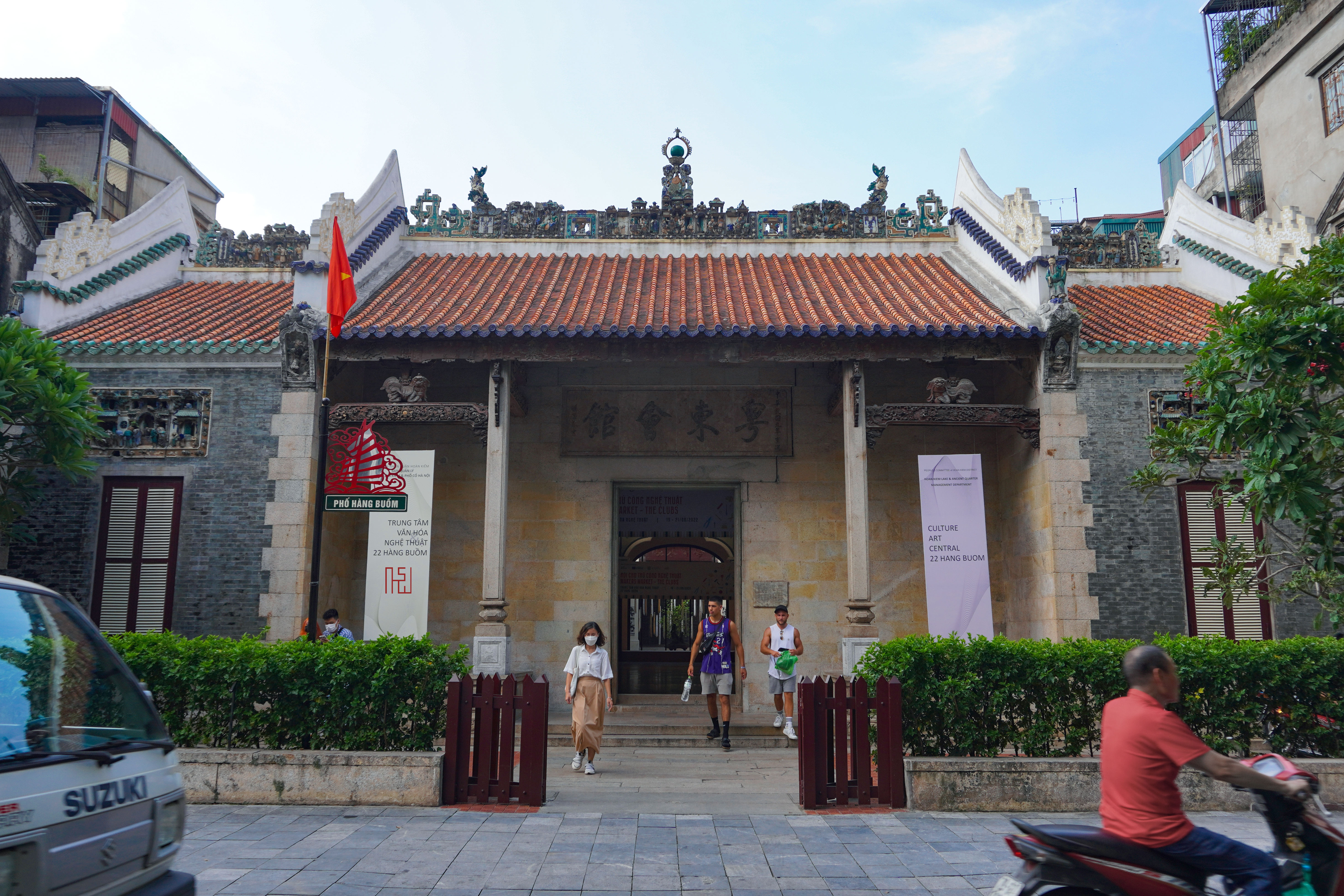
Hội quán Quảng Đông ở Hà Nội - hiện là trung tâm văn hóa nghệ thuật số 22 Hàng Buồm

Trong thời kỳ Pháp thuộc, với vai trò là thủ phủ của Liên bang Đông Dương, Hà Nội đã thu hút một lượng đáng kể người Pháp, người Hoa và người Việt từ những vùng lân cận. Vào thập niên 1940, dân số thành phố được thống kê là 132.145 người, nhưng đến năm 1954 thì giảm xuống chỉ còn 53.000 dân trên một diện tích 152 km², điều này là do phần lớn người dân đã di tản lên những vùng Việt Minh kiểm soát sau khi thực dân Pháp trở lại chiếm đóng Hà Nội năm 1946. Sau khi chính quyền Việt Minh tiếp quản Hà Nội, hầu hết người Pháp và người Hoa đã rời bỏ thành phố để vào miền Nam hoặc trở về quê hương. Ở những làng ngoại thành, ven đô cũ, nơi người dân sống chủ yếu nhờ nông nghiệp, thường không có sự thay đổi lớn. Nhiều gia đình nơi đây vẫn giữ được gia phả từ những thế kỷ XV, XVI. Trong nội thành, chỉ còn lại vài dòng họ đã định cư liên tục tại Thăng Long từ thế kỉ XV như dòng họ Nguyễn ở phường Đông Tác. Do tính chất của công việc, nhiều thương nhân và thợ thủ công ít khi trụ nhiều đời tại một điểm. Gặp khó khăn trong kinh doanh, những thời điểm sa sút, họ tìm tới vùng đất khác. Cũng có những trường hợp, một gia đình có người đỗ đạt được bổ nhiệm làm quan tỉnh khác và đem theo gia quyến, đôi khi cả họ hàng.
Các thống kê trong lịch sử cho thấy dân số Hà Nội tăng nhanh trong nửa cuối thế kỷ XX. Vào thời điểm năm 1954, thành phố có 53.000 dân, trên một diện tích 152 km². Đến năm 1961, thành phố mở rộng diện tích lên 584 km² với dân số 91.000 người. Năm 1978, Quốc hội quyết định mở rộng thủ đô lần thứ hai với diện tích đất tự nhiên 2.136 km², dân số 2,5 triệu người. Tới năm 1991, địa giới Hà Nội tiếp tục thay đổi, chỉ còn 924 km², nhưng dân số vẫn ở mức hơn 2 triệu người. Trong suốt thập niên 1990, với việc các khu vực ngoại ô dần được đô thị hóa, dân số Hà Nội tăng đều đặn, đạt con số 2.675.166 người vào năm 1999. Sau đợt mở rộng địa giới hành chính vào tháng 8 năm 2008, thành phố Hà Nội có hơn 6,23 triệu dân và nằm trong 17 thủ đô có diện tích lớn nhất thế giới. Theo kết quả cuộc điều tra dân số ngày 1 tháng 4 năm 2009, dân số toàn Hà Nội là 6.451.909 người. Dân số trung bình của thành phố năm 2010 là 6.561.900 người. Tính đến hết năm 2015, dân số Hà Nội là 7.558.956 người. Tính đến ngày 1 tháng 4 năm 2019, dân số Hà Nội là 8.053.663 người, trong đó 49,2% dân số (tức 3,96 triệu người) sống ở thành thị, và 50,8% dân số sống ở nông thôn (tức 4,09 triệu người).
Về cơ cấu dân số, cư dân Hà Nội chủ yếu là người Kinh, chiếm tỷ lệ khoảng 99%, theo sau là người Mường, người Tày và các dân tộc thiểu số khác. Đồng bào các dân tộc thiểu số sinh sống xen kẽ với người Kinh ở tất cả 30 đơn vị hành chính cấp huyện của thành phố, trong đó cư trú tập trung ở 14 xã của 5 huyện Ba Vì, Thạch Thất, Quốc Oai, Chương Mỹ và Mỹ Đức. Tính đến năm 2019, toàn thành phố có 278.450 người theo 9 tôn giáo khác nhau, nhiều nhất là Công giáo có 192.958 người, tiếp theo là Phật giáo đạt 80.679 người, đạo Tin lành có 4.226 người, còn lại các tôn giáo khác như đạo Cao Đài, Hồi giáo, Baha'i giáo, Phật giáo Hòa Hảo, Minh Lý đạo, Minh Sư đạo và Tịnh độ cư sĩ Phật hội Việt Nam.

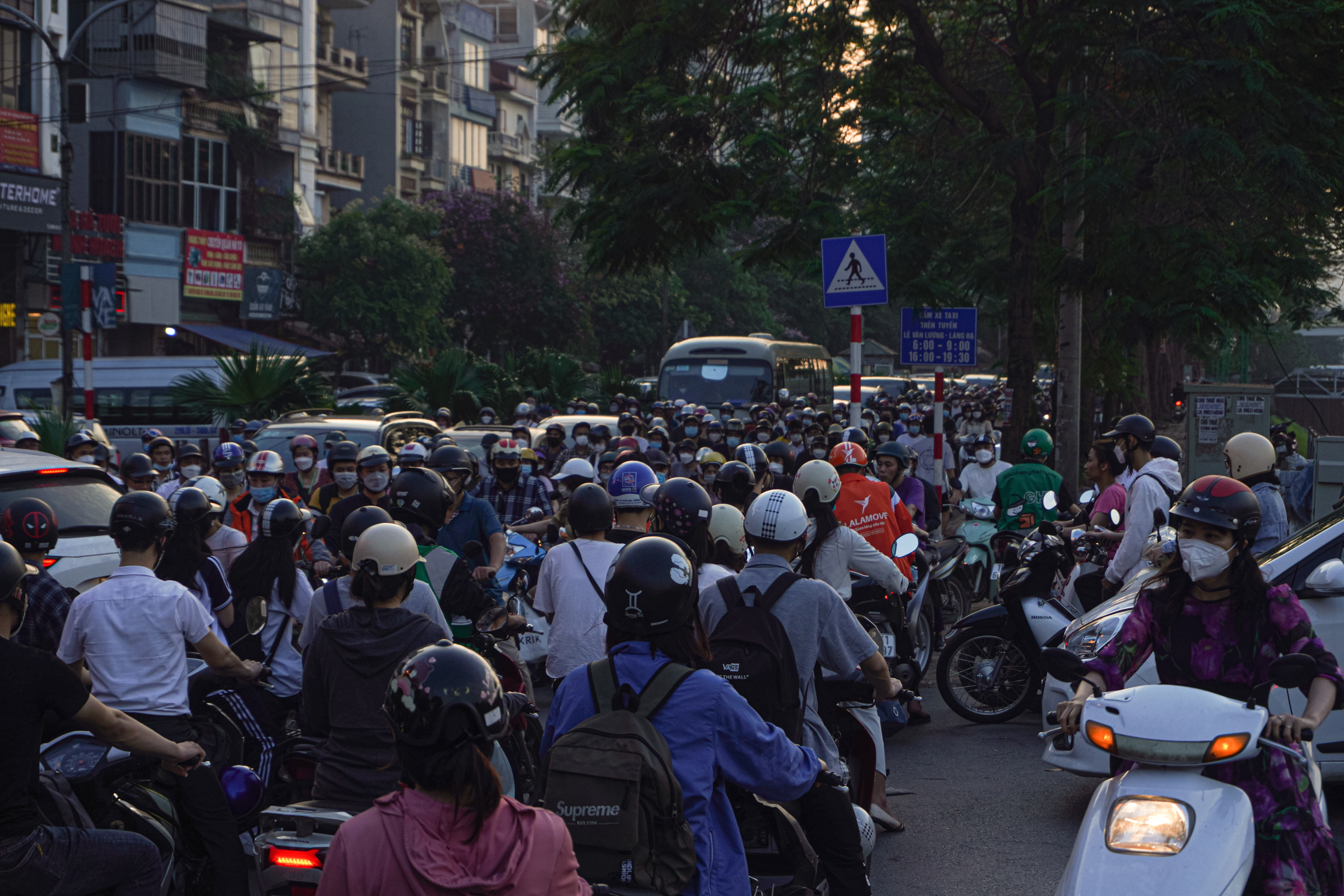
Đường phố Hà Nội giờ tan tầm

Hà Nội là đơn vị hành chính cấp tỉnh đông dân thứ hai Việt Nam với 8,05 triệu dân cư (2019), trong đó 49,2% dân cư là người thành thị. Cũng theo số liệu năm 2019, mật độ dân số của Hà Nội là 2.398 người/km², cao thứ hai trong tất cả các tỉnh, nhưng phân bố dân số không đồng đều; khoảng cách về dân số giữa quận và huyện, giữa thành thị và nông thôn còn lớn với xu hướng tiếp tục gia tăng. Mật độ dân số cao nhất là ở quận Đống Đa lên tới hơn 42.000 người/km² (2018), trong khi đó, ở những huyện ngoại thành như Ba Vì, Mỹ Đức mật độ dưới 1.000 người/km².

### Nhà ở

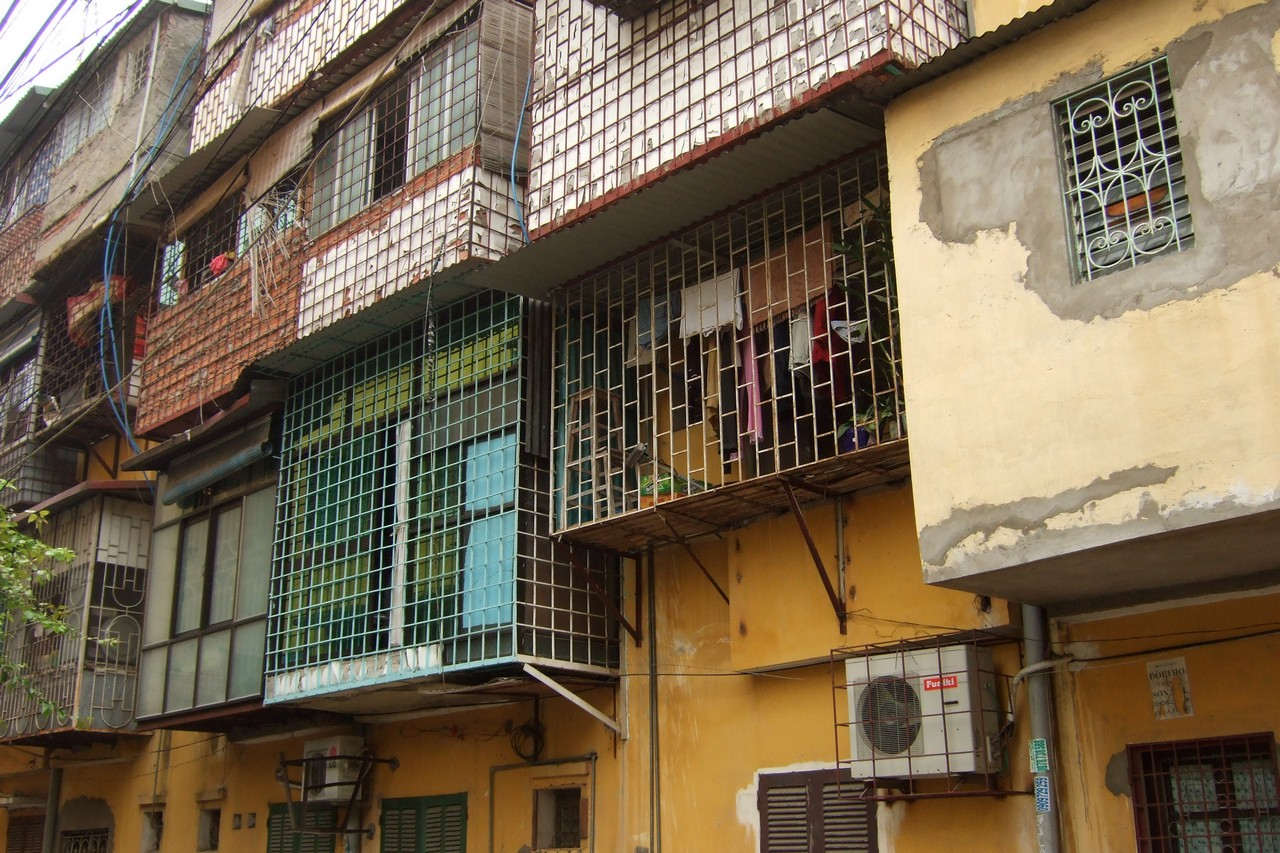
Nhà tập thể với chuồng cọp phổ biến ở Hà Nội

Mặc dù là thủ đô của một quốc gia thu nhập bình quân đầu người trung bình thấp, nhưng Hà Nội lại là một trong những thành phố đắt đỏ nhất thế giới và giá bất động sản không thua kém các quốc gia giàu có. Điều này đã khiến người dân Hà Nội, đặc biệt tầng lớp có thu nhập thấp, phải sống trong điều kiện chật chội, thiếu tiện nghi. Theo số liệu năm 2003, 30% dân số Hà Nội sống dưới mức 3 m² một người. Ở những khu phố trung tâm, tình trạng còn bi đát hơn rất nhiều. Nhà nước cũng không đủ khả năng để hỗ trợ cho người dân. Chỉ khoảng 30% cán bộ, công nhân, viên chức được phân phối nhà ở. Do truyền thống văn hóa và những khó khăn về chỗ ở, hiện tượng ba, bốn thế hệ cùng sống chung trong một ngôi nhà rất phổ biến ở Hà Nội.
Hầu hết các hộ dân cư của thành phố đều có nhà ở và chủ yếu sống trong các loại nhà kiên cố và bán kiên cố. Mỗi năm, thành phố xây dựng mới hàng triệu mét vuông nhà, nhưng giá vẫn ở mức quá cao so với phần lớn người dân. Gần như 100% các gia đình trẻ ở Hà Nội chưa có nhà ở, phải sống ghép chung hoặc thuê nhà ở tạm. Với giá từ 500 triệu tới 1,5 tỷ đồng một căn hộ chung cư, một người dân có thu nhập trung bình chỉ có thể mua được sau nhiều năm tích lũy tài chính. Bên cạnh những khu chung cư mới mọc thêm ngày càng nhiều, vẫn còn những bộ phận dân cư phải sống trong những điều kiện hết sức lạc hậu. Tại các khu vực ven sông Hồng và các bãi bồi thuộc trung tâm thành phố, hàng trăm gia đình sống trong những ngôi nhà lợp mái tre, không có điện, không có trường học và không được chăm sóc về y tế.

### Y tế

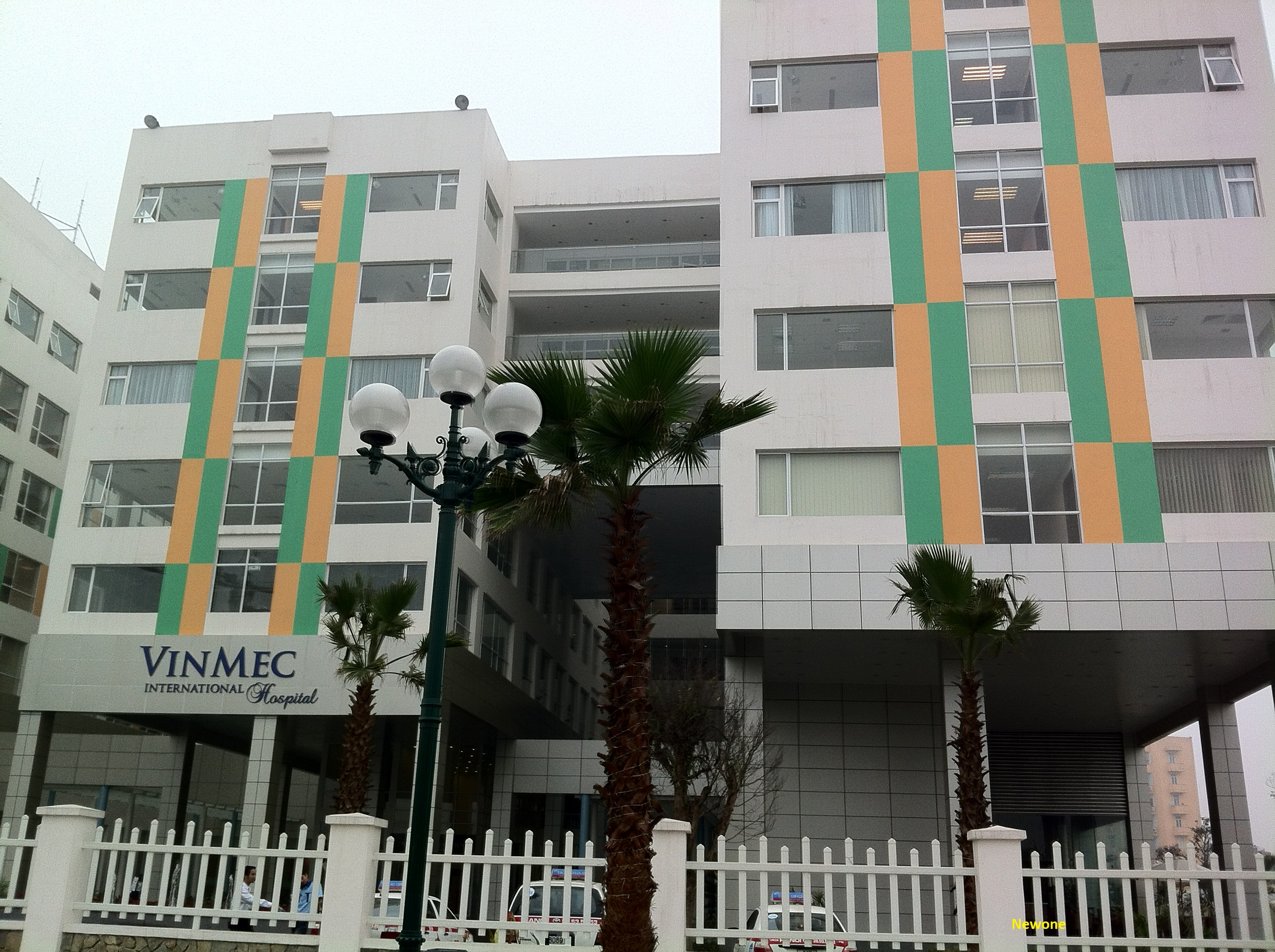
Bệnh viện Vinmec

Năm 2010, thành phố Hà Nội có 650 cơ sở khám chữa bệnh trực thuộc sở Y tế thành phố, trong đó có 40 bệnh viện, 29 phòng khám khu vực và 575 trạm y tế. Số giường bệnh trực thuộc sở Y tế Hà Nội là 11.536 giường, chiếm khoảng một phần hai mươi số giường bệnh toàn quốc; tính trung bình ở Hà Nội 569 người/giường bệnh so với 310 người/giường bệnh ở Thành phố Hồ Chí Minh. Điều này dẫn đến tình trạng nhiều bệnh viện 1 giường bệnh có đến 2-3 bệnh nhân nằm điều trị là thường xuyên gặp. Cũng theo thống kê năm 2010, thành phố Hà Nội có 2.974 bác sĩ, 2.584 y sĩ và 3.970 y tá.
Do sự phát triển không đồng đều, những bệnh viện lớn của Hà Nội, cũng là của cả miền Bắc, chỉ tập trung trong khu vực nội ô thành phố. Các bệnh viện Việt Đức, Bạch Mai, Bệnh viện Nhi Trung ương và Bệnh viện Phụ sản Hà Nội đều trong tình trạng quá tải. Cùng với hệ thống y tế của nhà nước, Hà Nội cũng có một hệ thống bệnh viện, phòng khám tư nhân đang dần phát triển. Năm 2007, toàn thành phố có 8 bệnh viện tư nhân với khoảng 300 giường bệnh. Theo đề án đang được triển khai, đến năm 2010, Hà Nội sẽ có thêm 8 đến 10 bệnh viện tư nhân. Khi đó, tổng số giường bệnh tư nhân sẽ lên tới khoảng 2.500 giường.
Điều kiện chăm sóc y tế giữa nội ô và các huyện ngoại thành Hà Nội có sự chênh lệch lớn. Sau đợt mở rộng địa giới hành chính năm 2008, mức chênh lệch này càng tăng, thể hiện qua các chỉ số y tế cơ bản. Nếu như tại địa phận Hà Nội cũ, tỷ lệ trẻ em suy dinh dưỡng là 9,7%, thì ở Hà Tây, con số lên tới 17%. Tương tự, tuổi thọ trung bình tại khu vực Hà Nội cũ khá cao, 79 tuổi, nhưng sau khi mở rộng, con số này bị giảm xuống còn 75,6 tuổi. Tại không ít khu vực thuộc các huyện ngoại thành, cư dân vẫn phải sống trong điều kiện vệ sinh yếu kém, thiếu nước sạch để sinh hoạt, phải sử dụng nước ao, nước giếng.

### Giáo dục

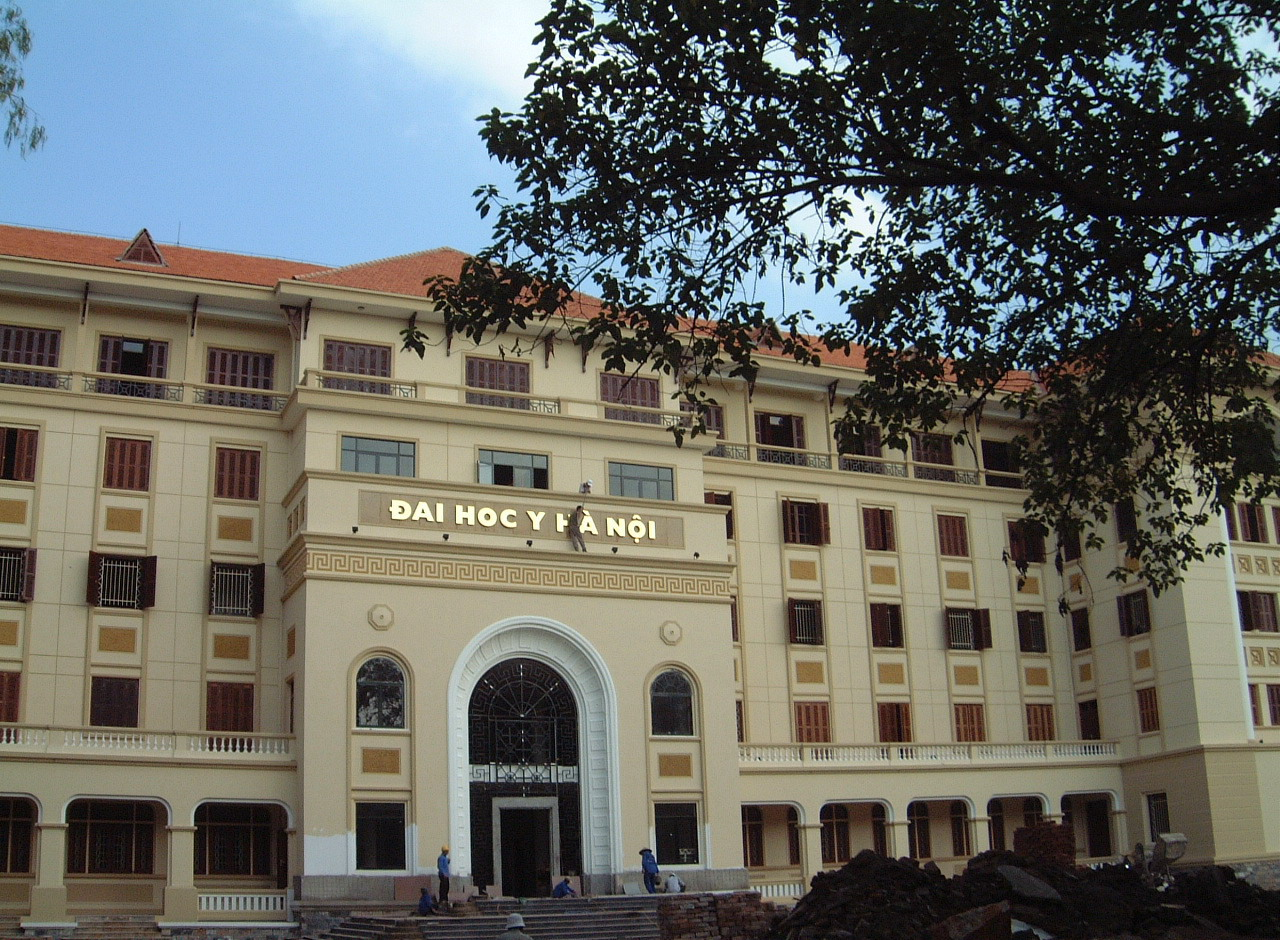
Trường Đại học Y Hà Nội, một trong những đại học đầu tiên của Việt Nam

Từ nhiều thế kỷ, vị thế kinh đô đã giúp Thăng Long – Hà Nội trở thành trung tâm giáo dục của Việt Nam. Từ giữa thế kỷ XV cho tới cuối thế kỷ XIX, Hà Nội luôn là một trong những địa điểm chính để tổ chức các cuộc thi thuộc hệ thống khoa bảng, nhằm chọn những nhân vật tài năng bổ sung vào bộ máy quan lại. Tuy vậy, về số lượng trạng nguyên, Hà Nội lại thấp hơn những vùng đất truyền thống khác như Bắc Ninh, Hải Dương, Nam Định. Tới thời Pháp thuộc, với vị trí là thủ đô của Liên bang Đông Dương. Một thời kì trường thi Hà Nội bị nhập vào với trường Nam Định gọi là trường Hà Nam thi tại Nam Định (1884 đến 1915). Hà Nội là một trung tâm giáo dục của khu vực, nơi người Pháp đặt các trường dạy nghề và giáo dục bậc đại học, trong đó có Viện Đại học Đông Dương, Trường Y khoa Đông Dương, Trường Bách nghệ Hà Nội là các trường mà sau này trở thành nền móng của giáo dục đại học ở Việt Nam.

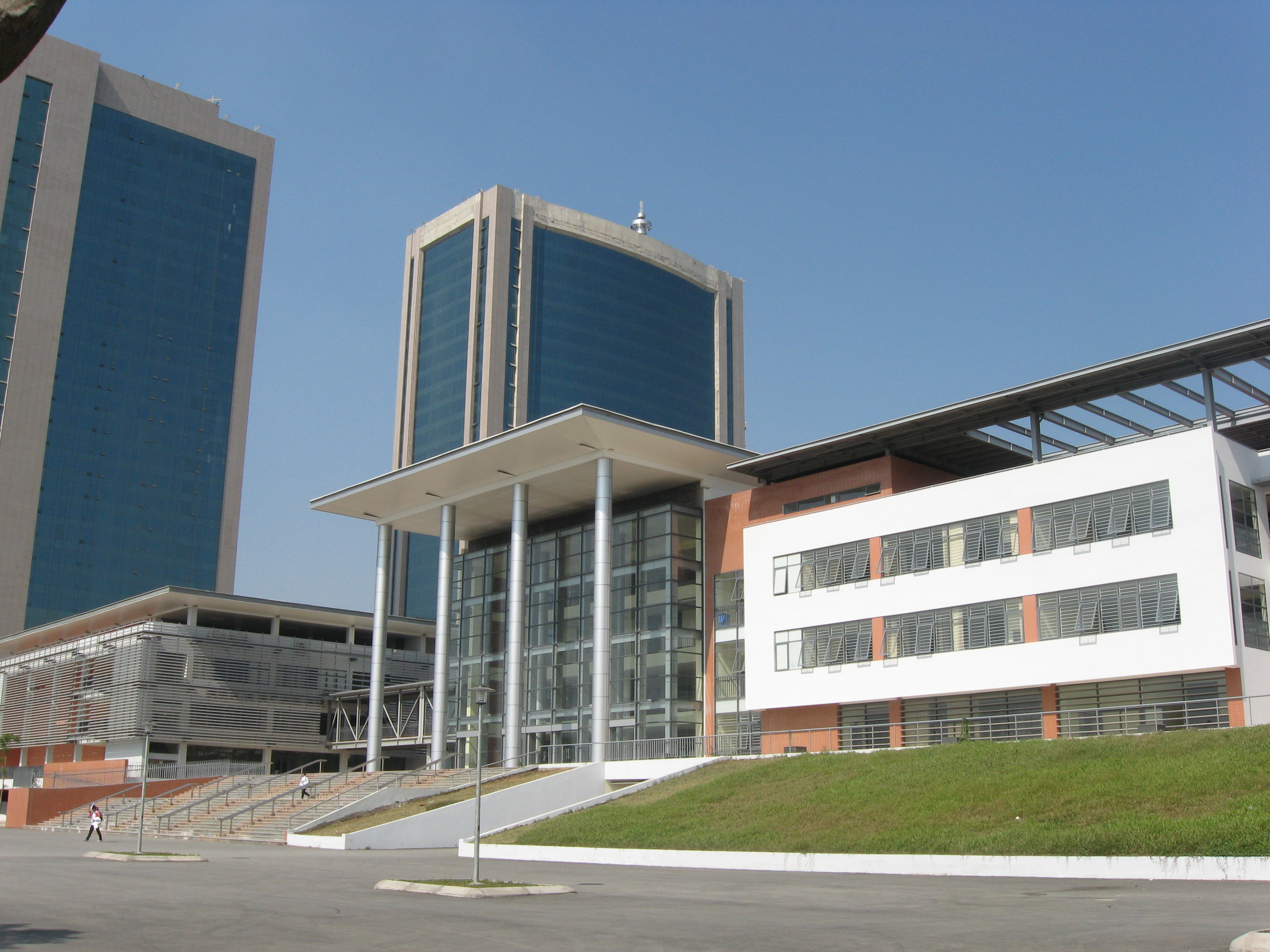
Trường THPT Hà Nội – Amsterdam

Năm 2009, Hà Nội có 677 trường tiểu học, 581 trường trung học cơ sở và 186 trường trung học phổ thông (THPT) với 27.552 lớp học, 982.579 học sinh. Hệ thống trường trung học phổ thông, Hà Nội có 40 trường công lập, một vài trong số đó có chất lượng giảng dạy và truyền thống lâu đời, như trường THPT chuyên Hà Nội – Amsterdam, trường THPT chuyên Nguyễn Huệ, trường THPT Chu Văn An, trường THPT Trần Phú. Bên cạnh các trường công lập, thành phố còn có 65 trường dân lập và 5 trường bán công. Hà Nội cũng là địa điểm của ba trường trung học đặc biệt, trực thuộc các trường đại học, là trường THPT chuyên ngoại ngữ thuộc trường Đại học Ngoại ngữ, Đại học Quốc gia Hà Nội, trường THPT chuyên Khoa học Tự nhiên thuộc trường Đại học Khoa học Tự nhiên, Đại học Quốc gia Hà Nội và trường THPT chuyên Đại học Sư phạm Hà Nội thuộc trường Đại học Sư phạm Hà Nội. Cùng với các trung học danh tiếng, hệ thống giáo dục của thành phố vẫn duy trì những trường bổ túc và cả các lớp học xóa mù chữ. Sau khi Hà Tây được sáp nhập vào thành phố, Hà Nội hiện đứng đầu Việt Nam về số lượng người không biết chữ. Năm 2008, toàn thành phố có gần 235.000 người mù chữ trên tổng số 1,7 triệu người của cả quốc gia, tuy nhiên đến năm 2017, thành phố xác nhận đã hoàn thành chương trình xoá mù chữ mức độ 2.
Là một trong hai trung tâm giáo dục đại học lớn nhất quốc gia, trên địa bàn Hà Nội có trên 50 trường đại học cùng nhiều cao đẳng, đạo tạo hầu hết các ngành nghề quan trọng. Năm 2007, tại thành phố có 606.207 sinh viên, Hà Tây cũng tập trung 29.435 sinh viên. Nhiều trường đại học ở đây như Đại học Quốc gia Hà Nội, Đại học Y Hà Nội, Đại học Bách khoa Hà Nội, Học viện An ninh nhân dân, Học viện Kỹ thuật Quân sự, Đại học Kinh tế Quốc dân, Đại học Ngoại thương, Đại học Sư phạm Hà Nội, Học viện Nông nghiệp Việt Nam là những trường đào tạo đa ngành và chuyên ngành hàng đầu của Việt Nam. Dù vậy, giáo dục đại học phải đối mặt với nhiều bất cập. Khuôn viên có tính truyền thống, phong cách sư phạm và có hồn văn hóa của những trường lập ra từ xưa nay bị xẻ thịt thành nhà ở, nhà hàng, nhà băng... Đại học Bách khoa bị cắt bởi đường phố, và còn lập ra cả phường như phường Bách Khoa quận Hai Bà Trưng. Khuôn viên cổ kính của Viện Đại học Đông Dương thì chen vào nhà hàng 23 Lê Thánh Tông phục vụ dân nhậu. Các ký túc xá cũ lẫn mới thường được tạo điều kiện để sinh viên không ở được, như cho hộ gia đình thuê trọ, mở nhà hàng.. để sinh viên tự tìm chỗ ở yên tĩnh mà học tập, từ đó chuyển đổi sử dụng ký túc. Phái thực dụng còn lên tiếng đòi các trường phải di dời đi đâu đó quang đãng mà học, nhường lại "đất vàng" cho các hoạt động hái ra tiền trước mắt.
Đại học Quốc gia Hà Nội đang đẩy mạnh việc xây dựng và di dời sinh viên tới khu đô thị đại học tại Khu công nghệ cao Hòa Lạc. Dự án khu đô thị đại học Hòa Lạc được kỳ vọng sẽ giải quyết tình trạng quá tải tại nội thành Hà Nội đồng thời tạo không gian học tập và nghiên cứu hiện đại. Dự án có tổng diện tích hơn 1.100 ha, dự kiến phục vụ khoảng 60.000 sinh viên khi hoàn thiện với cơ sở vật chất đạt chuẩn quốc tế và nhiều tiện ích như ký túc xá, thư viện trung tâm và không gian sáng tạo.

## Văn hóa

### Thể thao

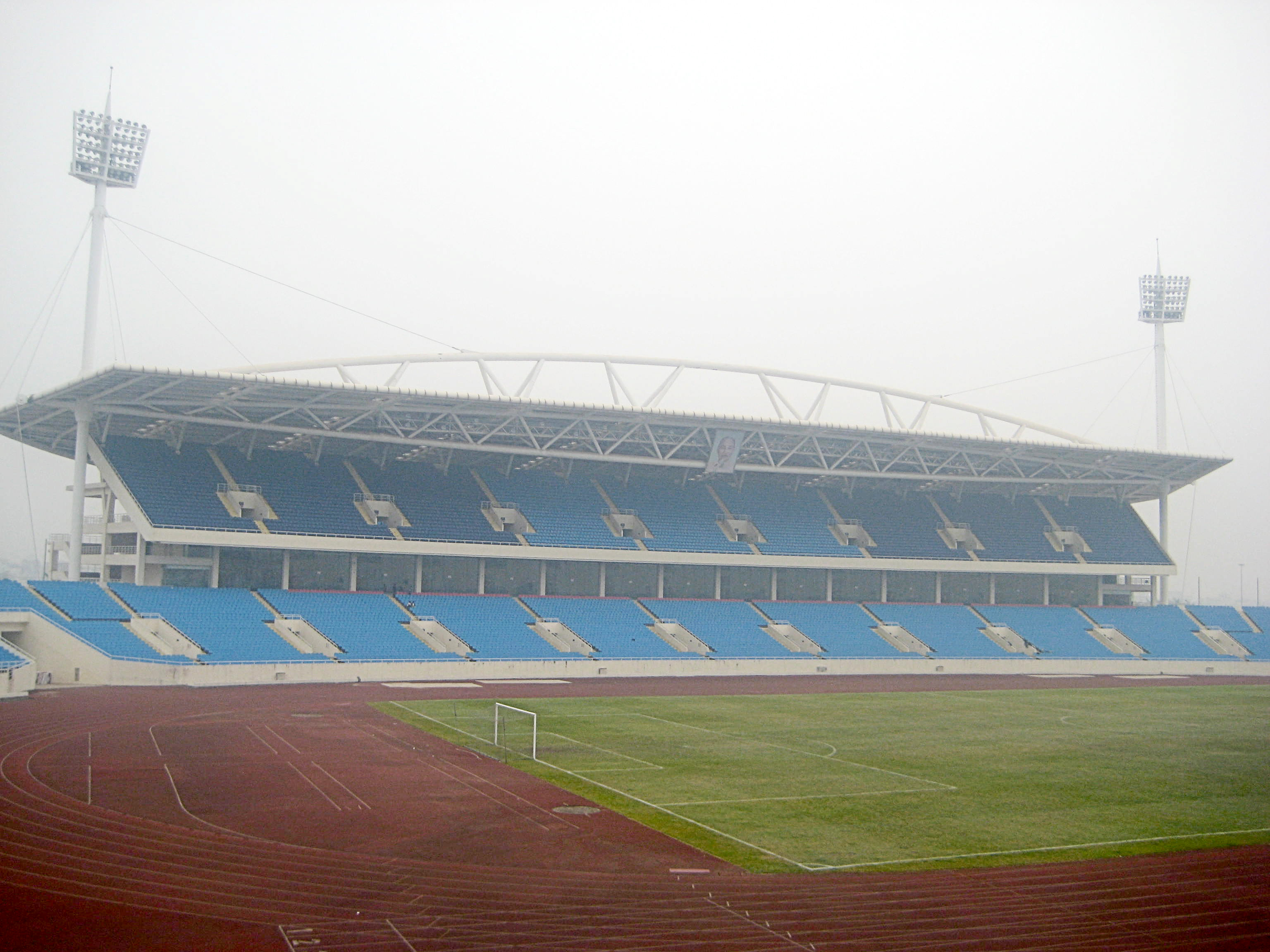
Sân vận động Quốc gia Mỹ Đình, từ năm 2003 là sân nhà của Đội tuyển Quốc gia Việt Nam

Với vai trò thủ đô, Hà Nội là nơi tập trung nhiều câu lạc bộ thể thao lớn cùng các công trình thể thao quan trọng của Việt Nam. Hiện nay thành phố có một câu lạc bộ bóng đá nam: Hà Nội FC thi đấu tại V.League 1 và hai câu lạc bộ bóng đá nữ: Câu lạc bộ bóng đá nữ Hà Nội I và Câu lạc bộ bóng đá nữ Hà Nội II. Ngoài ra, trong quá khứ, Hà Nội từng có nhiều đội bóng mạnh như Thể Công, Công an Hà Nội, Tổng cục Đường sắt, Tổng cục Bưu điện (thành lập năm 1957), Phòng không Không quân, Thanh niên Hà Nội, Quân khu Thủ đô, Công nhân Xây dựng Hà Nội. Những vận động viên của Hà Nội luôn đóng vai trò quan trọng trong đoàn thể thao Việt Nam tham dự các kỳ thi đấu quốc tế. Từ năm 2001 đến 2003, các vận động viên của thành phố đã đạt được tổng cộng 3.414 huy chương, gồm: 54 huy chương thế giới, 95 huy chương châu Á, 647 huy chương Đông Nam Á và quốc tế, cùng 2.591 huy chương tại các giải đấu quốc gia. 

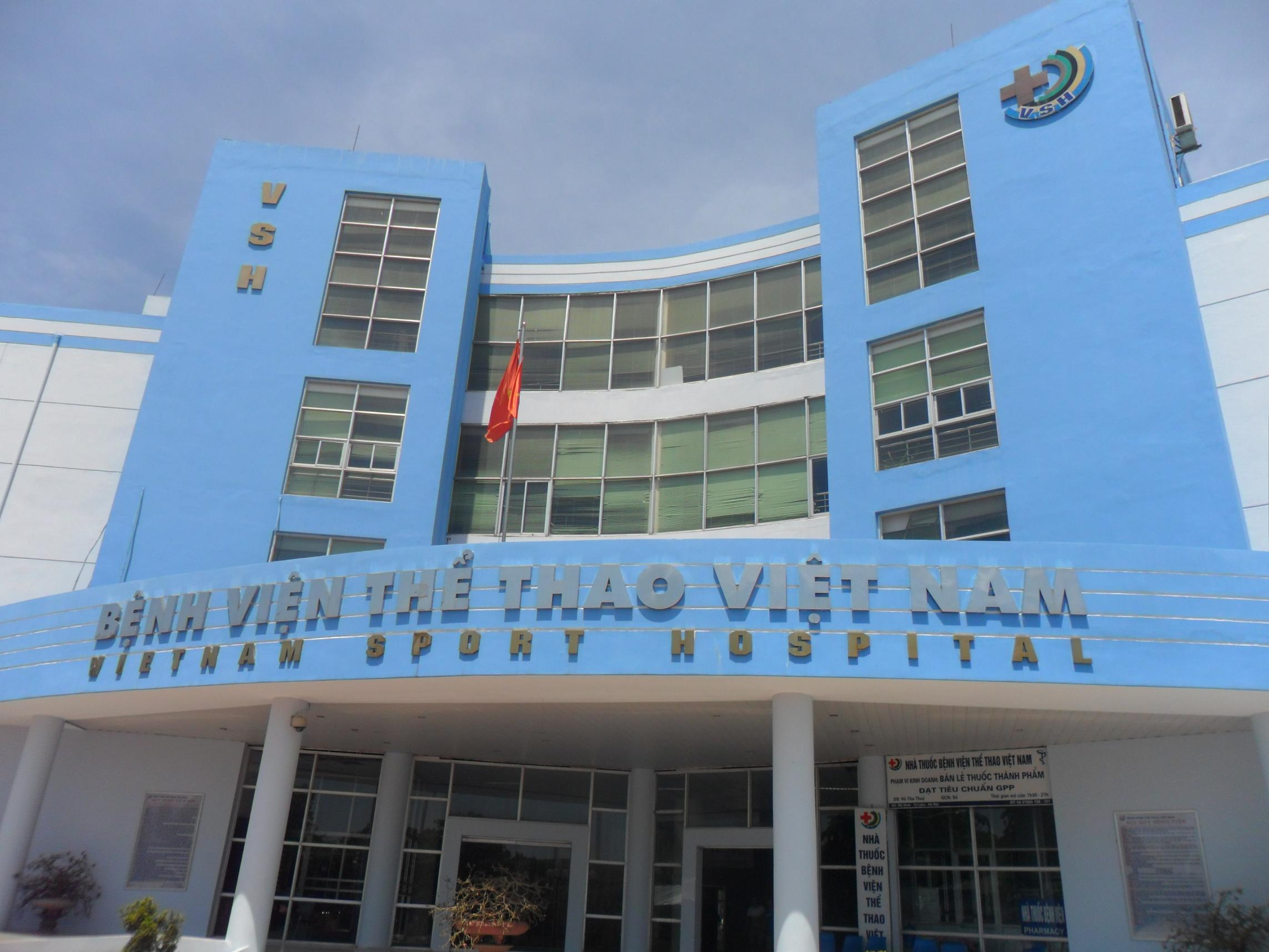
Bệnh viện Thể thao Việt Nam, cơ quan đầu ngành về Y học Thể thao tại quận Nam Từ Liêm

Hà Nội dẫn đầu Việt Nam về tỷ lệ người thường xuyên tập luyện thể thao với 28,5%.

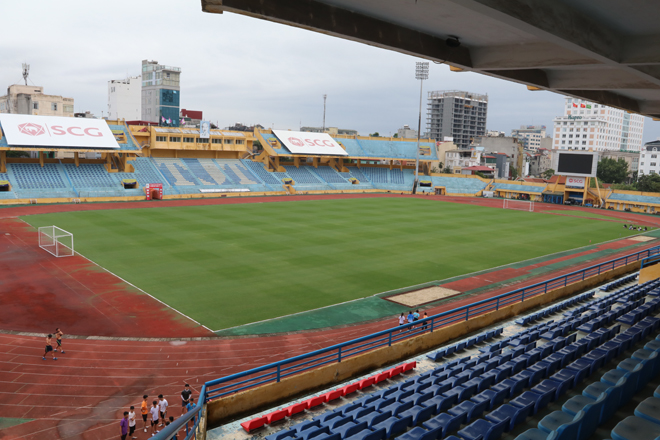
Sân vận động Hàng Đẫy, trước năm 2003 là sân nhà của Đội tuyển Quốc gia Việt Nam.

Sau nhiều năm sử dụng Sân vận động Hàng Đẫy, được xây dựng năm 1958, nằm trong trung tâm thành phố làm nơi thi đấu chính, từ năm 2003, Hà Nội có thêm Sân vận động Mỹ Đình nằm tại phía Nam thành phố, sức chứa 40.192 chỗ ngồi.
Sân vận động Quốc gia Mỹ Đình, nằm trong Liên hợp thể thao quốc gia, từng là địa điểm chính của Đại hội Thể thao Đông Nam Á 2003, nơi tổ chức lễ khai mạc, lễ bế mạc, các trận thi đấu bóng đá nam & các cuộc tranh tài trong môn điền kinh. Tại Giải vô địch bóng đá Đông Nam Á 2008, trước bốn vạn khán giả, Mỹ Đình là nơi chứng kiến Đội tuyển quốc gia Việt Nam bước lên ngôi cao nhất của bóng đá Đông Nam Á. Một số trung tâm thể thao lớn khác của thành phố có thể kể tới như Nhà thi đấu Quần Ngựa, Trung tâm Huấn luyện thể thao Quốc gia I... Cùng hơn 20 điểm sân bãi, nhà tập khác.
Ngày 8 tháng 11 năm 2012, Hà Nội được Hội đồng Thể thao châu Á trao quyền đăng cai ASIAD 18, nhưng đến ngày 17 tháng 4 năm 2014, Việt Nam đã xin rút quyền đăng cai giải do vấn đề về kinh phí tổ chức.

### Địa điểm văn hóa, giải trí

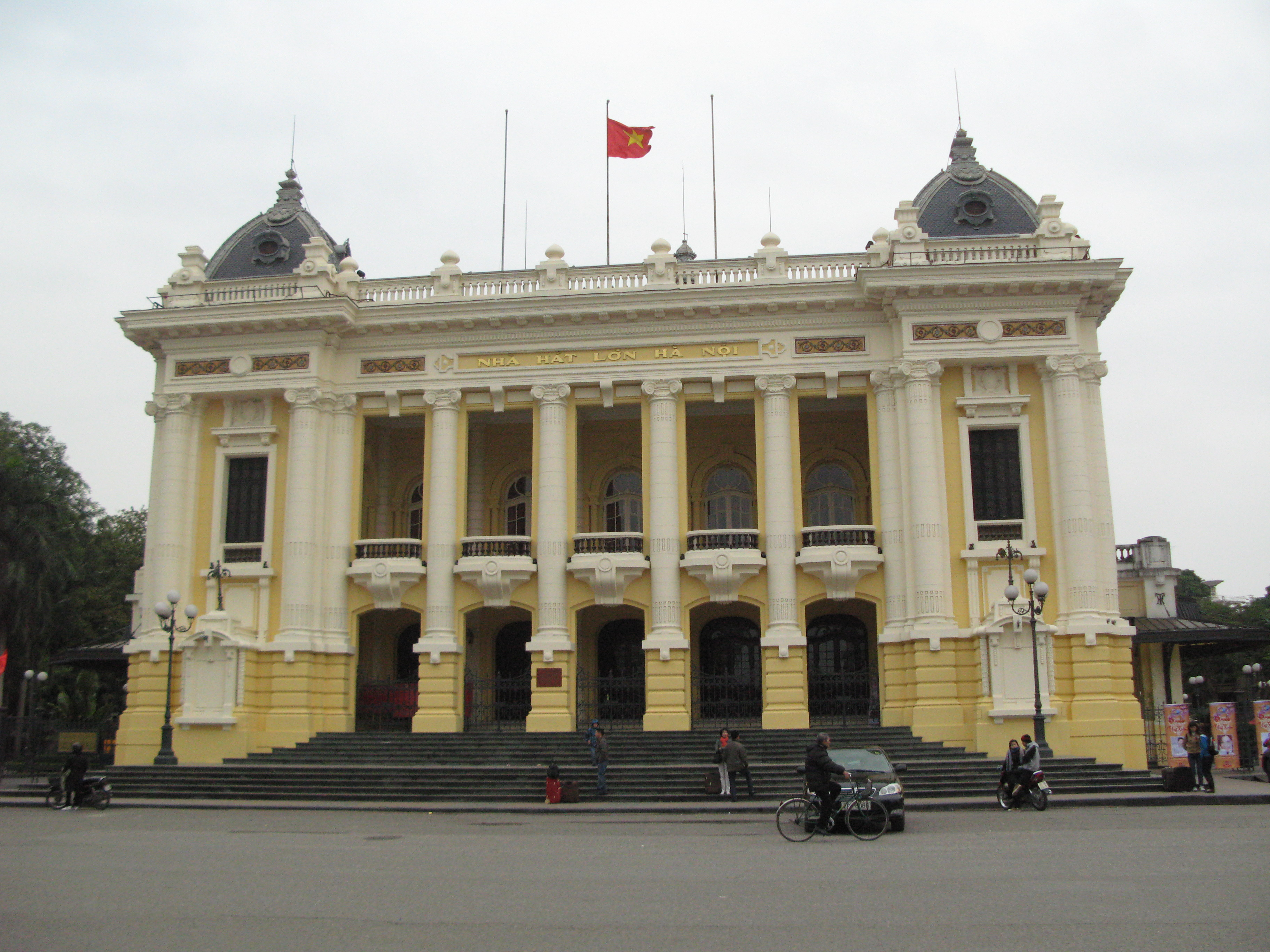
Nhà hát Lớn Hà Nội

Theo con số giữa năm 2008, toàn thành phố Hà Nội có 17 rạp hát, trong đó 12 rạp thuộc hai quận Hoàn Kiếm và Hai Bà Trưng. Nhà hát Lớn của thành phố, nằm tại số 1 phố Tràng Tiền, quận Hoàn kiếm do người Pháp xây dựng và hoàn thành vào năm 1911. Ngày nay, đây là nơi biểu diễn các loại hình nghệ thuật cổ điển như opera, nhạc thính phòng, kịch nói, cũng là trung tâm của các hội nghị, gặp gỡ. Nằm tại số 91 phố Trần Hưng Đạo, Cung Văn hóa Hữu nghị Hà Nội cũng là một địa điểm biểu diễn quan trọng, nơi diễn ra các hoạt động văn hóa, nghệ thuật, thời trang, các cuộc thi hoa hậu... Cùng các hoạt động khoa học, hội thảo, hội nghị, triển lãm.

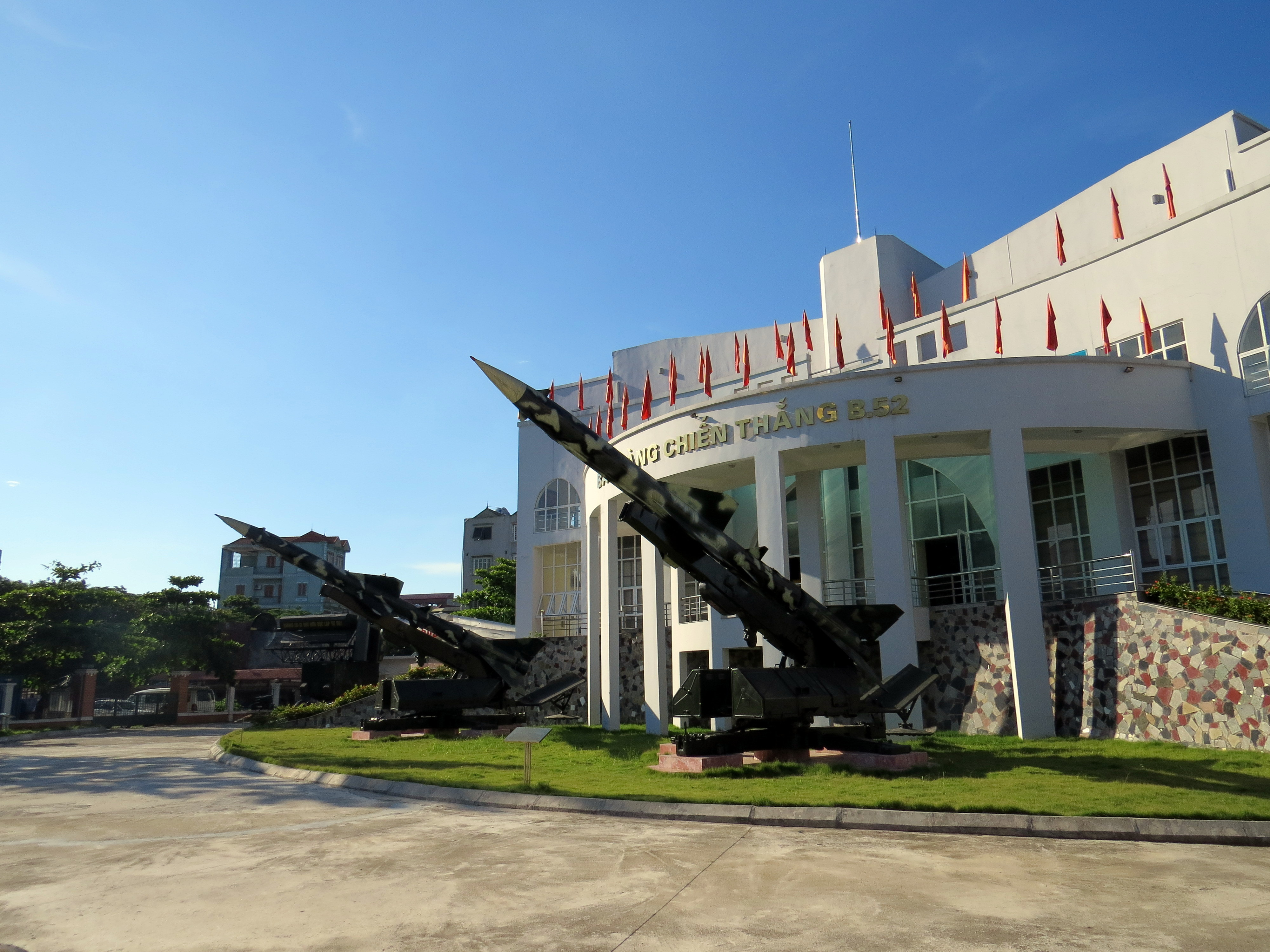
Bảo tàng Chiến thắng B52

Dành cho sân khấu kịch, thành phố có Nhà hát Tuổi trẻ tại số quận Hai Bà Trưng với 650 chỗ ngồi, Nhà hát Chuông Vàng tại quận Hoàn kiếm với 250 ghế ngồi, Nhà hát Kịch Việt Nam nằm trên con đường nhỏ sau lưng Nhà hát Lớn với 170 ghế. Các môn nghệ thuật truyền thống của Việt Nam cũng có sân khấu riêng. Nhà hát Hồng Hà tại Đường Thành dành cho sân khấu tuồng. Nhà hát Cải lương Trung ương nằm tại quận Hai Bà Trưng. Môn nghệ thuật chèo cũng có riêng Nhà hát Chèo Việt Nam ở khu Văn công Mai Dịch, huyện Từ Liêm, và từ năm 2007 thêm một điểm biểu diễn ở Kim Mã, Giang Văn Minh. Rạp múa rối nước Thăng Long ở phố Đinh Tiên Hoàng, bờ hồ Hoàn Kiếm, thường được nhiều khách du lịch tìm đến.[125]

Công viên Thống Nhất và Rạp xiếc Trung ương.

Hà Nội là thành phố có hệ thống bảo tàng đa dạng bậc nhất Việt Nam. Một phần lớn trong số đó là các bảo tàng lịch sử, như Bảo tàng Lịch sử Quân sự, Bảo tàng Lịch sử Việt Nam, Bảo tàng Chiến thắng B52, Bảo tàng Cách mạng... Các lĩnh vực khác có thể kể tới Bảo tàng Mỹ thuật Việt Nam, Bảo tàng Dân tộc học Việt Nam, Bảo tàng Phụ nữ Việt Nam. 
Tổng cộng, Hà Nội có hơn 10 bảo tàng, so với hệ thống gần 120 bảo tàng của Việt Nam. Năm 2009, tại Hà Nội có 32 thư viện do địa phương quản lý với lượng sách 565 nghìn bản. Như vậy, số thư viện địa phương của Hà Nội hiện nay lớn hơn Thành phố Hồ Chí Minh – 26 thư viện với 2.420 ngàn cuốn – nhưng lượng sách chỉ bằng khoảng một phần tư. Ngoài hệ thống thư viện địa phương, tại Hà Nội còn phải kể tới các thư viện trong trường đại học. Thư viện Quốc gia tọa lạc tại 31 phố Tràng Thi, với 800.752 đầu sách, 8.677 tựa báo, tạp chí, có thể xem như thư viện quan trọng nhất của Việt Nam.

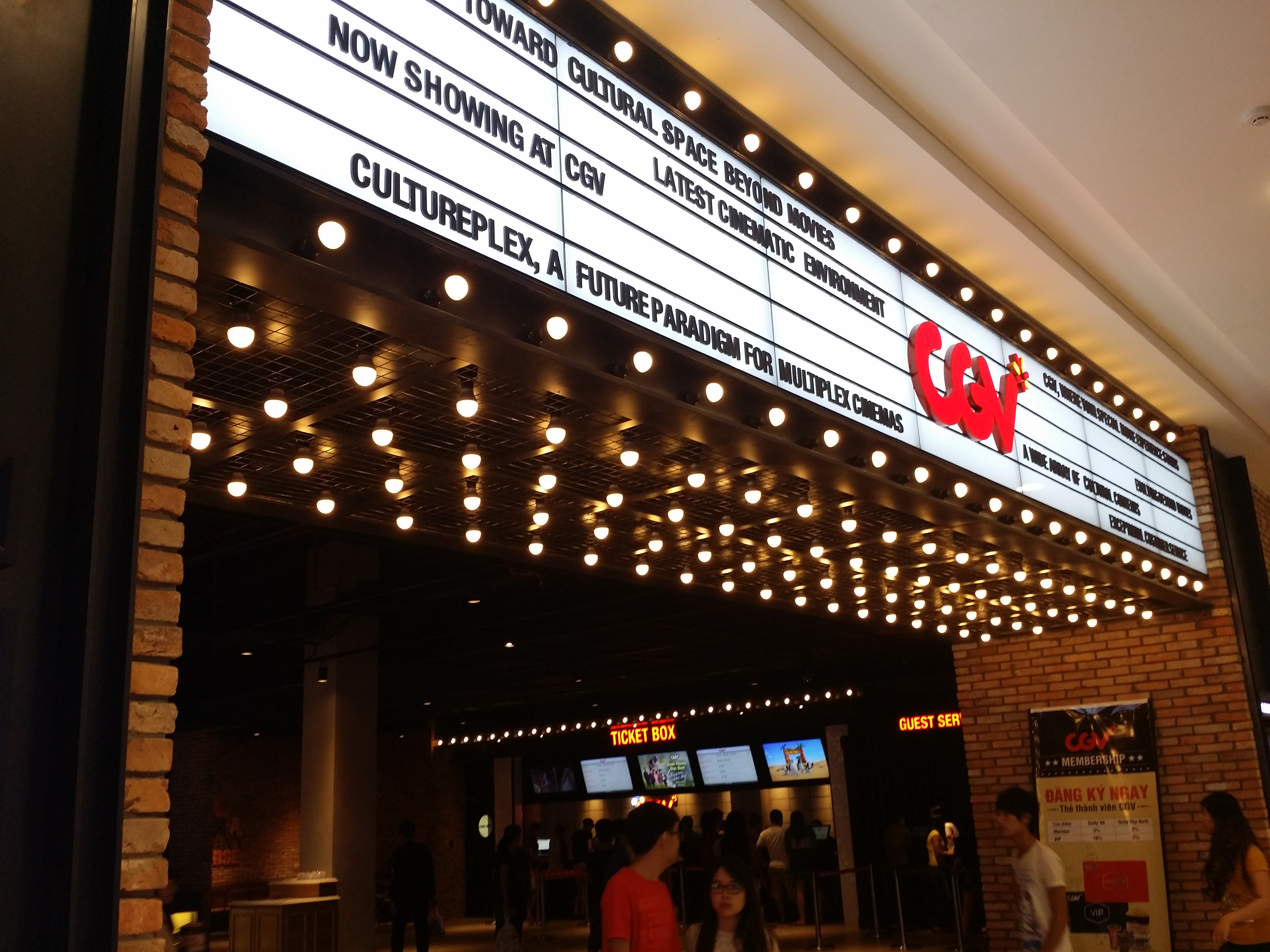
Rạp chiếu phim CGV

Trong hơn 10 rạp chiếu phim của Hà Nội, chỉ một vài rạp được trang bị hiện đại và thu hút khán giả, như hệ thống rạp CGV, Lotte Cinema, Platinum Cineplex, Galaxy Cinema, BHD Star Cineplex hay Trung tâm Chiếu phim Quốc gia. Những rạp khác như Đặng Dung, Tháng 8 thì vắng người xem hơn. Fansland, rạp chiếu phim một thời với các tác phẩm điện ảnh kinh điển, đã phải đóng cửa vào giữa năm 2008 bởi không có khán giả. Các quán bar, vũ trường cũng là điểm đến của một bộ phận thanh niên Hà Nội, trong đó nổi bật là vũ trường 1900 Le Theatre nằm trong top 100 vũ trường nổi tiếng nhất thế giới năm 2019 của tạp chí DJ Mag. Nhiều vũ trường từng nổi tiếng nhưng chỉ tồn tại một thời gian rồi đóng cửa vì nhiều lý do. Vũ trường New Century trên phố Tràng Thi mở cửa từ năm 1999, từng là tụ điểm ăn chơi bậc nhất của Hà Nội, đã phải đóng cửa vào năm 2007 bởi dính líu tới mại dâm và ma túy. Trước đó, vũ trường Đêm Màu Hồng ở phố Hàng Chiếu cũng kết thúc trong một vụ cháy lớn vào năm 1999.
Nằm ở quận Tây Hồ, Công viên nước Hồ Tây là một địa điểm giải trí hấp dẫn của Hà Nội. Công viên có diện tích 35.560 m², chia thành 5 khu vui chơi được trang bị hiện đại với các đường trượt cao tốc, bể tạo sóng, bể massage. Trong nội ô thành phố cũng có một vài công viên lớn như Công viên Thống Nhất, Công viên Thủ Lệ, Công viên Tuổi Trẻ, Công viên Yên Sở. Hàng loạt các trung tâm thương mại lớn được xây dựng như: Vinhomes Royal City, Vinhomes Times City, AEON Mall Long Biên, AEON Mall Hà Đông, Big C Thăng Long, Metro Hoàng Mai, Metro Từ Liêm, Melinh Plaza... là nơi tập trung mua sắm của đông đảo người dân. Khu vực phố đi bộ Hồ Gươm được đưa vào hoạt động ngày 1 tháng 9 năm 2016 gồm 16 tuyến phố.

### Làng nghề truyền thống

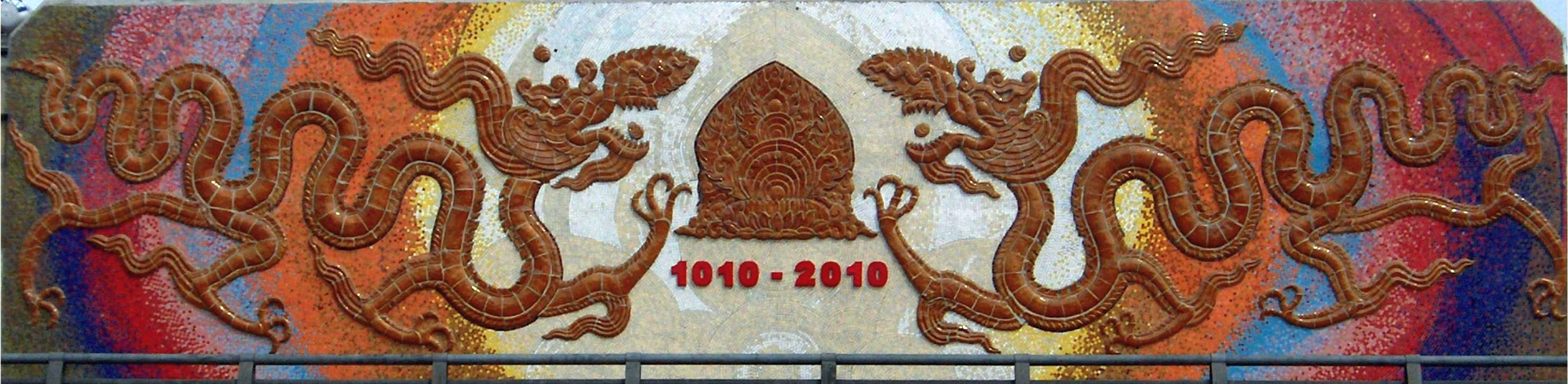
Sản phẩm gốm của làng nghề truyền thống Bát Tràng trên con đường Gốm sứ

Thành phố Hà Nội trước kia đã có những làng nghề phong phú, thể hiện qua câu thành ngữ quen thuộc "Hà Nội 36 phố phường". Theo thời gian, bộ mặt đô thị của khu phố cổ đã có nhiều thay đổi, nhưng những con phố nơi đây vẫn giữ nguyên những cái tên thuở trước và không ít trong số đó vẫn là nơi buôn bán, kinh doanh những mặt hàng truyền thống cũ. Sau khi Hà Tây được sáp nhập vào Hà Nội, Hà Nội còn có thêm nhiều làng nghề danh tiếng khác. Theo số liệu cuối năm 2008, toàn Hà Nội có 1.264 làng nghề, là nơi tập trung làng nghề đông đúc bậc nhất Việt Nam.
Nằm trong trung tâm khu phố cổ, Hàng Bạc trước đây là nơi tập trung những người sinh sống bằng các nghề đúc bạc nén, kim hoàn và đổi tiền. Những thợ kim hoàn của Hàng Bạc có kỹ thuật tinh xảo, xuất thân từ ba làng nghề làm đồ vàng bạc của miền Bắc Việt Nam: làng Châu Khê ở tỉnh Hải Dương, làng Định Công ở quận Hoàng Mai và làng Đồng Xâm thuộc tỉnh Thái Bình. Thế kỷ XV, Lưu Xuân Tín, vị quan thượng thư bộ Lại vốn người làng Châu Khê, được triều đình nhà Lê giao cho việc lập xưởng đúc bạc nén tại kinh thành Thǎng Long. Nhờ vậy, những người thợ Châu Khê tới Hà Nội và không chỉ làm bạc nén, họ làm cả nghề trang trí vàng bạc. Khi nhà Nguyễn lấy Huế làm kinh đô, xưởng đúc bạc nén cũng chuyển tới kinh thành mới, nhưng những người thợ Châu Khê vẫn ở lại Thăng Long và lập nên con phố Hàng Bạc ngày nay. Vào thời kỳ thuộc địa, con phố Hàng Bạc còn được mang tên Rue changeurs, có nghĩa phố Đổi Bạc. Dân cư ở đây không chỉ sản xuất đồ kim hoàn mà còn buôn bán, đổi bạc nén lấy bạc vụn. Ngày nay, nghề buôn bán vàng bạc xuất hiện ở nhiều con phố khác, nhưng Hàng Bạc vẫn là nơi đông đúc bậc nhất.
Làng gốm Bát Tràng nằm ở huyện Gia Lâm, phía Nam thành phố từ lâu đã có các sản phẩm gốm mang tên chính ngôi làng này. Làng xuất hiện vào thế kỷ XIV khi những người dân làm gốm từ làng Bồ Bát, Ninh Bình và làng Ninh Tràng, Thanh Hóa tụ họp về đây lập nên ngôi làng mới mang tên Bát Tràng. Những người dân Bát Tràng trước kia ít sống với nghề gốm và nông nghiệp, chủ yếu buôn bán cau khô, nước mắm. Nghề gốm ở đây chỉ thực sự phát triển sau năm 1954, khi miền Bắc Việt Nam bước vào thời kỳ hòa bình. Nhiều mẫu mã, các loại men truyền thống được những nghệ nhân của làng phục hồi, sản phẩm gốm Bát Tràng nhanh chóng đạt được danh tiếng. Bát Tràng hiện nay không chỉ là một làng nghề sản xuất thuần túy. Với nhiều công trình tín ngưỡng, văn hóa cùng sản phẩm gốm, ngôi làng trở thành một địa điểm du lịch thu hút của thành phố Hà Nội.

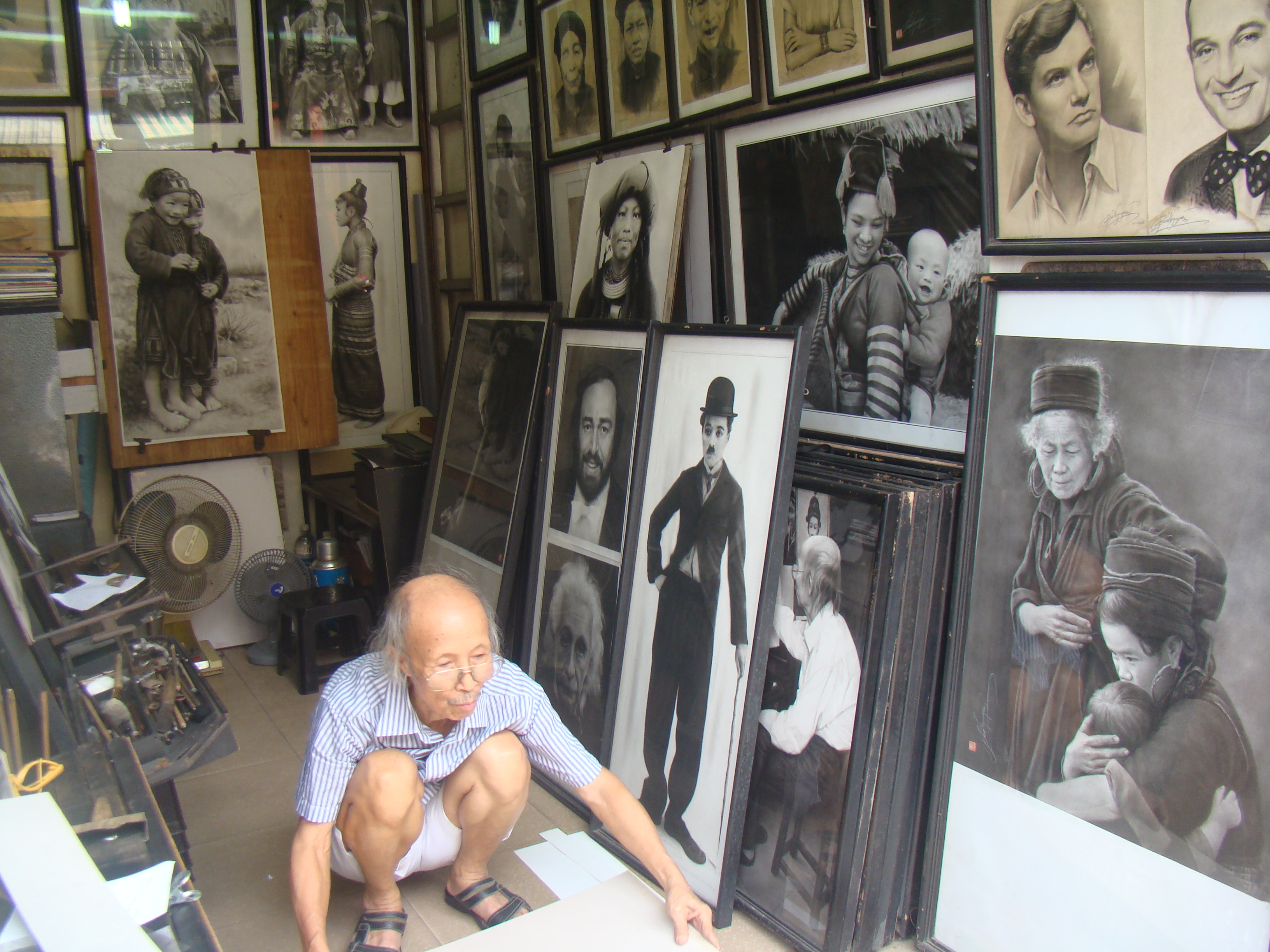
Vẽ truyền thần, một nghề truyền thống độc đáo trong khu phố cổ Hà Nội

Một làng nghề khác của Hà Nội ngày nay là làng lụa Vạn Phúc, vốn thuộc thành phố Hà Đông tỉnh Hà Tây trước đây, nay là quận Hà Đông. Sản phẩm lụa của làng từ rất lâu đã có tiếng với tên gọi "lụa Hà Đông", từng được ca ngợi trong âm nhạc, thi ca và điện ảnh. Tương truyền, bà tổ làng lụa Vạn Phúc vốn người Hàng Châu, Trung Quốc, theo chồng chinh chiến rồi tới ở lại và truyền nghề dệt cho làng. Theo một truyền thuyết khác, cách đây hơn 1200 năm, một cô gái người Cao Bằng tên là A Lã Thị Nương đã đến làm dâu và mang nghề dệt lụa tới làng. Trải qua thời gian, nghề lụa trở thành nghề truyền thống của Vạn Phúc. Ngày nay, phần lớn các gia đình ở đây vẫn sống bằng nghệ dệt. Bên cạnh các khung dệt cổ, nhiều gia đình sử dụng những khung dệt cơ khí hiện đại. Các con phố Hàng Gai, Hàng Đào của Hà Nội là nơi tập trung nhiều cửa hàng bán sản phẩm lụa Vạn Phúc.

### Lễ hội truyền thống

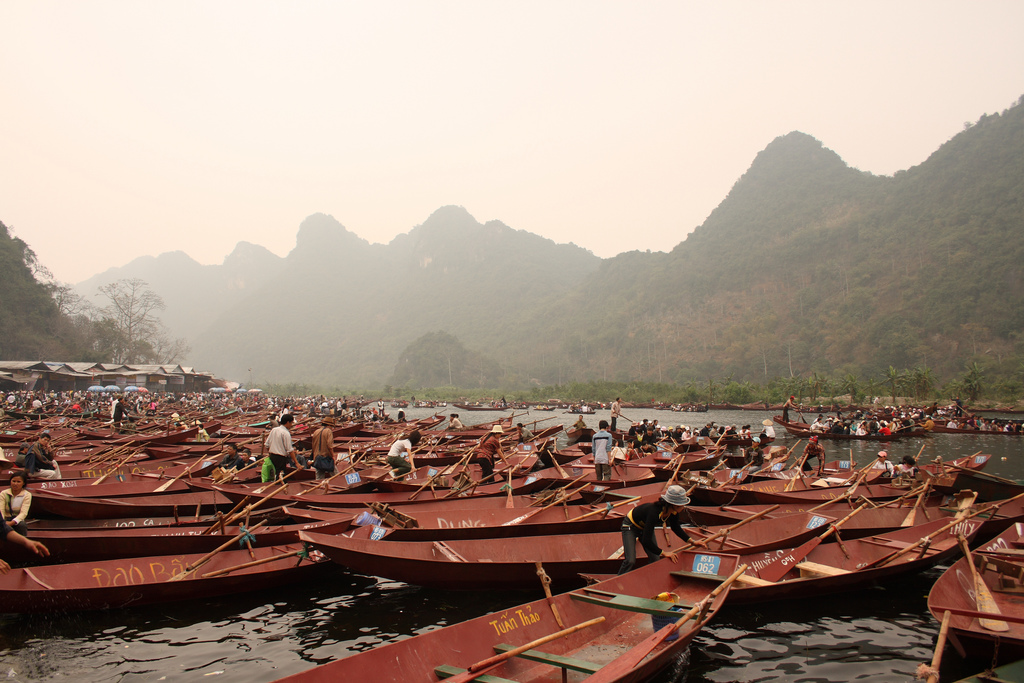
Những chiếc đò chở du khách vào lễ hội chùa Hương

Thăng Long – Hà Nội là một trong ba vùng tập trung nhiều hội lễ của miền Bắc Việt Nam, cùng với vùng đất tổ Phú Thọ và xứ Kinh Bắc. Cũng như các vùng đất khác, những lễ hội truyền thống ở khu vực Hà Nội được tổ chức nhiều nhất vào mùa xuân. Phần nhiều các lễ hội tưởng nhớ những nhân vật lịch sử, truyền thuyết như Thánh Gióng, Hai Bà Trưng, Quang Trung, An Dương Vương... Một vài lễ hội có tổ chức những trò chơi dân gian độc đáo như hội thổi cơm thi làng Thị Cấm, hội bơi cạn và bắt chạch làng Hồ, hội chạy cờ làng Đơ Thao, lễ hội thả diều truyền thống Bá Giang.

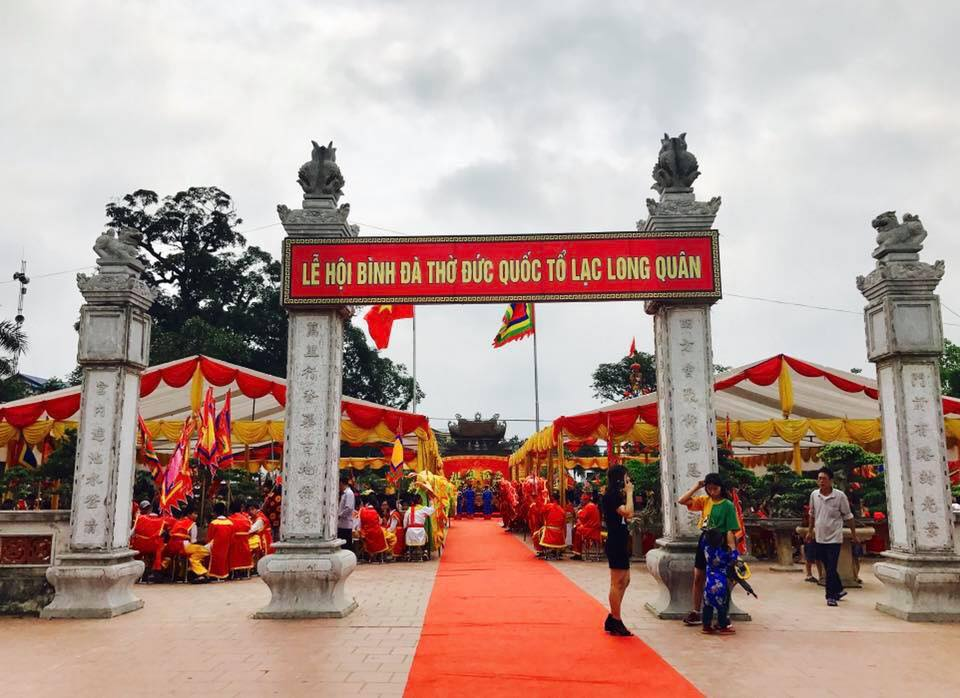
Lễ hội Bình Đà, một di sản văn hóa phi vật thể quốc gia, tại Đền Nội Bình Đà, xã Bình Minh, huyện Thanh Oai, Hà Nội

Lễ hội Bình Đà, di sản văn hóa phi vật thể quốc gia đầu tiên của thành phố Hà Nội, được tổ chức hàng năm tại làng Bình Đà, xã Bình Minh, huyện Thanh Oai. Đây là lễ hội cổ truyền từ xa xưa, một trong những lễ hội lớn nhất trong vùng và cả nước. Lễ hội kéo dài từ ngày 24 tháng 2 đến ngày mồng 6 tháng 3 âm lịch hằng năm nhằm kết hợp lễ tưởng nhớ Quốc tổ Lạc Long Quân, và Thành Hoàng Làng Linh Lang Đại Vương đã có nhiều công đức trong việc xây dựng và bảo vệ đất nước. Với lòng thành kính, từ hàng nghìn năm nay, người dân Bình Đà đã duy trì lễ hội truyền thống với những hình thức thực hành tín ngưỡng độc đáo. Nghi thức thả bánh thánh đặc biệt và thần bí, chứa đựng nhiều giá trị lịch sử – văn hóa đặc sắc, thu hút đông đảo các thế hệ dân cư trong vùng và địa phương khác về dự hội. Đây là lễ hội mang đậm bản sắc văn hóa của người Việt Nam nhằm ôn lại ký ức của buổi đầu khai sinh lập địa.
Từ ngày 9 đến 12 tháng Giêng âm lịch, lễ hội Triều Khúc được tổ chức tại ngôi làng cùng tên, thuộc xã Tân Triều, huyện Thanh Trì, nơi có nghề làm nón quai thao và may các đồ thờ như lọng, tàn, trướng, y môn, tán tía. Lễ hội được mở đầu bằng lễ rước long bào từ đình Sắc về đình Lớn. Khi cuộc tế lễ trong đình bắt đầu thì ngoài sân đình các trò vui cũng được tổ chức. Một trong những trò vui được nhiều người ưa thích nhất là trò "con đĩ đánh bồng". Đĩ đánh bồng do hai nam thanh niên mặc trang phục nữ giới biểu diễn, nhún nhảy và đánh chiếc trống Bồng đeo trước bụng. Nhiều trò vui khác như múa lân hí cầu, đấu vật, hát Chèo Tàu sẽ được tổ chức cho tới ngày 12, hội kết thúc bằng lễ rã đám.

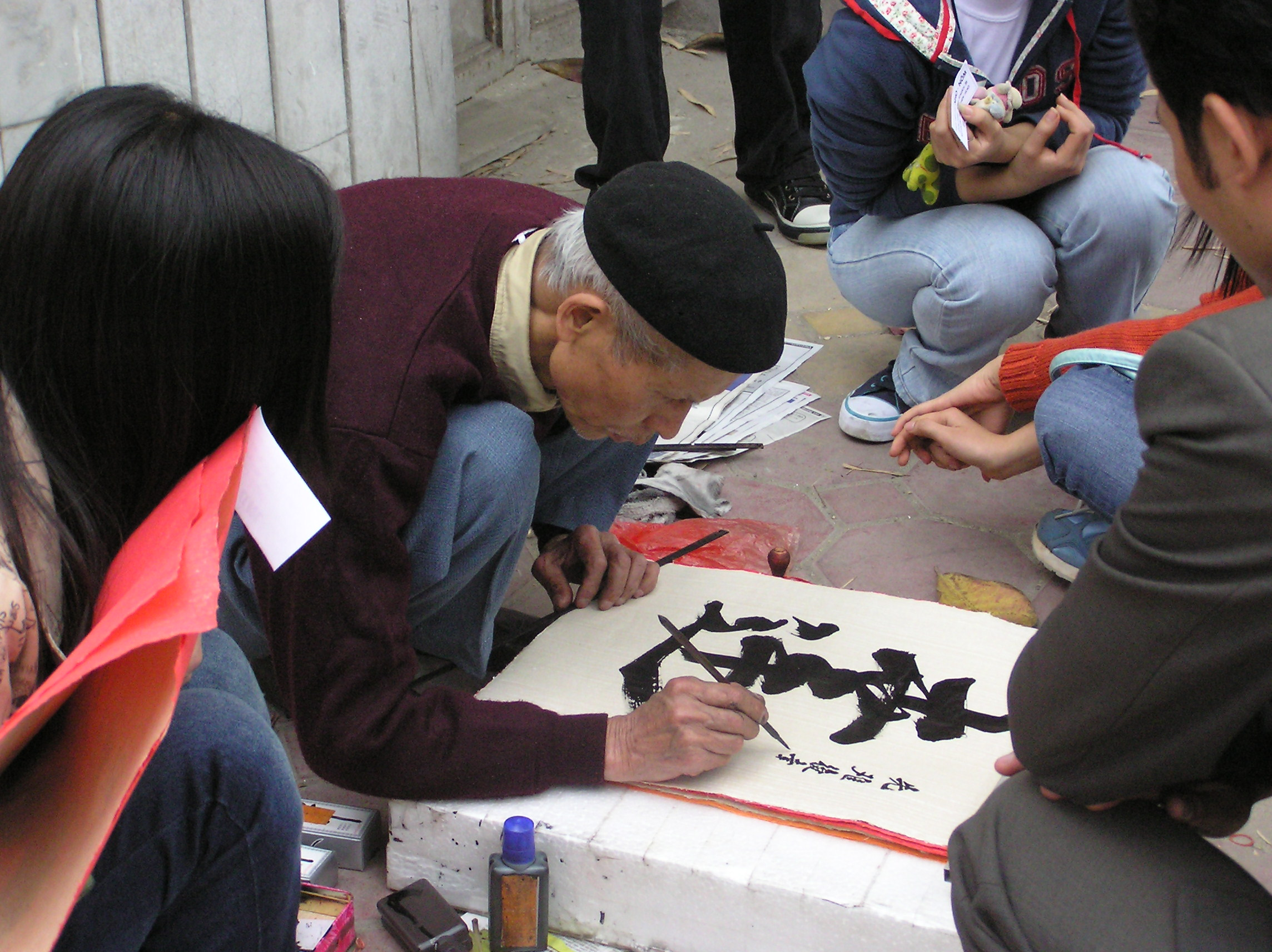
Ông Đồ viết chữ trong dịp Tết Nguyên Đán

Một trong những hội lễ lớn nhất ở đồng bằng Bắc Bộ là lễ hội Thánh Gióng hay còn gọi là hội làng Phù Đổng, xã Phù Đổng, huyện Gia Lâm, xuất phát từ một câu chuyện truyền thuyết về Thánh Gióng, một trong Tứ bất tử của tín ngưỡng dân gian Việt Nam. Vào 9 tháng 4 âm lịch hàng năm, những người dân ở khắp nơi tụ hội về đây tham dự, xem lễ hội làng. Lễ hội làng Gióng được cử hành trên một diễn trường rộng lớn dài khoảng 3 km gồm đền Thượng, đền Mẫu và chùa Kiến Sơ. Bắt đầu từ ngày 6, người dân làng tổ chức rước lễ rước cờ tới đền Mẫu, rước cơm chay lên đền Thượng và ngày chính hội tổ chức hội trận, tái hiện cảnh Thánh Gióng phá giặc Ân. Các ngày từ 10 đến 12 được tiếp nối bằng các lễ rửa khí giới, rước cờ báo tin thắng trận với trời đất và cuối cùng là lễ khao quân, đến đêm có hát chèo. Ngoài lễ hội chính tại làng Phù Đổng, một vài nơi khác cũng tổ chức hội Gióng như hội đền Sóc ở huyện Sóc Sơn, hội Gióng Xuân Tảo ở phường Xuân Đỉnh, quận Bắc Từ Liêm, hội Phù Thánh Gióng ở làng Chi Nam, xã Lệ Chi, huyện Gia Lâm.
Trong nội ô thành phố, vào ngày 5 Tết Nguyên Đán, lễ hội Đống Đa được tổ chức ở gò Đống Đa, thuộc quận Đống Đa. Địa điểm này từng là nơi diễn ra trận đánh giữa nhà Tây Sơn và quân Thanh vào đêm 4 rạng ngày 5 tháng 1 năm Kỷ Dậu, tức 1789. Lễ hội Đống Đa được tổ chức với nhiều trò vui, trong đó tiết mục rước rồng lửa do thanh niên mặc quần áo võ sinh thời cổ rước đi quanh sân lớn, cùng một đám võ sinh múa côn quyền tái hiện hình ảnh của quá khứ.
Ở xã Hương Sơn, huyện Mỹ Đức, lễ hội chùa Hương tấp nập du khách từ giữa tháng 1 tới tận tháng 3 âm lịch, nhưng đông nhất vào khoảng từ ngày rằm tháng giêng đến 18 tháng 2. Với cảnh núi non, sông nước cùng quần thể di tích chùa Hương, lễ hội là điểm đến của các tăng ni, phật tử, những người hành hương và khách du lịch. Theo hành trình phổ biến, khách trẩy hội thường bắt đầu từ bến Đục, ngồi đò theo dòng suối Yến ghé lễ đền Trình. Từ đó, du khách tiếp tục đi qua cầu Hội, hang Sơn thủy hữu tình, núi Đồi Chèo, núi Con Voi, núi Mâm Xôi, núi Con Gà... Rồi cập bến vào chùa Thiên Trù. Từ đây, du khách bắt đầu hành trình đi bộ thăm chùa Tiên, chùa Giải Oan, đền Cửa Võng và đến đệ nhất động Hương Tích. Đây là một trong những lễ hội lớn và kéo dài nhất Việt Nam.

### Ẩm thực

Một số món ăn của Hà Nội

Là trung tâm văn hóa của cả miền Bắc từ nhiều thế kỷ, tại Hà Nội có thể tìm thấy và thưởng thức những món ăn của nhiều vùng đất khác, nhưng ẩm thực Hà Nội cũng có những nét riêng biệt. Cốm làng Vòng được những người dân của ngôi làng cùng tên thuộc quận Cầu Giấy làm đặc trưng bởi mùi thơm và màu sắc. Cốm làm từ giống nếp vàng gặt khi còn non, gói trong những tàu lá sen màu ngọc thạch và được những người bán hàng rao bán ngay từ sáng sớm. Tuy phổ biến nhất là cốm tươi, nhưng món ăn này còn được chế biến thành món chả cốm. Đây cũng là một món quà được dùng trong các dịp vui.
Thanh Trì, làng vùng ngoại ô khác thuộc phường Thanh Trì, quận Hoàng Mai, được biết đến với món bánh cuốn Thanh Trì. Bánh được làm từ gạo gié cánh, tám thơm, tráng mỏng như tờ giấy. Những phụ nữ vùng Thanh Trì cho bánh vào thúng, đội trên đầu và đi rao khắp các ngõ phố của Hà Nội. Bánh xếp trong thúng, từng lớp gối nhau trên những tàu lá chuối. Khi ăn, bánh được bóc từng lớp rồi cuộn lại, bày trên những chiếc đĩa. Món bánh cuốn Thanh Trì được ăn cùng với loại nước mắm pha theo công thức đặc biệt của người Thanh Trì xưa kia được thêm tinh dầu từ con Cà cuống với mùi thơm đặc trưng, đậu phụ rán nóng, chả quế. Ngày nay, bánh còn được ăn với thịt ba chỉ quay giòn.

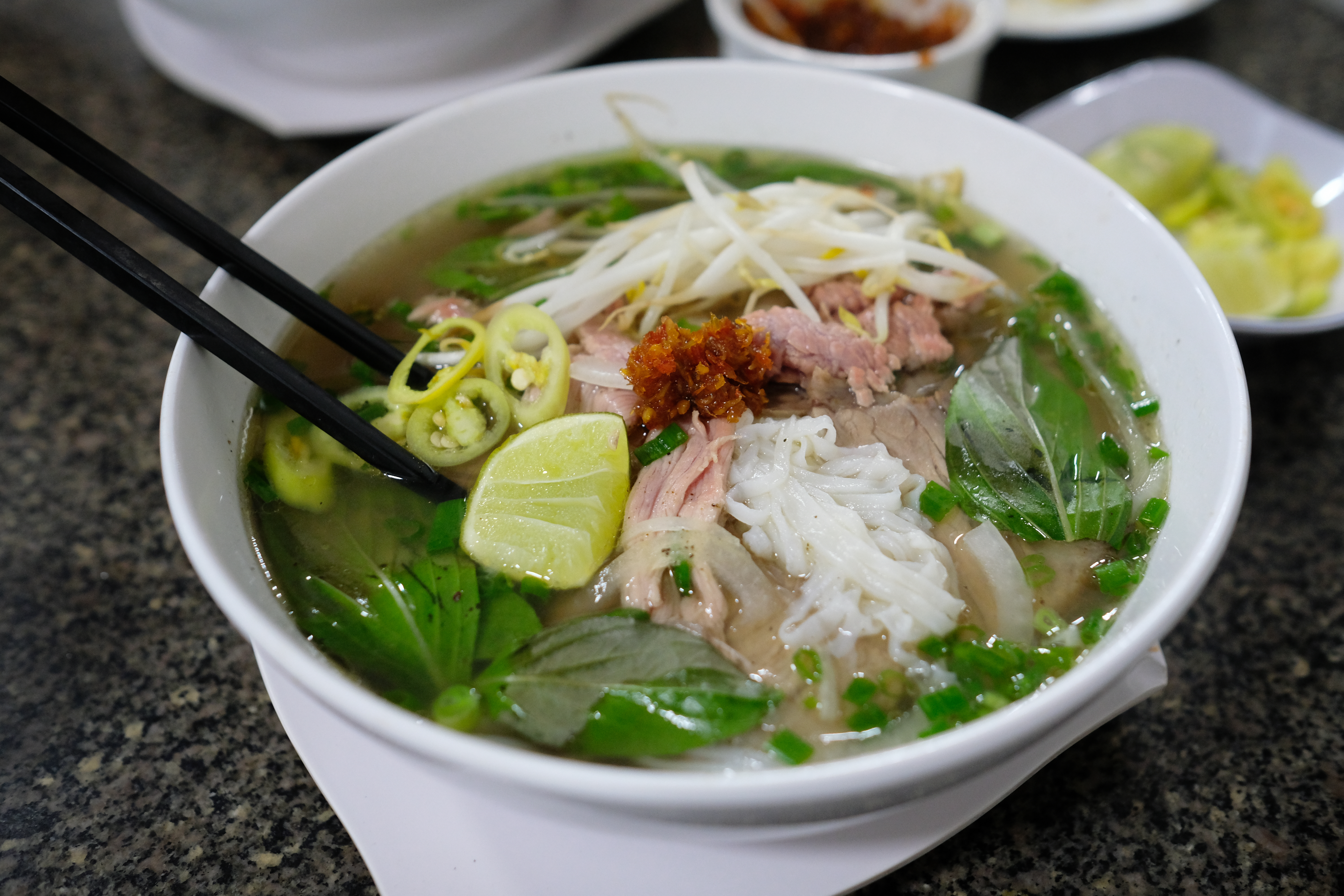
Một bát phở bò

Một món ăn khác có tiếng của Hà Nội là chả cá Lã Vọng. Vào thời Pháp thuộc, gia đình họ Đoàn phố Hàng Sơn, ngày nay là 14 phố Chả Cá, đã tạo nên một món ăn mà danh tiếng của nó làm thay đổi cả tên con phố. Chả được làm từ thịt cá lăng – hoặc cá quả, cá nheo nhưng sẽ kém ngon hơn – thái mỏng ướp với nước riềng, nghệ, mẻ, hạt tiêu, nước mắm rồi kẹp vào cặp tre nướng trên lò than ngay trên bàn ăn của thực khách. Chả cá Lã Vọng phải ăn nóng, kèm với bánh đa nướng hay bún rối, lạc rang, rau mùi, húng láng, thì là, hành củ tươi chẻ nhỏ, chấm với mắm tôm.
Phở là món ăn rất phổ biến ở Việt Nam, nhưng phở Hà Nội có những cách chế biến đặc trưng riêng. Phở Hà Nội mang vị ngọt của xương bò, thịt vừa chín đến độ để vẫn dẻo mà không dai, màu nước phở trong, bánh phở mỏng và mềm. Sau khi được trần qua nước nóng, bánh phở được dàn đều trong bát, bên trên là những lát thịt mỏng cùng hành hoa, rau thơm. Cùng với thời gian, nhiều món phở mới xuất hiện với những cách chế biến khác nhau, như phở xào, phở rán, phở cuốn.
Làng Lệ Mật nổi tiếng với những món ăn chế biến từ rắn. Rượu ngâm xương rắn được phục vụ miễn phí.
Ở Hà Nội còn có nhiều món ăn đặc trưng khác như phở cuốn, bún thang, bún chả, bún nem, bún bung, bún mọc, đậu phụ Mơ, bánh tôm Hồ Tây, bún ốc, xôi Phú Thượng, bánh tẻ Phú Nhi, tào phớ An Phú, nem chua Đông Ngạc, nem Phùng, giò chả Ước Lễ.

### Văn hóa ứng xử

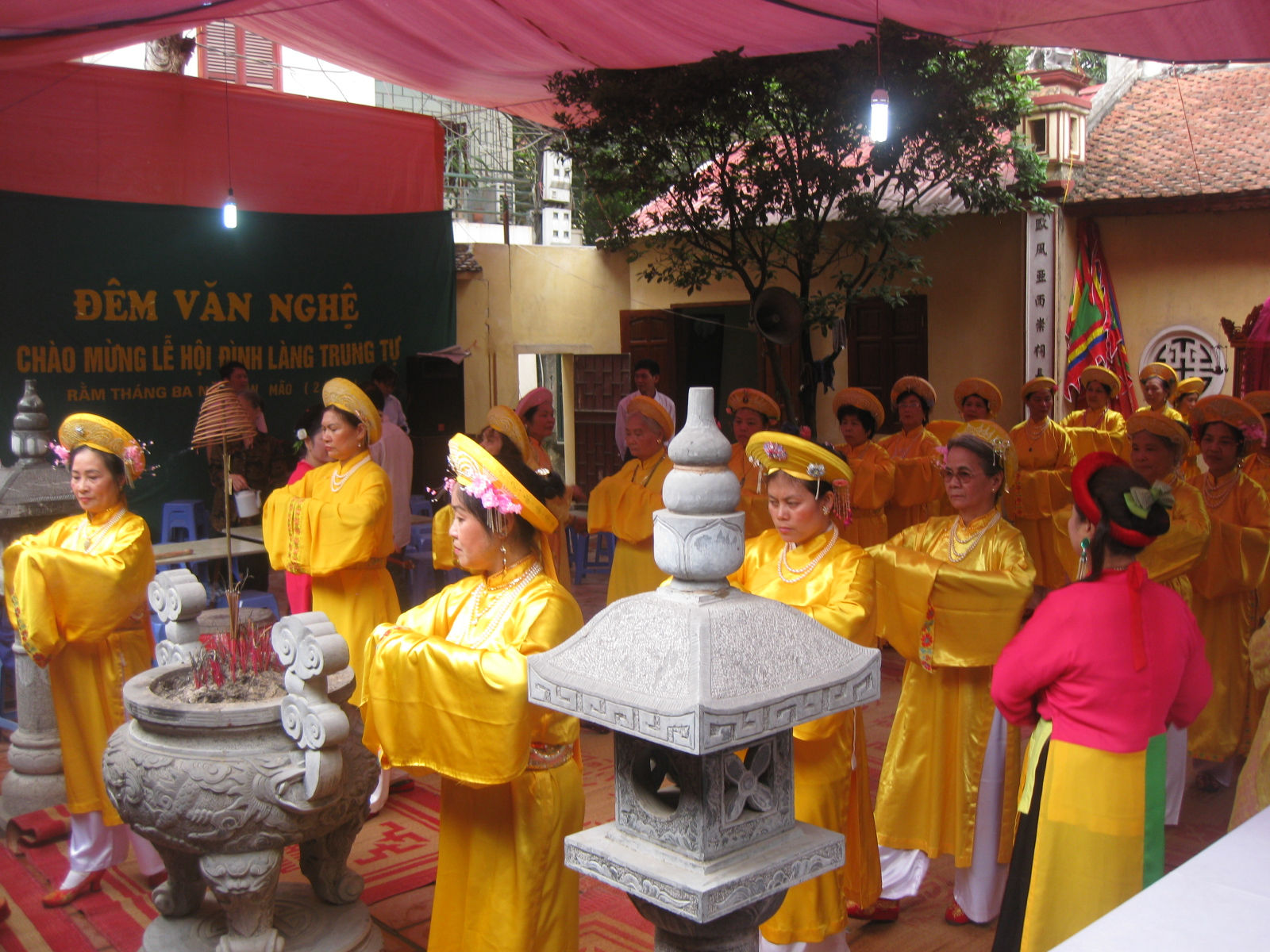
Lễ tế trong một hội làng tại nội thành Hà Nội

Hà Nội thường được xem như nơi tập trung những tinh hoa văn hóa của miền Bắc và cả Việt Nam. Trong hàng ngàn năm, vị trí kinh đô khiến thành phố này trở thành nơi quy tụ của những nhân vật ưu tú, những thương nhân, những nghệ nhân, những thợ thủ công lành nghề. Họ tới đây lập nghiệp, mang theo những phong tục, tập quán địa phương và tỉnh Hà Nội trở thành mảnh đất tiêu biểu cho nền văn hóa của cả Việt Nam. Những danh nhân, nhân vật của Việt Nam phần đông xuất thân từ những vùng đất khác, nhưng kinh đô Thăng Long thường là nơi họ xây dựng nên sự nghiệp. Môi trường cạnh tranh của đất kinh thành khiến những thương nhân, thợ thủ công trụ vững lại Hà Nội phải là những người xuất sắc, tài năng. Khi những người dân tứ xứ về định cư tại Thăng Long, các phong tục tập quán mà họ mang theo cũng dần thay đổi, tạo nên nét văn hóa của Hà Nội.
Thăng Long – Hà Nội, kinh đô của Việt Nam, còn là nơi giao thoa của những nền văn hóa lớn. Hơn một nghìn năm Bắc thuộc đã để lại trên vùng đất Hà Nội ít nhiều những dấu ấn của nền văn minh Trung Hoa. Khi những người Pháp vào Việt Nam, nhiều người trong số họ chỉ coi Hà Nội như một tỉnh của Trung Quốc, hoặc đơn thuần là một vùng chuyển tiếp giữa Ấn Độ và Trung Hoa. Qua những người Pháp, Hà Nội – trung tâm văn hóa của quốc gia – biết tới nền văn minh phương Tây để rồi xây dựng nên những cơ sở đầu tiên của nền nghệ thuật Việt Nam hiện đại với tân nhạc, thơ mới, hội họa, văn học hiện đại, điện ảnh, nhiếp ảnh. Nhưng Hà Nội đầu thế kỷ XX cũng là nơi những giá trị Pháp thống trị, cửa sổ mở ra thế giới mới của giới thượng lưu Việt Nam. Như lời của sử gia về Đông Nam Á Pierre-Richard Féray: "Ngay khi một người Việt Nam đạt được giàu sang và sống tại thành phố, anh ta bắt đầu trở nên đặc trưng Pháp. Anh ta cố gắng nói đúng giọng Pháp. Anh ta ăn, sống và thở theo cách Pháp". Những thập niên gần đây, Hà Nội cùng Việt Nam lại tiếp nhận những làn sóng văn hóa từ châu Âu và Mỹ.

Tuy là thủ đô, trung tâm văn hóa của Việt Nam, nhưng một số sự kiện văn hóa tổ chức ở Hà Nội gần đây đã xảy ra nhiều sự việc đáng chú ý, điển hình là vụ tàn phá hoa của người Hà Nội tại Lễ hội hoa anh đào diễn ra giữa thủ đô năm 2008, hay những hành động thiếu ý thức, kém văn minh tại Lễ hội phố hoa Hà Nội vào Tết Dương lịch 2009 tổ chức tại hồ Hoàn Kiếm, dấy lên làn sóng phản đối mạnh mẽ từ dư luận cả nước trên các phương tiện thông tin đại chúng, đặt câu hỏi lớn về "văn hóa người Tràng An" trong thời đại ngày nay. Có nhiều ý kiến nhận xét lối cư xử nhã nhặn, thanh lịch của người Hà Nội đang mất dần, thay vào đó là cách cư xử thiếu văn hóa nhất là ở giới trẻ Hà Nội. Hà Nội còn có "bún mắng, cháo chửi" ngày càng trở nên phổ biến đã bị nhiều báo phản ánh và phê phán tuy nhiên các quán ăn có phong cách phục vụ vô văn hóa, thô lỗ, xem thường, xúc phạm khách hàng này vẫn thu hút được nhiều người đến ăn. Sau sự kiện "bún chửi" Hà Nội lên sóng CNN trong mục "món ăn đặc sắc" tháng 9 năm 2016 thì giới chức Hà Nội "tuyên chiến với nói tục, chửi bậy".

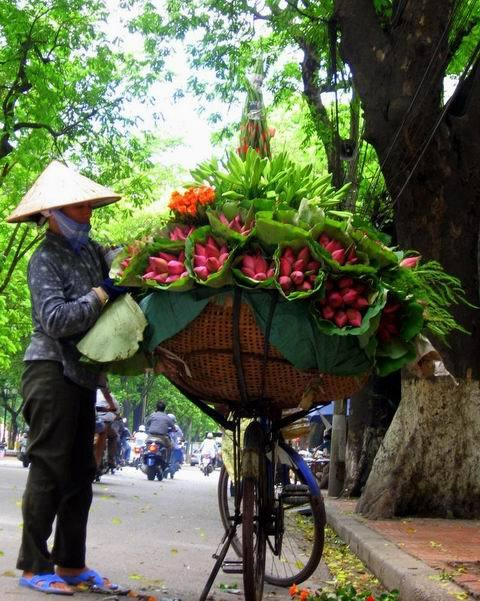
Một người bán sen trên đường phố Hà Nội

### Âm nhạc
Hà Nội là một niềm cảm hứng sáng tác của nhiều nhạc sĩ. Đã có hàng nghìn bài hát viết về Hà Nội trong nhiều đề tài. Trước hết đó là hình ảnh của một Hà Nội với khí thế hào hùng và mạnh mẽ trong vị thế thủ đô trong cuộc đấu tranh vệ quốc. Trong những năm tháng này, Văn Cao đã viết cho Hà Nội một số hành khúc như Thăng Long hành khúc ca, Gò Đống Đa, Tiến về Hà Nội. Khi những người lính thuộc Trung đoàn Thủ Đô phải rời xa Hà Nội, một trong số đó, nhạc sĩ Nguyễn Đình Thi đã viết ca khúc "Người Hà Nội", ngày nay đã trở nên quen thuộc. Hình ảnh Hà Nội trong cuộc chiến với thực dân Pháp cũng là đề tài của các tác phẩm như: "Sẽ về Thủ đô" của Huy Du, "Cảm xúc tháng Mười" của Nguyễn Thành, "Ba Đình nắng" của Bùi Công Kỳ. Trong những tháng năm chống Mỹ, Thủ đô anh hùng trong chiến đấu và kiến thiết được khắc họa đâm nét trong các tác phẩm như "Bài ca Hà Nội" của Vũ Thanh, "Hà Nội – Điện Biên Phủ" của Phạm Tuyên, "Khi thành phố lên đèn" của Thái Cơ, "Tiếng nói Hà Nội" của Văn An v.v... Bên cạnh đó, Hà Nội hiện lên với dáng vẻ cổ xưa, kiêu kỳ và lãng mạn, với "ánh đèn giăng mắc", "có bóng trăng thơ in trên mặt hồ", với hình ảnh người con gái "khăn san bay lả lơi trên vai ai", "áo trắng Trưng Vương, Tây Sơn em tan trường về" trong những nhạc phẩm mang nhiều tính chất hoài niệm như Hướng về Hà Nội của Hoàng Dương, Nỗi lòng người đi của Anh Bằng, Hà Nội ngày tháng cũ của Song Ngọc hay Gửi người em gái miền Nam của Đoàn Chuẩn. Vẻ đẹp của thiên nhiên, cảnh vật, con người, truyền thống lịch sử và nét thanh lịch độc đáo của Hà Nội được khắc họa đậm nét qua giai điệu của nhiều nhạc sĩ Việt Nam thuộc nhiều thế hệ khác nhau, như Hoàng Hiệp với "Nhớ về Hà Nội", Phan Nhân với "Hà Nội niềm tin và hy vọng", Hoàng Vân với "Tình yêu Hà Nội", Văn Ký với "Trời Hà Nội xanh" và "Hà Nội mùa xuân", Nguyễn Đức Toàn với "Hà Nội trái tim hồng", Trần Hoàn với "Khúc hát người Hà Nội", Trịnh Công Sơn với "Nhớ mùa thu Hà Nội", Nguyễn Cường với "Mãi vẫn là tuổi thơ tôi Hà Nội", Dương Thụ với "Mong về Hà Nội", Phú Quang với "Em ơi, Hà Nội phố", "Hà Nội ngày trở về", "Im lặng đêm Hà Nội", Phạm Minh Tuấn với "Hà Nội ơi thầm hát trong tôi", Nguyễn Tiến với "Chiều mưa Hà Nội", Trần Quang Lộc với "Có phải em mùa thu Hà Nội", Trương Quý Hải với "Hà Nội mùa vắng những con mưa", Lê Vinh với "Hà Nội và tôi", Vũ Quang Trung với "Chiều Hà Nội" v.v... Một số địa danh của Hà Nội cũng đi trở thành chủ đề sáng tác trong âm nhạc như "Một thoáng Tây Hồ" của Phó Đức Phương, "Ngẫu hứng sông Hồng" của Trần Tiến, "Chiều Hồ Gươm" của Đặng An Nguyên, "Truyền thuyết Hồ Gươm" của Hoàng Phúc Thắng, "Bên lăng Bác Hồ" của Dân Huyền v.v... Có một số tác phẩm tuy không nhắc đến địa danh Hà Nội trong tựa đề hoặc trong ca từ nhưng được lấy cảm hứng hoặc viết về chính mảnh đất này như: "Những ánh sao đêm" của Phan Huỳnh Điểu, "Từ một ngã tư đường phố" của Phạm Tuyên, "Mùa xuân làng lúa làng hoa" của Ngọc Khuê, "Hoa sữa" của Hồng Đăng, "Thu quyến rũ" của Đoàn Chuẩn, "Phố nghèo", "Ngẫu hứng phố" của Trần Tiến.. Một Hà Nội với ngập tràn các loài hoa đã được nhạc sĩ Giáng Son khắc họa trong "Hà Nội 12 mùa hoa" – Đây cũng là một vẻ đẹp rất riêng của thủ đô Hà Nội.

### Văn học

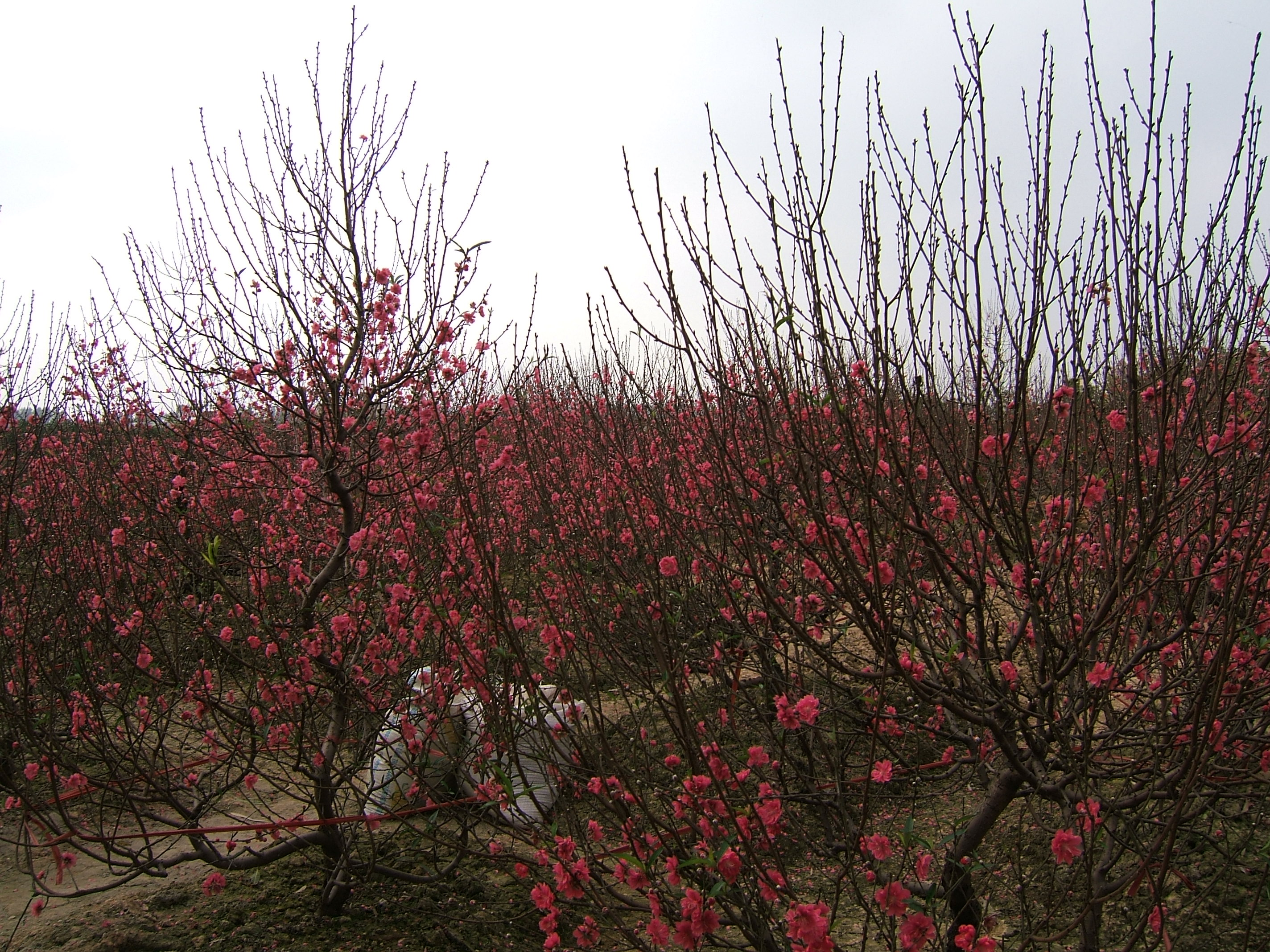
Hoa Đào Nhật Tân

Trong văn học Việt Nam, Hà Nội hiện ra như một đô thị có lịch sử lâu đời, giàu truyền thống và bản sắc văn hóa. Thời phong kiến, thành Thăng Long từng là đề tài của nhiều bài thơ như Long thành cầm giả ca của Nguyễn Du hay Thăng Long thành hoài cổ của Bà Huyện Thanh Quan. Ba nhà văn thường được nhắc đến khi nói về đề tài Hà Nội trong văn học là Nguyễn Tuân, Vũ Bằng và Thạch Lam. Nguyễn Tuân, người sinh ra và lớn lên trong môi trường nho giáo, thất vọng bởi cuộc sống trong xã hội "kim khí" xô bồ, thường tìm về những giá trị cũ. Bóng dáng Hà Nội trong tác phẩm của Nguyễn Tuân là những thú chơi của các bậc tao nhân mặc khách trong Vang bóng một thời như thưởng trà, thả thơ, đánh thơ, hát ca trù... Vũ Bằng lại qua những trang viết, như Miếng ngon Hà Nội và Thương nhớ mười hai, thể hiện nỗi nhớ và tình yêu Hà Nội, ca ngợi sự tinh tế của các món ăn, khung cảnh thiên nhiên, đất trời, cảnh vật, con người, văn hóa của thành phố. Thạch Lam được biết đến qua tập bút ký Hà Nội 36 phố phường. Tác phẩm của Thạch Lam thể hiện sự thương xót trước những người nghèo khó, miêu tả hương vị của những món quà quê, những tiếng rao... tất cả những thứ tạo nên văn hóa Hà Nội. Nhiều nhà văn khác cũng có các tác phẩm về thành phố này như Phố của Chu Lai, Sống mãi với thủ đô của Nguyễn Huy Tưởng. Bảo Ninh trong Nỗi buồn chiến tranh cũng dành nhiều trang viết về Hà Nội. 

### Điện ảnhvà truyền hình
Hình ảnh Hà Nội xuất hiện rất nhiều trên cả màn ảnh lớn và màn ảnh nhỏ. Sau khi được giải phóng vào năm 1954, không ít những bộ phim của điện ảnh cách mạng đã nói về Hà Nội, trong đó có thể đến đến Giông tố, Sao tháng Tám, Hà Nội mùa đông năm 1946, Em bé Hà Nội, Phía bắc Thủ đô, Tiền tuyến gọi. Em bé Hà Nội, tác phẩm của đạo diễn Hải Ninh, khắc họa cuộc sống của Hà Nội trong thời gian quân đội Hoa Kỳ ném bom miền Bắc đã giành Bông sen vàng tại Liên hoan phim Việt Nam năm 1975 và giải đặc biệt của ban giám khảo Liên hoan phim Moskva cùng năm đó. Sau khi Việt Nam thống nhất, một số bộ phim điện ảnh khai thác đề tài về lớp thanh niên sống ở Hà Nội thời kỳ sau chiến tranh, như Tuổi mười bảy, Những người đã gặp, Hãy tha thứ cho em, Cách sống của tôi, Hà Nội mùa chim làm tổ. Dưới thời bao cấp, bộ phim tài liệu của đạo diễn Trần Văn Thủy Hà Nội trong mắt ai đã trở thành tác phẩm tiêu biểu cho không khí của giai đoạn nhưng cũng từng vấp phải không ít tranh cãi ở khâu kiểm duyệt. Kể từ năm 1990, trong suốt một thập niên, phim về Hà Nội dường như vắng bóng trên màn ảnh của điện ảnh Việt Nam. Năm 2000, đạo diễn Việt kiều Trần Anh Hùng về Việt Nam sản xuất Mùa hè chiều thẳng đứng, một bộ phim chính kịch, xoay quanh cuộc sống của ba chị em gái với bối cảnh Hà Nội. Để chuẩn bị cho lễ kỷ niệm 1000 năm Thăng Long – Hà Nội, nhiều nhà làm phim Việt Nam đã sản xuất một vài bộ phim về đề tài này.

### Hội họa
Trong hội họa, họa sĩ Bùi Xuân Phái là một trong những người thành công và gắn bó nhất với Hà Nội. Trong tranh của Bùi Xuân Phái, Hà Nội mang đầy vẻ xưa cũ với những ngôi nhà mái nâu, những con phố nhỏ. Những bức vẽ về phố cổ Hà Nội của Bùi Xuân Phái ngày nay thường được biết đến với tên gọi Phố Phái. Ngoài ra, còn có một số họa phẩm của các họa sĩ khác vẽ về người Hà Nội đã đi vào lịch sử như Thiếu nữ bên hoa huệ của Tô Ngọc Vân, Em Thúy của Trần Văn Cẩn, Tan ca mời chị em ra họp thi thợ giỏi của Nguyễn Đỗ Cung.

## Giao thông

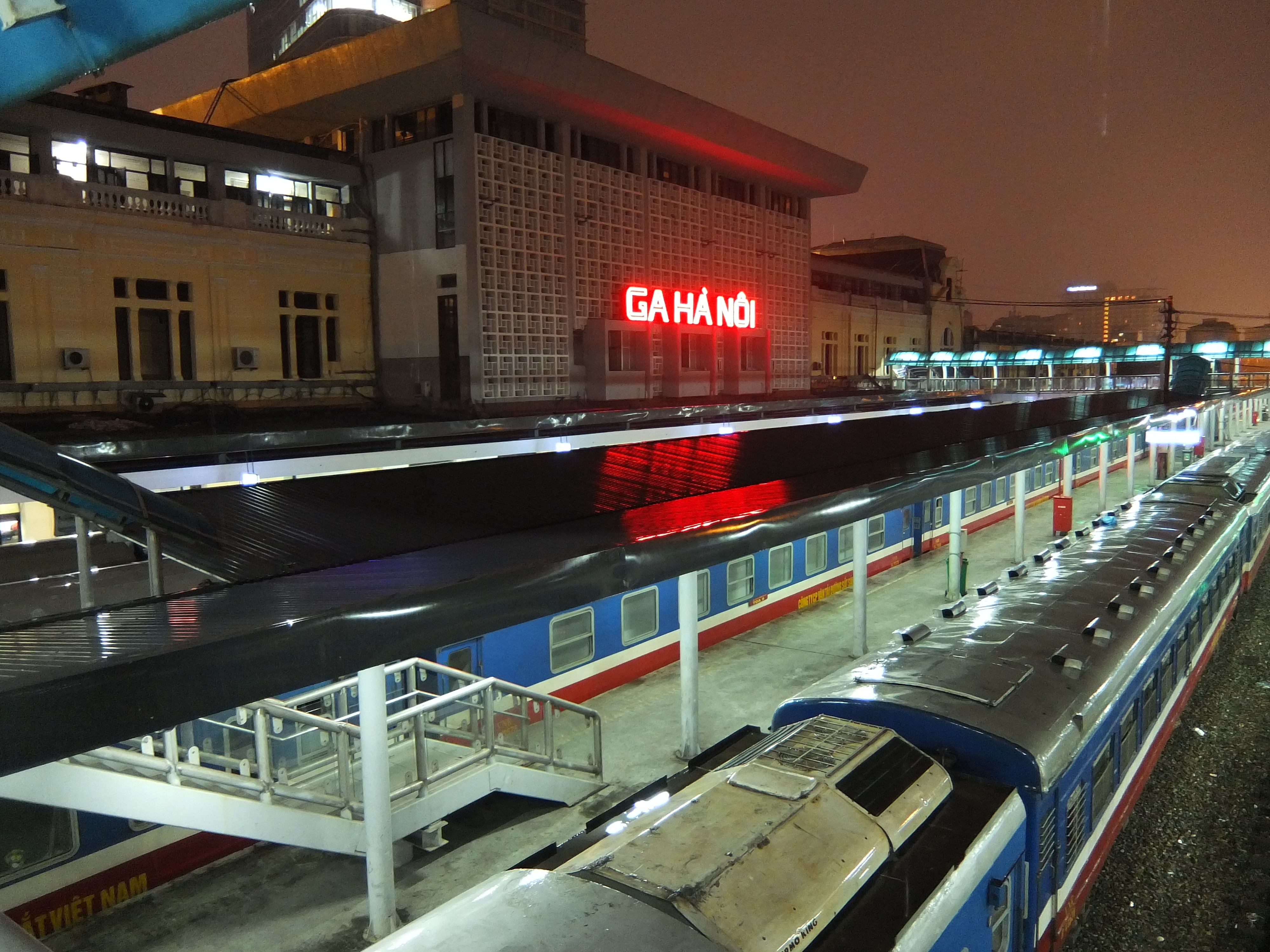
Ga Hà Nội

Là thành phố thủ đô và có vị trí ở khu vực trung tâm của miền Bắc, bên cạnh con sông Hồng, giao thông từ Hà Nội đến các tỉnh khác của Việt Nam tương đối thuận tiện, bao gồm cả đường không, đường bộ, đường thủy và đường sắt. Giao thông đường không, ngoài sân bay quốc tế Nội Bài cách trung tâm khoảng 35 km, thành phố còn có sân bay Gia Lâm ở phía Đông, thuộc quận Long Biên, từng là sân bay chính của Hà Nội những năm 1970, hiện sân bay Gia Lâm chỉ phục vụ cho các chuyến bay dịch vụ của trực thăng, gồm cả dịch vụ du lịch. Bên cạnh đó là sân bay Bạch Mai thuộc quận Thanh Xuân được xây dựng từ năm 1919 và có thời gian đóng vai trò như một sân bay quân sự. Ngoài ra, Hà Nội còn có sân bay quân sự Hòa Lạc tại huyện Thạch Thất, sân bay quân sự Miếu Môn tại huyện Chương Mỹ. Hà Nội là đầu mối giao thông của năm tuyến đường sắt trong nước và một tuyến liên vận sang Bắc Kinh, Trung Quốc, đi nhiều nước châu Âu, một tuyến quốc tế sang Côn Minh, Trung Quốc. Các bến xe Phía Nam, Gia Lâm, Nước Ngầm, Giáp Bát, Yên Nghĩa, Mỹ Đình là nơi các xe chở khách liên tỉnh tỏa đi khắp đất nước theo các Quốc lộ 1 xuyên Bắc – Nam và rẽ Quốc lộ 21 đi Nam Định, Quốc lộ 2 đến Hà Giang, Quốc lộ 3 đến Bắc Kạn, Cao Bằng, Thái Nguyên; Quốc lộ 5 đi Hải Phòng, Quốc lộ 17 đi Quảng Ninh, Quốc lộ 6 và Quốc lộ 32 đi các tỉnh Tây Bắc.

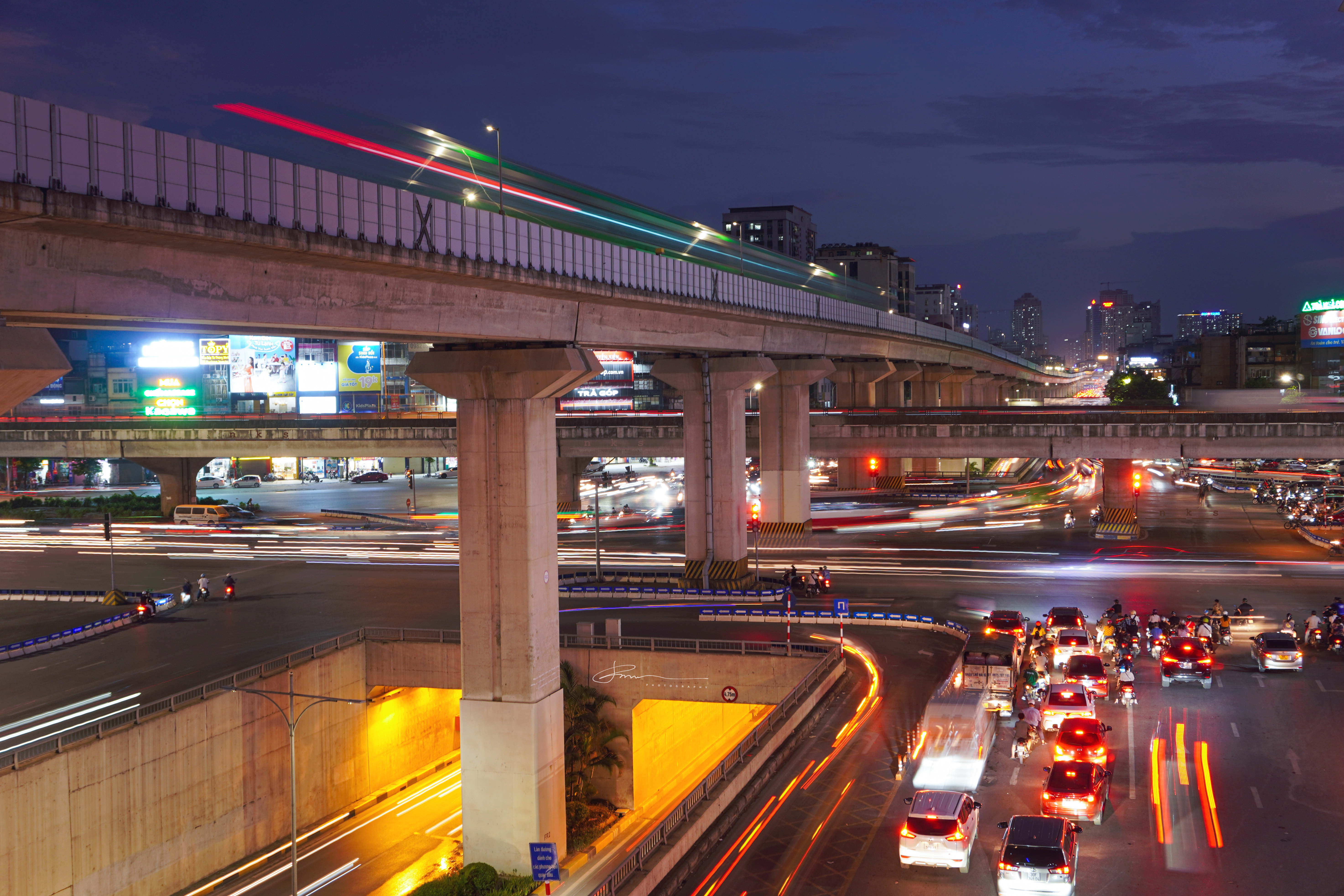
Nút giao Thanh Xuân hiện là nút giao thông nhiều tầng nhất tại Việt Nam với 4 tầng

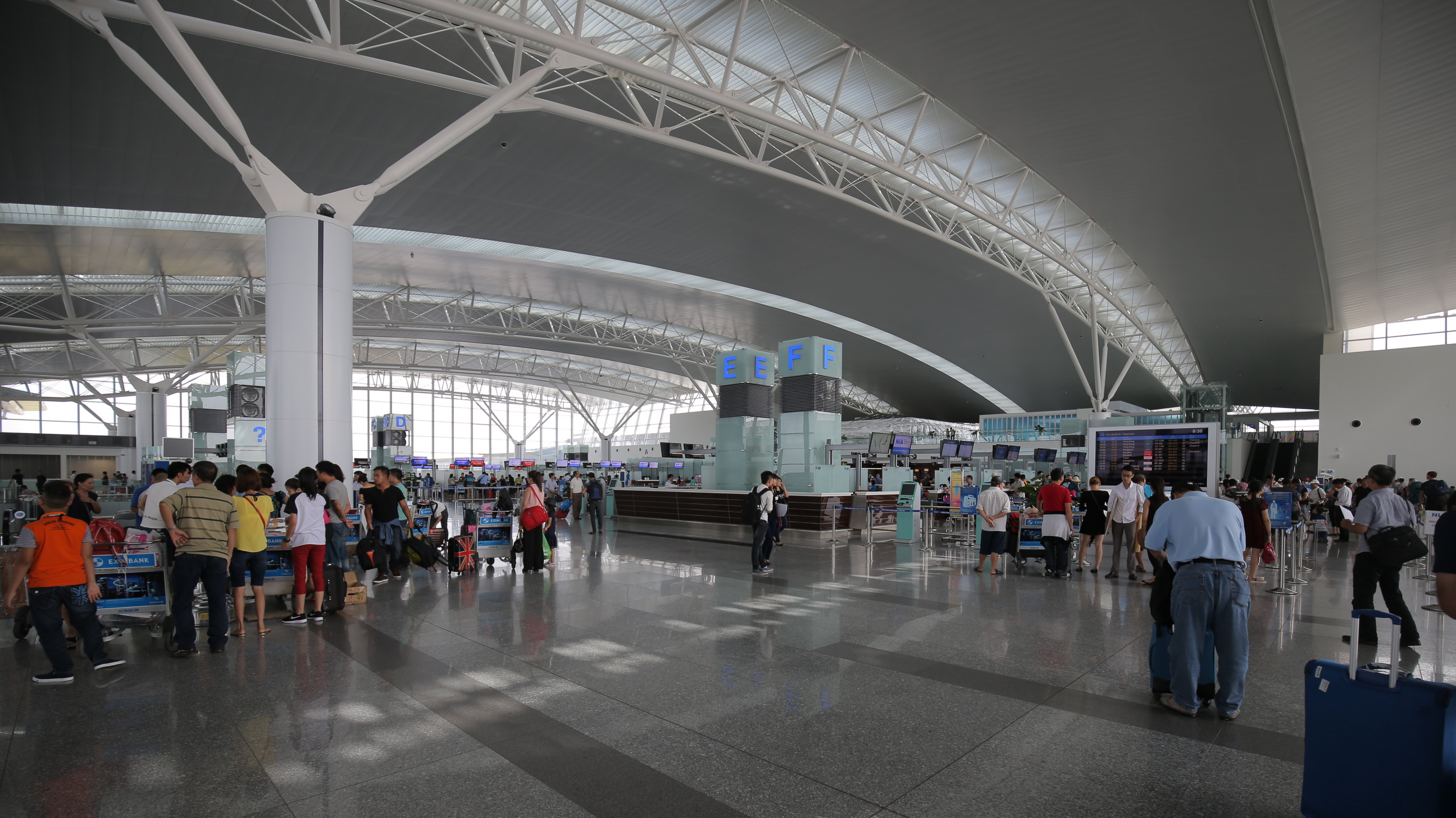
Nhà ga T2, Cảng hàng không quốc tế Nội Bài

Hà Nội có nhiều tuyến đường cao tốc trên địa bàn như Đại lộ Thăng Long, Pháp Vân – Cầu Giẽ, Hà Nội – Bắc Giang, Hà Nội – Hải Phòng, Nội Bài – Lào Cai, Hà Nội – Thái Nguyên, Hà Nội – Hòa Bình, được xây dựng và hoàn thành nhằm kết nối nhanh chóng, thuận tiện thủ đô với các tỉnh. Ngoài ra, Hà Nội còn có 7 tuyến đường vành đai giúp kết nối thuận tiện các quận, huyện trong thành phố như Đường vành đai 1, Đường vành đai 2, Đường vành đai 2,5, Đường vành đai 3, Đường vành đai 3,5; kết nối các tỉnh trong vùng thủ đô như Đường vành đai 4, Đường vành đai 5.
Về giao thông đường thủy, Hà Nội cũng là đầu mối giao thông quan trọng với bến Phà Đen đi Hưng Yên, Nam Định, Thái Bình, Việt Trì và bến Hàm Tử Quan đi Phả Lại. 
Trong nội ô, các con phố của Hà Nội thường xuyên ùn tắc do cơ sở hạ tầng đô thị còn thấp kém, lượng phương tiện tham gia giao thông quá lớn – đặc biệt là xe máy –, và ý thức chưa tốt của các cư dân thành phố. Lại thêm khâu xử lý vi phạm giao thông của cảnh sát giao thông hiện nay chưa nghiêm, việc quản lý nhà nước và tổ chức giao thông còn nhiều bất cập, luôn thay đổi tùy tiện. Giáo sư Seymour Papert – nhà khoa học máy tính từ Viện Công nghệ Massachusetts bị tai nạn ở Hà Nội vào cuối năm 2006 – đã miêu tả giao thông của thành phố như một ví dụ minh họa cho giả thuyết về "hành vi hợp trội", phương thức mà các đám đông, tuân theo các nguyên tắc đơn giản và không cần sự lãnh đạo, tạo ra các vận động và hệ thống phức tạp. Trên những đường phố Hà Nội, vỉa hè thường bị chiếm dụng khiến người đi bộ phải đi xuống lòng đường. Trong những năm gần đây, Hà Nội chỉ phát triển thêm 5 tới 10 km đường mỗi năm. Nhiều trục đường của thành phố thiết kế chưa khoa học, không đồng bộ và hệ thống đèn giao thông ở một vài điểm cũng thiếu hợp lý. Thêm nữa, hiện tượng ngập úng mỗi khi mưa lớn cũng gây khó khăn cho người tham gia giao thông. Trong thập niên 2000, hệ thống xe buýt – loại hình phương tiện giao thông công cộng duy nhất – của thành phố có phát triển mạnh, nhưng phần đông người dân vẫn sử dụng các phương tiện cá nhân, chủ yếu là xe máy.
Theo quy hoạch giao thông Hà Nội được Thủ tướng chính phủ Nguyễn Tấn Dũng phê duyệt năm 2008, chi phí cho phần phát triển đường bộ lên tới 100.000 tỷ đồng. Ba tuyến đường vành đai, 30 tuyến đường trục chính cùng nhiều tuyến phố sẽ được xây dựng mới hoặc cải tạo lại. Cho đến cuối năm 2011, Hà Nội có 7.365 km đường giao thông, trong đó 20% là trục đường chính, 7 trục hướng tâm và 3 tuyến vành đai, cũng như đang quản lý hơn 4,3 triệu phương tiện giao thông các loại, trong đó riêng xe máy chiếm gần 4 triệu.

## Vinh danh
Tên gọi của thành phố cũng được sử dụng cho nhiều loài sinh vật :
- Aderus hanoiensis
- Adoretus hanoiensis[204]
- Anosia hanoiensis[205]
- Bellatheta hanoiensis (tên khác: Emmelostiba hanoiensis)[206]
- Camptothlipsis hanoiensis[207]
- Coccophagus hanoiensis[208]
- Coniophora hanoiensis
- Dasyhelea hanoiensis[209]
- Diduga hanoiensis[210]
- Draconarius hanoiensis [211]
- Drusilla hanoiensis[212]
- Elasmus hanoicus
- Floresorchestia hanoiensis[213]
- Hanoniscus chi giáp xác Chân đều gồm 6 loài:
  - Hanoniscus ashtoni Vandel, 1973
  - Hanoniscus monodi Bowley, 1935
  - Hanoniscus myrmecophilus (Baker, 1913)
  - Hanoniscus nichollsi Bowley, 1935
  - Hanoniscus orientalis Vandel, 1973
  - Hanoniscus tuberculatus Budde-Lund, 1912
- Heterapoderus hanoiensis
- Icerya hanoiensis[214]
- Issatchenkia hanoiensis: loài nấm tìm thấy và công bố 1 tháng 10 năm 2003.[215]
- Miridiba hanoiensis[216]
- Oberea hanoiensis
- Scydmaenus hanoiensis
- Silesis hanoiensis
- Stenomastax hanoiensis[217]
- Stethorus hanoiensis[218]
- Tomato leaf curl Hanoi virus[219]
- Trachys hanoiensis
- Guaranisaria hanoi
- Lemyra hanoica
- Dermatopelte hanoica[220]
- Spilosoma hanoica
- Siler hanoicus
- Sasajiscymnus hanoiensis[221]

Tên Hà Nội còn được đặt cho tiểu hành tinh 7816 Hanoi phát hiện năm 1987 có đường kính gần 3 km.

## Thành phố kết nghĩa
- Viêng Chăn (Lào)
- Phnôm Pênh (Campuchia)
- Bắc Kinh (Trung Quốc)
- Hồng Kông (Trung Quốc)
- Jakarta (Indonesia)
- Manila (Philippines)
- Bangkok (Thái Lan)
- Seoul (Hàn Quốc)
- Fukuoka (Nhật Bản)[223]
- Islamabad (Pakistan)
- Ulaanbaatar (Mông Cổ)
- Ankara (Thổ Nhĩ Kỳ)
- Warszawa (Ba Lan)
- Moskva (Nga)
- Toulouse, Haute-Garonne, Occitanie (Pháp)
- Palermo, Sicilia, Palermo (Ý)
- Washington D.C (Hoa Kỳ)
- Victoria (Seychelles)[224]